# 進撃の巨人の登場人物
進撃の巨人の登場人物（しんげきのきょじんのとうじょうじんぶつ）では、諫山創の漫画作品『進撃の巨人』とその派生作品の登場人物について記述する。
配役はアニメ版の担当声優および実写版の担当俳優の順。

## 主要人物
エレン・イェーガー (Eren Yeager)
声 - 梶裕貴
演 - 三浦春馬
本作品の主人公。15歳→19歳（初登場は10歳）。身長170cm、体重63kg（15歳時）。3月30日生まれ。ウォール・マリア南端のシガンシナ区出身。
「自由」であることに強い信念を抱く少年。調査兵団に入団し、壁の外の世界を探検するという夢を抱く。845年（10歳のころ）の巨人侵攻によって目の前で母親が巨人に殺された過去から「巨人の駆逐」を行動原理とするようになる。
強靭な勇気と行動力を備えており周囲の人間を惹きつける強い影響力を持つが、直情径行で猪突猛進な面もある。12歳で第104期訓練兵団に志願し、5番で卒業。徒手格闘術に優れているほか、初陣となるトロスト区防衛戦で命を落としかけた際に、それまで本人も知ることのなかった巨人化能力が覚醒する。これがきっかけとなり、結果的に自身が志望していた調査兵団に迎えられ、特別作戦班（通称リヴァイ班）に配属となる。調査兵として様々な作戦に従事し、壁外勢力の存在やパラディ島にまつわる歴史の真実に辿り着いた結果、自身の中に巨人化能力者を含む全てのユミルの民を支配する「始祖の巨人」と、未来を見る能力を持つ「進撃の巨人」の力が宿っていることが判明。独自の思惑を胸に暗躍するようになる。
ウォール・マリア最終奪還作戦から3年後の854年、独断でマーレを強襲し、激闘の末に「戦鎚の巨人」を捕食する。さらにパラディ島に帰還後、自身の手勢となるイェーガー派を扇動し、異母兄・ジークと接触することで「始祖の巨人」の力を発動させる。エレンは座標でジークの作戦への協力を拒否し、始祖ユミルを味方につけることで遂にパラディ島の三重の壁の硬質化を解き地鳴らしを発動。エレン自身も規格外の巨体を持つ「終尾の巨人」となり、壁外人類の殺戮を始める。その後、天と地の戦いを経て、最終的には迷いながらも覚悟を決めたミカサに討たれ死亡した。
実はマーレ遠征以降の行動は、勲章授与式でヒストリア女王に触れた際に見た「巨人の力を消滅させる」という未来を実現させるためのものであり、ミカサやアルミンらにはそれらを予め伝えた上で記憶を改竄し己の死と共にその記憶と巨人の力から解放されるように導いていた。またその記憶の中でアルミンに、ミカサに想いを寄せていたことを明かしており、死後はその首をミカサによって故郷の丘に埋葬された。
15歳までは短髪だったが、16歳から18歳まではミディアム程度の長さになっている。19歳になるころには身長が13cmも伸びており、髪は後ろで束ねることができるほどの長さになっている。
実写映画版では青年の設定で仕事が長続きせず、壁の外に対する想いも原作とは大幅に異なる人物となっていた。少年のころには既に両親と離別している。原作での母親が巨人に殺される展開がない代わりにミカサへの想いが強調されていた。
2023年10月23日に『プロフェッショナル 仕事の流儀』で特集された。
ミカサ・アッカーマン (Mikasa Ackerman)
声 - 石川由依
演 - 水原希子
本作品のヒロイン。15歳→19歳。身長170cm、体重68kg（15歳時）。2月10日生まれ。エレンの幼馴染。
壁内人類ではほぼ絶滅したとされる東洋人の母とアッカーマン家の父を持つハーフ。「超大型巨人」が出現する1年前（844年）、希少な血筋であることを理由に3人組の強盗に目をつけられて両親を殺されるが、エレンに助けられ、イェーガー家に引き取られる。幼少時に母親によって一族が受け継ぐ刻印を右手首に付けられているほか、エレンに助けられた後は彼からもらったマフラーを肌身離さず身につけている。命を救われた恩と新たな家族となったことからエレンを慕っており、彼を守ることを使命としているほか、もう一人の幼馴染であるアルミンとも深い絆がある。
性格は寡黙で冷静沈着。両親を殺された事件の際に心身の力を解放する能力（アッカーマンの能力）を身につけており、常人よりも高い身体能力を有している。訓練兵時代から、シャーディス教官をはじめ周囲から「あらゆる難解な科目をこなす実現力があり、歴代でも類のない逸材である」との評価を受けていた。845年の巨人侵攻の後はエレンを追って自らも訓練兵団に入団し、首席で卒業。エレンからは憲兵団を勧められるが彼を守るために調査兵団に入団した。その後も新兵ながら卓越した力を持つ実力者として一目置かれ、のちにこの能力は父方のアッカーマン一族のみが持っている資質であることが明かされた。また、幼少期から断続的な頭痛に悩まされている。
世界情勢が判明した後に、母方の祖先はヒィズル国の将軍家であったことが判明する。ヒィズル国の特使が訪れた際に母親から受け継いだ刻印を見せたことでその末裔と認められ、ヒィズル国の希望と称された（アニメ版では刺繍ではなく原作同様に刻印を見せている）。
天と地の戦いでは仲間がエレン殺害を覚悟していく中で最後まで受け入れられずにいたが、迷い苦しみながらもマフラーを巻き覚悟を決めエレンを苦しみから解放することを決意。自らの手でエレンの首を切り落とし、最後の口づけをして「いってらっしゃい、エレン…。」と告げ彼を送り出す。結果その決断が始祖ユミルの未練を断ち切ることになり、ユミルの民から巨人の力を消すことに繋がった。
その後のエピローグではシガンシナ区の大樹の根本にエレンを埋葬しており、彼の墓を守り続けていた。単行本34巻に加筆された後日談ではマフラーを巻いた黒髪の女性がエレンの墓に献花している。そして時が経ち、年老いた女性が天寿を全うし旅立つ時、棺に納められた際にもマフラーを身につけていた。公式のThe Final Season 完結編（各話版）ED「いってらっしゃい」でミカサとエレンのMVが作られた。
名前の由来は日露戦争時の旧日本帝国海軍旗艦の戦艦「三笠」から。
アルミン・アルレルト (Armin Arlert)
声 - 井上麻里奈
演 - 本郷奏多
15歳→19歳。身長163cm、体重55kg（15歳時）。11月3日生まれ。エレンとミカサの幼馴染で、彼らと同じくシガンシナ区で生まれ育つ。特にエレンとはミカサと知り合う以前からの親友。金髪のボブカットに茶色の眼（アニメ版では碧眼）をした少年。
845年の巨人侵攻の翌年に敢行された領土奪還作戦で家族を失う。大人しく内向的な性格だが芯の強さも持っており、理知的で探究心にも富む。祖父が所有していた本を読んだことを機に人類はいずれ外の世界へ行くべきという考えを持っており、エレンが外の世界に憧れるきっかけを作った。
体格は小柄で身体能力も低いが明晰な頭脳と豊富な知識を持ち、座学では非凡な才能を見せた。調査兵団に入団後は「何かを変えることができる人間がいるとすれば、大事なものを捨てることができる人。何も捨てられない者に何かを変えることはできない。」という信念を抱くようになり、時には非情な決断を迫られながらも幾度となく作戦を成功に導いている
ウォール・マリア最終奪還作戦の「超大型巨人」との戦闘では捨て身の囮作戦を実行し、瀕死の重傷を負うもリヴァイに打たれた巨人化薬でベルトルトを喰らい、「超大型巨人」の力を継承・復活する。その翌年には壁外調査でパラディ島沿岸部に到達し、長年の夢であった塩の湖こと海が本当にあったと感動した。
854年でも引き続き調査兵として活動しているほか、「超大型巨人」の力も行使できるようになっている。巨人の力でしかパラディ島を守れないことを知りつつも和平の道を探して奔走し、かつての親友であったエレンと対立する。
地鳴らしを発動したエレンを追いかける中で、捨て身の戦闘を決意したハンジから調査兵団団長職を託され15代団長となる。天と地の戦いでは「歴代の九つの巨人」の一体に捕食され「道」に入り、ジークとの対話を経て、ベルトルトら「歴代の九つの巨人」の一部継承者の協力を得た他、ジークの投降とそれによる地鳴らしの停止に成功した。エレンの死後は巨人化能力を失ったエルディア人と、なおも疑い続けるマーレ人の諍いを阻止するため、「エレン・イェーガーを止めた者」として名乗り出る。その後はマーレ国内に留まったようであり、3年後にはパラディとの和平大使に就任している。
第104期訓練兵団卒業生では上位10人に入っていないため、単行本背表紙に描かれていない。アニメ版では冒頭のあらすじや次回予告の語り部の役割を担う。実写映画版では機械弄りが得意という設定になっている。

## 第104期訓練兵団卒業生
裏表紙にはウォール・ローゼ南方面駐屯の隊に入り、成績上位10名で卒業した兵士たちが首席のミカサを筆頭に、左から成績順に整列し敬礼する後ろ姿が描かれている。作中で死亡またはそれに等しい状態、あるいは兵団から離反すると次巻の裏表紙から姿が消えるという演出が22巻までされていた。23巻から33巻まではマーレの戦士と戦士候補生の集合絵に変更した。さらにエレンたちも追加されて対峙する形になっている。

### 上位10名
ミカサ・アッカーマン (Mikasa Ackerman)
第104期訓練兵団を首席で卒業。詳しくは主要人物の項を参照。
ライナー・ブラウン (Reiner Braun)
声 - 細谷佳正、榎木淳弥（幼少期）
金髪で大柄な体格の少年。17歳→21歳。身長185cm、体重95kg。→身長188cm、体重83kg。8月1日生まれ。ウォール・マリア南東に在った山村出身。第104期訓練兵団を次席で卒業。
優れた実力を持ち、104期生のリーダー的存在。気さくで面倒見が良く、責任感も強い性格から仲間たちの信頼も厚い。故郷に帰るという一心で生きており、絶対に曲げられない信念を持つ者同士としてエレンに深く共感する。訓練課程修了後は調査兵団に入団した。クリスタに対して好意を寄せており、心の中で何度か結婚願望を抱いている。
その正体は845年に壁を破壊し、人類を襲撃した「鎧の巨人」の巨人化能力者。かつて語っていた出自は嘘であり、始祖奪還のためにベルトルト、アニとともに壁外から潜入していた戦士隊の1人。ウォール・ローゼ壁上で唐突に正体を明かすが、この時には壁を守る「兵士」と、壁を壊す「戦士」という二つの立場に置かれたことで精神が分裂し、半ば心を病んでいることが明らかになった。その後は戦士隊の仲間である「獣の巨人」と合流し、シガンシナ区で調査兵団を迎え撃つが敗北。駆け付けたジークと「車力の巨人」に救出され撤退していった。
マーレ編では精神面や過去が深く掘り下げられており、作者はもう一人の主人公であると語っている。854年、故郷であるマーレに帰還後は戦士隊副長として中東連合国との戦争に参加していたが、始祖奪還計画の失敗の責任で「鎧の巨人」を剥奪される寸前まで追い詰められていた。その戦いで戦果を挙げマーレへの忠誠を証明したことで事無きを得ているが、パラディ島で過ごした経験はトラウマとなっており未だに苛まれている。
エルディア人の母親・カリナとマーレ人の父親とのハーフであり、幼少期は母親と共に名誉マーレ人になり父親と一緒に三人で暮らすため戦士となった。優れた能力はなかったがマーレへの忠誠心と、マルセルが行った軍への印象操作で「鎧の巨人」を継承した。パラディ島に上陸後は自身の失態でマルセルを喪うが、自身がマルセルの代わりになるとアニとベルトルトを説得して作戦を続行させた。
レベリオ襲撃後は世界連合の集結を待たずにエルディアを奇襲するよう進言して、再びパラディ島に向かう。その後はエレン討伐のためにパラディ島の一派と共闘した。
天と地の戦いではミカサ、アルミン、ジャン、コニー、リヴァイ、ピーク、そして助っ人に来たアニやファルコ、ガビらと共に「鎧の巨人」の力を駆使して「終尾の巨人」と化したエレンや、「歴代の九つの巨人」群との激闘を繰り広げ、死闘の末にエレンを倒しこの世から巨人を駆逐する。その結果自身も「鎧の巨人」の力を失い、人間に戻ることができた。
天と地の戦いから3年後のエピローグでは、生き残ったアルミンらと共に連合国大使としてパラディ島に向かう。
ベルトルト・フーバー (Bertolt Hoover)
声 - 橋詰知久、観世智顕（幼少期）
長身で黒髪の少年。16歳。身長192cm、体重81kg。12月30日生まれ。第104期訓練兵団を3番で卒業。
どの分野の活動でも難無くこなせる程の高い実力と潜在性を持つが、判断を他人に委ねる癖があり積極性に欠ける。温厚で控えめな性格から自ら存在感を示すことは少なく、同郷出身のライナーとよく行動を共にしている。
運動が得意という点と特権の獲得を目的に憲兵団を目指したと語っていたが、訓練兵団卒業後は調査兵団に入団した。芸術的と評されるほどの寝相の悪さを持つ。
その正体は845年に壁を破壊し、人類を巨人の脅威に晒した「超大型巨人」の巨人化能力者。始祖奪還のためにライナー、アニとともに壁内に潜入していた戦士隊の1人。ウォール・ローゼ壁上で唐突に正体を明かしたライナーと共に巨人化し、エレンとユミルを拉致するが、駆けつけた調査兵団とアルミンの挑発でエレンを奪い返される。その後は巨人の群れに襲われ危ういところをユミルに助けられ、ウォール・マリアのシガンシナ区まで撤退する。
ウォール・マリア最終奪還作戦では巨人化時の爆風で調査兵団を壊滅寸前まで追い込み、生き残ったエレンたちを圧倒的な巨体と超高熱の熱蒸気で圧倒する。だが、最後はアルミンの捨て身の陽動作戦に掛かり、巨人化を解いたエレンにうなじを斬られ捕らえられる。最期は手足を切断されて動けない状態のまま、仲間たちに助けを求めながら「無垢の巨人」と化したアルミンに捕食されて死亡した。
幼少期は射撃の能力が認められて戦士候補生に選ばれ、この時からライナーやアニと親しく接していた。故郷には病を患っている父がいたが、名誉マーレ人として手厚い看護を受けつつ息を引き取ったことが語られている。
最終決戦では始祖の巨人が再生させた「歴代の九つの巨人」の一人として、「超大型巨人」の姿で登場。当初はエレンの傀儡と化してアルミンたちと敵対するが、座標に辿り着いたアルミンの想いに呼応し、始祖討伐に協力した。
アニ・レオンハート (Annie Leonhart)
声 - 嶋村侑
常に冷静沈着で寡黙な金髪の少女。16歳→20歳。身長153cm、体重54kg（16歳時）。3月22日生まれ。出身地は不明。第104期訓練兵団を4番で卒業。
口数や表情に乏しく、他者とのなれ合いを嫌う性格から周囲からはやや孤立している。憲兵団を希望しているが他の志願者のように特権獲得が目的ではなく、「現実離れした無意味な世界から遠ざかりたい」との考えからであると述べる。
正確で無駄のない斬撃と立体機動を得意としており、小柄な体格ながら父親から教えられた蹴り技主体の対人格闘術も身に着けている。格闘術の手ほどきをする過程で、エレンとは同じ得意分野を持つ者同士の連帯感のようなものが生まれていた。同期の数少ない友人たちが揃って調査兵団に入団する中、初志を貫き憲兵団に入団した。憲兵団ではウォール・シーナ東城塞都市のストヘス区に配属され、寮ではヒッチ・ドリスと同室になっている。
その正体は「女型の巨人」の巨人化能力者。始祖奪還のためにライナー、ベルトルトとともに壁内に潜入していた戦士隊の1人。エレンの拉致を目的に壁外調査中の調査兵団を襲うも失敗。のちにアルミンに正体を見破られ、ストへス区での交戦の末に捕らえられるが、巨人の硬化能力を応用して生成した超硬質の水晶体の中に自らを閉じ込めて眠りにつき追及を逃れた。壁内の人間に情が移り、自身も「戦士になりそこねた」と語っていた。
エルディア人の血を引いていたことで生後間もなく親に捨てられ、養父によってマーレの戦士になるべく厳しく育てられた。養父仕込みの格闘術が認められて戦士候補生に選ばれるが、養父に対しては憎しみと親愛の情が入り混じった複雑な想いを抱いており、互いにわだかまりを解けずにいた。
アニの水晶体は兵団本部の地下室に安置されていたが、地鳴らしの発動とともに硬質化が解けて目覚める。本部に訪れたヒッチと出会った後、偶然アルミンたちと出会い、行動を共にする。最終回では養父との再会も果たした。
天と地の戦いには、「獣の巨人」の飛行能力を覚醒させたファルコとガビと共に窮地に陥っていたミカサ達を救う形で参戦。「女型の巨人」の力を駆使して「歴代の九つの巨人」との激闘を繰り広げ、死闘の末にエレンを倒しこの世から巨人を駆逐する。その結果自身も「女形の巨人」の力を失い、人間に戻ることができた。
天と地の戦いから3年後のエピローグでは、生き残ったアルミンらと共に連合国大使としてパラディ島に向かう。
エレン・イェーガー (Eren Yeager)
第104期訓練兵団を5番で卒業。詳しくは主要人物の項を参照。
ジャン・キルシュタイン (Jean Kirstein)
声 - 谷山紀章
演 - 三浦貴大
険のある顔つきの少年。15歳→19歳。身長175cm、体重65kg（15歳時）。4月7日生まれ。ウォール・ローゼ南端のトロスト区出身。第104期訓練兵団を6番で卒業。
自分の考えに正直な皮肉屋で思ったことをはっきり言う性格。常に理想を追い求めるエレンとは衝突することも多く、彼を「死に急ぎ野郎」などと揶揄している。立体機動装置の扱いと現状認識能力に優れる一方で、自己中心的な振る舞いが懸念材料となっていた。ただし、同期で友人のマルコからは「強い人ではないから弱い人の気持ちがよく理解できる」と指揮役としての適性があると評されていた。
当初は「人類は巨人に勝てない」と結論付け、安全な内地で暮らす特権目当てに憲兵団への入団を志望していたが、トロスト区防衛戦でマルコを含む大勢の犠牲者を出してしまったことに意気消沈する同期たちを奮い立たせるために調査兵団への入団を宣言する。
854年のマーレ遠征作戦ではサシャやコニーたちを指揮している。エレンの地鳴らし発動後に、マガトたちマーレ戦士隊と合流し行動を共にした際には過去の出来事に確執を抱いていたが、のちに互いの目的のために共闘する。
天と地の戦いではエレンの首に巻き付けられた爆弾を起爆する活躍を見せるも、「光るムカデ」の噴出したガスで巨人化してしまう。ライナーを襲うも、エレンがミカサに倒された事で巨人の力が消え、無事人間に戻ることができた。
857年では連合国大使としてパラディ島に向かう。
単行本13巻限定版の特典DVDではジャンがメインとなっており、エレンとジャンを置き換えた特別仕様のオープニング映像も作られている。彼の母親（声 - 高山みなみ）も登場。母親からは「ジャンボ」と呼ばれている。
マルコ・ボット (Marco Bott)
声 - 逢坂良太
黒髪で頬のそばかすが特徴の少年。16歳。身長178cm、体重70kg。6月16日生まれ。ウォール・ローゼ南区ジナエ町出身。第104期訓練兵団を7番で卒業。19班班長。
王への忠誠心が強く、憲兵として王に仕えることを希望している。誠実かつ生真面目な人物だが頭の回転が速く、優れた判断力と柔軟な思考力も持ち合わせる。また温厚で心優しい人柄であり、仲間と衝突しやすいジャンの露悪的な性格や特性にも前向きな理解を示していた。そのジャンの回想では、訓練兵時代に同期たちからは「マルコの下で戦いたい」と指揮役になることを期待されていた描写がある。
850年のトロスト区防衛戦での補給所奪還作戦時には仲間たちを統率して作戦を成功に導いたものの、その後のトロスト区防衛戦で人知れず戦死しており、右上半身を失った状態でジャンに発見された。彼の遺体は立体機動装置を装備しておらず、のちにアニに回収され利用されていたことが判明する。
その死の真相はトロスト区防衛戦の最中、偶然ライナーとベルトルトの会話を聞き、彼らが巨人化能力者であると勘付いてしまったための口封じだった。ライナーたちに取り押さえられ、アニに立体機動装置を奪われたために巨人から逃げることができず、最後まで3人に向けて対話を求めながら、巨人に捕食されて死亡した。その後も、ジャンやライナーの会話や回想などで度々名前が上がっている。
作者の諫山によると、物語序盤（4巻）で死亡したのは「キャラが立たなかった」ためであり、元々は序盤で退場させる予定ではなかったという。
コニー・スプリンガー (Connie Springer)
声 - 下野紘
坊主頭が特徴の小柄な少年。15歳→19歳。身長158cm、体重58kg（15歳時）。5月2日生まれ。ウォール・ローゼ南区ラガコ村出身。第104期訓練兵団を8番で卒業。
陽気でお調子者の自称「天才」で、生来のそそっかしさがある。小回りの利く機動が得意でバランス感覚が良く、その俊敏さは教官からも高い評価を得る一方で、理解力の低さや頭の回転の鈍さを指摘されている。同期のサシャとはよく気が合い行動を共にすることが多い。故郷の村では馬鹿にされることが多く、周囲の住人たちを見返すために兵士となった。
当初は憲兵団を志望していたがエレンの言葉に感化され、最終的には仲間たちとともに調査兵団に入団した。
ウォール・ローゼ内地に巨人が発生した際には故郷の村に向かい、変わり果てた光景と実家に横たわる謎の巨人を目撃した。後にその巨人の正体が自身の母親であり、他の住民たちとともに「獣の巨人」一派によって巨人化させられたものだという事実を知る。このためライナーとベルトルトの正体が判明してからは、彼らに強い憎しみを抱くようになるが、かつての同期としての情も残っているという複雑な胸中が描かれている。
854年のマーレ遠征作戦にはジャンやサシャたちと共に参加しており、この時は身長と髪がやや伸びている。故郷の件もあり、マーレ人には強い憎悪を抱いており、サシャをガビに殺されたことでその想いは一層強くなった。さらに、ファルコが「顎の巨人」を継承した際には、彼を母親の巨人体に捕食させることで元の姿に戻そうとするも非情に徹しきれず断念。「母親に誇れる人間になる」ことを誓い、エレンの追跡に加わる。
天と地の戦いでは「光るムカデ」の噴出したガスを「ラガコ村と同じやり方」と感じ取り、リヴァイらの撤退に貢献した。その後「無垢の巨人」と化してしまうが、エレンがミカサに倒された事により巨人の力が消え、無事人間に戻れた。「道」でのエレンとの会話により、母親も人間に戻ると伝えられている。
857年では連合国大使としてパラディ島へ向かう。
サシャ・ブラウス (Sasha Blouse)
声 - 小林ゆう
演 - 桜庭ななみ
黒髪（アニメ版では濃茶色の髪）をポニーテールにした少女。16歳→20歳。身長168cm、体重55kg（16歳時）。7月26日生まれ。ウォール・ローゼ南区ダウパー村出身。第104期訓練兵団を9番で卒業。ハンジと共に、本作品のコミックリリーフ役を務める。
辺境の狩猟民族出身で、食べ物への執着が強い。非情にマイペースかつ野性的な性格をしているが、普段は誰に対しても敬語を使い如才ないように振る舞うことで、世間知らずな一面や故郷の訛りを隠している。天性の勘の良さと狩猟生活で身に付けた鋭い五感を持ち、弓術にも長ける一方で、教官からは「型破りな性格から組織立った行動には向かない」と評されている。
「おいしいものが食べられるから」という理由で兵団に入団するも、その生い立ちから外界に対して恐れや劣等感を抱いていたが、訓練兵団での生活やクリスタやユミルたちとの出会いなどを通じて他者への仲間意識や思いやりも見せるようになる。
850年の初陣となるトロスト区防衛戦で植えつけられた巨人への恐怖心や、仲間を喪った悲しみに苛まれ「村に帰りたい」と泣きながらも調査兵団に入団した。その後、新生リヴァイ班の一員となり、武器も得意分野である弓矢や銃器を使用するようになった。
当初は、ウォール・ローゼ内に巨人が出現した際、村に置き去りにされた少女（カヤ）を守って死亡する予定であったが、諌山が「一見カッコいいけれど、死ぬのはここじゃない。もっとふさわしい場所があるんじゃないか」と考え生存させたという。故郷で巨人と戦った際には弓矢で仕留めていたが、実写映画版でも弓矢で戦っていた。
ウォール・マリア最終奪還作戦では生き残っていた仲間と「鎧の巨人」に挑むが、捨て身の作戦の中で負傷し、帰還後は病室で療養していた。854年のマーレ遠征作戦ではマーレ軍増援部隊の足止めや、「車力の巨人」の砲塔の一つを無力化するなどの活躍を見せたが、調査兵の立体機動装置を使って飛行船に乗り込んできたガビに撃たれ死亡した。また、この頃にはマーレ出身の元軍人で料理が得意な青年・ニコロに好意を寄せられていた描写がある。
クリスタ・レンズ (Krista Lenz)
声 - 三上枝織
金髪で小柄な体格の美少女。15歳→19歳。身長145cm、体重42kg（15歳時）。1月15日生まれ。第104期訓練兵団を10番で卒業。トロスト区防衛戦では41班に所属。ウォール・シーナ出身。
可憐な容姿と謙虚で献身的な性格から、周囲の人や動物を惹きつける不思議な人徳の持ち主。同期たちからの信頼も厚い。その一方で、兵士としては特別優れているわけではなく、訓練兵団で上位10番内に入ることができたのはユミルが人知れずその立場を譲っていたためであった。850年のトロスト区防衛戦後には、巨人と戦うことを恐れつつも調査兵団に入団する。
クリスタ・レンズは偽名であり、本名はヒストリア・レイス（Historia Reiss）。貴族・レイス家の中でも私生児であったために周囲から疎まれて育ち、議会の意向で動いた中央憲兵から母親と共に殺されそうになるが、実父ロッド・レイスにより「名を変えて遠く離れた地で慎ましく生きる」ことを条件に、ウォール・シーナの外へと放逐されていた。それ以降は自らの死に場所を求め、2年間の開拓地生活を経て訓練兵団に入団した。ウトガルド城跡での戦闘後には、自らの正体を明かし仲間のために命を懸けて戦ったユミルの奮闘に応え初めて実名を明かした。以後、それまでの否定的な自分を乗り越え、連れ去られたユミルを追うため自らの意思でライナーたちの追跡に参加する。
生還後は新生リヴァイ班に編入されるが、彼女が正当な王位継承者であることが判明し、調査兵団はフリッツ王朝打倒と彼女の女王即位を画策する。その後、始祖奪還を目論んだ父ロッドからエレン共々誘拐される形で父と再会し、エレンから「始祖の巨人」を継承することを命じられるもそれを拒否。超大型をさらに超える大型巨人と化した父ロッドを、民衆の前で自らの手で仕留め、名実ともに自分が真の王であることを宣言した。
女王即位後は貧窮者救済と孤児救済のための施設を作ることを提案し、民衆からは「牛飼いの女神様」と親しみを込めて呼ばれている。ウォール・マリア最終奪還作戦には参加せず、その後に調査兵団が持ち帰ったグリシャ・イェーガーの手記を「100年前に失われた記憶」として壁内人類に公表する決断をした。
854年には自身が運営している孤児院を幼少期の罪悪感で手伝っていた青年に自ら声をかけ、婚礼もせずに懐妊している。エレンの死後、無事出産して青年とも正式に結婚したようであり、3年後には和平交渉のためにパラディ島へと向かうアルミンらをキヨミと共に出迎える。

### その他の卒業生
ユミル (Ymir)
声 - 藤田咲
そばかすと鋭い目つきが特徴的な黒髪の少女。17歳。身長172cm。体重63kg。2月17日生まれ。
打算的できつい言動が多い粗野な性格。初期から登場しているにも拘わらず、その名は長らく伏せられ、9巻36話のサシャの回想でようやく名前が明かされた。
普段は不真面目そうに振舞っているが実際は優れた頭脳と実力を有するなど、謎の多い人物。実力的には104期の中でも上位10人に入ることのできるはずの逸材だが、密かにクリスタにその立場を譲っており、彼女に対して強い執着心を持つ。
その正体は壁外出身の巨人化能力者。名前も持たない物乞いの孤児だったころに、始祖ユミルを崇拝するカルト教団の教祖に仕立て上げられ「ユミル」と名付けられた。その後マーレ治安当局から人心を惑わした罪により教団幹部らとともに楽園送りにされ、以降約60年間を「無垢の巨人」として壁外を彷徨った。845年、始祖奪還のためにパラディ島に潜入していた戦士隊の1人であるマルセル・ガリアードから「顎の巨人」を継承したことで、知性を取り戻し人間の姿に戻った。
壁内に侵入後、ウォール教関係者の会話からクリスタの存在を知り、自分の存在を否定された者として共感したことが彼女との交流の原点になっている。ウトガルド城で巨人の群れに包囲された危機の中、クリスタに生きる道を示すべく巨人化して戦う。しかし、ウォール・ローゼの壁上で昏睡状態にあったところを、「超大型巨人」と化したベルトルトに捕らわれてしまう。その後はクリスタを守るためにライナーたちにつくが、エレンが発動させた「座標」の力を見て壁の中にも未来があると判断すると、クリスタに別れを告げ、ライナーたちとともにウォール・マリアのシガンシナ区まで撤退した。
その後の消息は明らかにされず、ウォール・マリア最終奪還作戦に姿を現すことはなかったが、クリスタに宛てた手紙をライナーに託しており、手紙には自身の生い立ちと、偶然にも「顎の巨人」の力を得て壁の中で本当の自分として自由を謳歌できたこと、そして（「顎の巨人」を継承させるために）死を迎えることが書かれていた。ライナー、ベルトルトの協力でマーレに帰還後、自分の意志で「顎の巨人」をマーレに返還し、継承者となるポルコ・ガリアードに捕食されてその生涯に幕を下ろした。なお、素質の問題なのか、ポルコに比べてユミル巨人体は能力がかなり劣る。
天と地の戦いでは「歴代の九つの巨人」の一人として、「顎の巨人」の姿で登場。当初はエレンの傀儡としてアルミンたちと敵対するが、座標に辿り着いたアルミンの説得を受けたジークの想いに呼応し、始祖討伐に協力した。
トーマス・ワグナー (Thomas Wagner)
声 - 須嵜成幸
金髪の少年。トロスト区出身。エレン、アルミンらと同じ訓練兵団34班（トロスト区防衛戦区割）のメンバー。「超大型巨人」出現時はエレン、コニー、サシャ、サムエル、ミーナと同じく固定砲整備4班に配属されていた。成績優秀者が皆憲兵団入団への意思を示す中、エレンの調査兵団入りの熱い意思に感化され、希望をともにする。
しかし初陣のトロスト区防衛戦で奇行種の巨人に襲われ、丸呑みにされて戦死してしまう。トーマスを食った奇行種はのちに巨人化したエレンに殺された。
エレンの立体機動訓練時は教官であるキースの補助を行っていた。
ミーナ・カロライナ (Mina Carolina)
声 - 安済知佳
黒髪を二つ分けのお下げにした少女。超大型巨人出現時は固定砲整備4班、トロスト区防衛戦では訓練兵団34班に所属。エレンの言葉を受け調査兵団入団を目指していた。
トロスト区防衛戦で立体機動中、巨人にワイヤーを掴まれ壁に叩きつけられ脳震盪を起こし、動くことの出来ないまま覗き込む巨人に喰われ戦死する。
ナック・ティアス (Nac Tius)
声 - 樋口智透
エレン、アルミンらと同じ訓練兵団34班のメンバー。オールバック風の髪型が特徴の少年。
トロスト区防衛戦でエレンの脚を食った巨人に立ち向かうも返り討ちに遭い戦死する。
ミリウス・ゼルムスキー (Mylius Zeramusuki)
声 - 布施川一寛
エレン、アルミンらと同じ訓練兵団34班のメンバー。金髪で短髪の少年。
トロスト区防衛戦でエレンの脚を食った巨人に立ち向かうも返り討ちに遭い戦死する。
フランツ・ケフカ (Franz Kefka)
声 - 大隈健太
第104期訓練兵団卒業生。坊主頭の少年。ハンナとは訓練生時代から、相思相愛の関係にある（エレン曰く「バカ夫婦」）。
エレンと喧嘩をするジャンをたしなめるなど、穏やかな性格であったが、トロスト区防衛戦で下半身を巨人に喰われて戦死。
ハンナ・ディアマント (Hannah Diamant)
声 - 佐藤恵
第104期訓練兵団卒業生。茶髪の一つ結びで、頬にそばかすがある。フランツとは訓練生時代から、相思相愛の関係にある（エレンによると「バカ夫婦」）。
争いを好まない優しい性格だったが、トロスト区防衛戦でフランツの死を受け入れられず、上半身のみの遺体に心臓マッサージを続ける錯乱状態に陥っていた。その後の行末は描かれていないが、公式イベントの『Attack 音 体感』の朗読劇でエレンが死亡者の名を読み上げる際、ハンナの名が存在する。
トム (Tom)
声 - 須嵜成幸
第104期訓練兵団卒業生。臆病な性格の持ち主。
トロスト区防衛戦で立体機動装置がガス欠を起こし行動がとれなくなったところ、巨人の集団に囲まれる。彼を助けようと援護に向かった同期生たちと共に巨人に捕食されて戦死。だが彼らの死は、ジャンらが本部へ到達する足がかりとなった。
サムエル・リンケ＝ジャクソン (Samuel Linke-Jackson)
声 - 高橋研二
固定砲整備4班所属の黒髪の少年。
「超大型巨人」の襲撃を受け気絶したまま壁上から転落したが、間一髪のところでサシャに立体機動のアンカーを脚に打ち込まれて助けられる。
854年のマーレ編ではエレンを支持し、フロックを筆頭とするイェーガー派の一員として再登場。アルミンを撃つがその後コニーに撃たれ戦死。
ダズ (Daz)
声 - 田久保修平
第104期訓練兵団卒業生。老け顔で顔のほうれい線が特徴。
威勢は良いが精神的に脆い部分があり、初陣では巨人の恐怖を目の当たりにして逃亡を試みようとしたもののピクシスの演説を受けて逃亡を思いとどまり、トロスト区防衛戦に参加する。なお、訓練兵時代の雪中行軍では、その訓練に全くついていけずに死にかけた挙句、同班のクリスタとユミルに助けられている。
854年のマーレ編ではエレンを支持し、フロックを筆頭とするイェーガー派の一員として再登場。最後は苦悩しながらアルミンを撃とうとするが、サムエルの銃を奪ったコニーに射殺された。
アニメ版ではトロスト区防衛戦で参戦前からかなりの恐怖心を持っており、何度も嘔吐をしていた。
フロック・フォルスター (Floch Forster)
声 - 小野賢章
第104期訓練兵団卒業生。茶髪で前髪に癖がある。当初は駐屯兵団に所属していたが、革命後の調査兵団の募兵に応じて調査兵団に転属する。マルロと同じく実戦経験が無い新兵。
ウォール・マリア最終奪還作戦ではマルロたちとともに馬の管理などの後衛に就いていたが、エルヴィンの号令のもと、エルヴィンや他の新兵たちとともに「獣の巨人」に特攻するが、唯一投石の直撃を免れ生き残る。その後、瀕死のエルヴィンを見つけ、仲間たちを死に追いやった憎しみから止めを刺そうとしたが、戦い続けるリヴァイの姿を見て「巨人を滅ぼすことができるのは悪魔だけ」と思い知り、巨人化薬を持つリヴァイたちのもとにエルヴィンを連れて行った（最終的にリヴァイがアルミンに使ったため、その思いは断たれた）。この戦いで得た経験から、過激で冷酷な活動家へと変貌を遂げることとなる。
854年のマーレ遠征作戦にはジャンたちとともにマーレへの襲撃に参加。自分たちが生き残るには悪魔が必要という思想は変わっておらず、エレンを支持するイェーガー派筆頭となっている。義勇兵のイェレナたちがジークの脊髄液を混入したワインを兵団上層部などに飲ませて抵抗を阻止している間に兵団を制圧、マーレ軍の奇襲では車力の巨人の討伐に向かうが、激しい抵抗に苦戦する。
その後、アルミンやミカサたちの地鳴らしを阻止する動きにいち早く対応。飛行艇の運用を阻止するために行動するが叶わず、最期はミカサの立体機動装置のアンカーを首元に刺されて死亡。最後の最後までエルディア人の自由を願っていた。
ゴードン (Gordon)、サンドラ (Sandra)
声 - 佐久間元輝（ゴードン）、河村友美（サンドラ）
第104期訓練兵団卒業生。ゴードンは短い黒髪の男性兵士で、サンドラはボブカットの女性兵士。フロックとともに調査兵団の募兵に応じて調査兵団に入団した新兵。
ウォール・マリア最終奪還作戦で囮として決死の突撃をする中で「獣の巨人」の投石を受けて戦死する。

## 調査兵団
エルヴィン・スミス (Erwin Smith)
声 - 小野大輔
調査兵団第13代団長。身長188cm。体重92kg。10月14日生まれ。
冷静かつ聡明な性格。一見穏やかな物腰だがその行動原理は人類の前進のためであり、目的のためには手段を択ばない覚悟と非情さを備えている。柔軟な思考と大胆な決断力を併せ持ち、その高い統率力から配下たちには深く信頼されている。
5年前の壁外調査では、当時第12代団長であったキースの指揮に従い戦う姿が描かれている。13代団長に就任後は「長距離索敵陣形」を考案し、調査兵団の生存率を大幅に向上させた。
危険視されているエレンを調査兵団に迎え、巨人化能力者を持ったスパイの炙り出しや、「鎧の巨人」に攫われたエレンの救出作戦、王政打倒などの絶望的な作戦を立案・指揮し、多くの犠牲を払いながらも成功させていく。
その原動力となっているのは、少年時代のエルヴィンが教師であった父に対して人類の歴史に対する疑問を投げかけたことで、結果的にそれが原因で父が秘密裏に暗殺されたという過去であった。この事件をきっかけに、エルヴィンは外の世界への興味を強めていくこととなる。
ウォール・マリア最終奪還作戦では、リヴァイの反対を押し切り右腕を失いながらも作戦に参加。「獣の巨人」の投石攻撃で壊滅状態に陥った調査兵団を奮い立たせ、囮として自ら先陣を切って特攻を仕掛けるが腹部に投石を受け致命傷を負ってしまう。その後、巨人化薬で負傷を治療するべく、同じく特攻から生き残ったフロックに抱えられてリヴァイのもとに連れて行かれる。だが、混濁した意識の中で少年時代に戻ったエルヴィンを見たリヴァイの「地獄から解放させてやりたい」という判断によって薬はアルミンに使用され、エルヴィンはそのまま静かに息を引き取った。
同期の友人であるナイル・ドークの妻・マリーに憧れていた。ナイルからは惚れた女性より巨人（と戦うこと）を選んだと指摘されている。
創作上のモデルは『ウォッチメン』（原作版）のオジマンディアスである。
リヴァイ / リヴァイ・アッカーマン (Levi / Levi Ackerman)

日田駅に設置されたリヴァイの銅像

声 - 神谷浩史
調査兵団の兵士長。身長160cm。体重65kg。12月25日生まれ。
1個旅団（約4000人）並みの戦力を持つとも噂される「人類最強の兵士」。三白眼と刈り上げた髪型（ツーブロック）が特徴的で小柄な体格である。ブレードを逆手に持ち、回転しながら巨人の肉を切り刻む戦闘スタイルを好む。性格は冷静かつ無愛想で言動も粗暴である。神経質で潔癖症だが、部下の最期を看取る際には汚れることをためらわずに手を握るなどの仲間想いな面もある。エレンを自ら率いる特別作戦班の所属とし、上官兼監視役を引き受ける。第57回壁外調査の「女型の巨人」との戦闘で、自身とエレン以外を亡くしたため自班の要員を104期生で再編した。
長らく姓が不明のままであったが旧知の間柄であるケニーから姓が明かされ、本名はリヴァイ・アッカーマンであることが判明した。ケニーの死に際に母クシェルはケニーの妹であることを知る。
ウォール・マリア最終奪還作戦では、圧倒的不利な状況にも関わらず「獣の巨人」を必ず討伐する事をエルヴィンに約束し、彼らの犠牲のもと起死回生の奇襲を成功させるも、あと一歩のところでジークの逃亡を許してしまう。その後は死亡したエルヴィンとの約束を果たすべくジーク打倒に執着する。
4年後のマーレ遠征作戦では兵士長として参加し、ジークを生け捕りにした。パラディ島帰還後は地鳴らしの鍵を握るジークの監視を行っていたが、ジークの決死の自爆に巻き込まれ再起不能に近いほどの重傷を負う。この爆発で右手の人差し指と中指の2本と、右目を失い車椅子での生活が続いている。
天と地の戦いでは満身創痍の状態ながらジークと共にいるエレンを仲間達と共に追跡。死闘の末に、悲願であったジーク討伐をその手で果たし、戦死した仲間たちの幻影に勝利を捧げた。戦いを終えた後は車椅子に乗り、ガビの介助を受けつつオニャンコポン達と共に世界をめぐる様子が描かれている。
アニメ版のエピローグでは、隻眼になり車椅子生活を余儀なくされながらも子供達にアメを渡したりと、イェレナやオニャンコポンらと共に難民達を支援している様子が描かれた。
外伝作品『悔いなき選択』では王都の地下街で暴れるゴロツキでファーラン、イザベルと共に盗んだ立体機動装置を使って窃盗団をしていた過去が明かされた。当時、分隊長だったエルヴィンに取引を持ち掛けられ、調査兵団に入団。エルヴィンに対して当初は敵対心を抱いており、隙あらば殺そうと考えていた。初の壁外調査では奇行種を難なく討伐するも自身の選択ミスで仲間を死なせてしまう。怒りの余りエルヴィンを殺害しようとするも説得され、改めて調査兵団で戦うことを決意する。
モデルは『ウォッチメン』（映画版）のロールシャッハで名前の由来は『ジーザス・キャンプ〜アメリカを動かすキリスト教原理主義〜』に登場するリヴァイ少年。実写映画版には登場せず、代わりにシキシマが設定された。年齢は30歳よりは上とのこと。好物は紅茶である。カップを持つ時に取っ手の反対側から手を回して縁を上から掴んで持つ癖があり、原作者のインタビューで「幼少期にやっとの思いで手に入れたティーカップの取っ手を持ったところ、取っ手が外れてカップが割れてしまったため」と語られている。
ハンジ・ゾエ (Hanji Zoe)
声 - 朴璐美
演 - 石原さとみ
調査兵団第四分隊長→調査兵団第14代団長。身長170cm。体重60kg。9月5日生まれ。サシャと共に、本作品のコミックリリーフ役を務める。
茶髪にポニーテールの中性的な外見をしており、任務中はゴーグルを平時では眼鏡をかけている。優れた頭脳と戦闘力を持ち、団長であるエルヴィンの参謀として主に巨人の生体調査と計略方面で活躍する。かつては仲間を殺された憎しみを糧に巨人と戦っていたが、些細なきっかけから巨人の生体に疑問を抱くようになり、「巨人の研究」という方法で巨人と戦う道を選ぶ。一見明るく親しみやすい人物だが、兵団内では「怖いもの知らずの変人」と目されており、巨人には愛情に近い感情を抱いている。エレンの加入後は巨人化能力の研究や、エルヴィン不在時の調査兵団の指揮を担当していた。また兵団のクーデター実施前には、エルヴィンから次期調査兵団団長を指名されていた。
中央憲兵が秘匿していた新技術をもとに、「鎧の巨人」に有効な新兵器「雷槍」を開発。ウォール・マリア最終奪還作戦では「超大型巨人」の爆風で左目を負傷するも「鎧の巨人」の撃退に貢献し、戦死したエルヴィンの後を継いで14代団長に就任した。また、この戦い以後は眼帯をつけるようになった。
4年後のマーレ遠征作戦でも14代団長として、調査兵団の指揮や諸外国との応対を行っている。パラディ島を守るには地鳴らしが必要であることは理解している一方で、壁外人類の大量虐殺は避けたいという心情の板挟みになり苦悩していた。最終的には地鳴らしの発動を許すもエレンを止めるため、マーレ戦士隊と手を組む。その後、仲間たちを載せた飛行艇を飛ばす時間を稼ぐために一人特攻することを決意。アルミンを15代団長に指名した後にリヴァイから「心臓を捧げよ。」と激励を受け、「壁の巨人」群を相手に孤軍奮闘し、最期は自然発火した上に立体機動装置のガスボンベが爆発・引火して壮絶な戦死を遂げた。死後、エルヴィンらと再会し、彼らから飛行艇が飛んだ事や自身が無事に役目を果たした事を伝えられると安堵し、彼らに団長に任命されて色々と大変だったという事を語る。
アニメ版では出番が増え、1話ではエルヴィンと共にキースの指揮に従い戦っている。9話では、上記の特別編「リヴァイ兵士長」のエピソードと原作では描かれなかった戦闘シーンが追加されており、単身で巨人を仕留める実力を見せた。OAD版「イルゼの手帳」でも追加のエピソードが放送された。
実写映画版では原作とは違い、壁の穴を塞ぐ作戦に参加した。
当初はハンジの性別に関して作者は「性別は明言しない方がよさそうだ」と曖昧にしており、担当者バックも「前に諫山さんに聞いたが、どっちでも大丈夫みたい。」と答えていた。一方で「アニメ・実写では女性になった。」、「一応女性のつもりではあるが、あえて男性とも見れなくもない感じ。」とも語られており、アニメ版では明らかにバストの盛り上がりが確認できるものの性別については明確にされていない。連載最初期の「イルゼの手帳」では女性口調であったり、5巻の嘘予告ではスカートを履いた姿が描かれている。その他、27巻で投獄されたエレンに胸倉をつかまれた際には「エレンのエッチ！」と発言している。
ミケ・ザカリアス (Mike Zacharias)
声 - 三宅健太
調査兵団分隊長。口と顎に髭を蓄えた男性兵士。身長196cm。体重102kg。
寡黙で、初対面の人間の匂いを嗅いでは鼻で笑うといった変わった癖を持つ。その嗅覚は並外れて鋭く、巨人の存在も臭いで感知できる。対巨人での実力は非常に高く、調査兵団でリヴァイに次ぐ実力者であり団長のエルヴィンからの信頼も厚い。5年前から生き残っている古参の精鋭であり、第57回壁外調査ではエルヴィン指揮の下でリヴァイとともに「女型の巨人」のうなじに攻撃を仕掛けている。
ストヘス区の戦いには加わらず、ナナバ・ゲルガーらと104期の調査兵を軟禁する任務に就き、壁内に出現した巨人たちからナナバたちを逃がすため単独で囮となる。周囲にほとんど建物や木などの立体物がない不利な環境であるにも拘わらず、一人で5体の巨人を討伐、余力を残すほどの戦闘力を発揮する。しかし「獣の巨人」が投擲した馬を避けた際に、待ち伏せていた小型の巨人の攻撃を受け負傷、さらに「獣の巨人」に立体機動装置を奪い取られる。絶望的な状況の中でも自分を奮い立たせ、最期まで勇敢に戦おうとするも、「獣の巨人」の命令で待機していた3体の巨人に襲われて絶望、壮絶な断末魔の悲鳴を上げながら全身を貪り食われ惨死した。
モーゼス・ブラウン (Moses Braun)
声 - 増元拓也
調査兵団所属の兵士。
845年の巨人侵攻前の壁外調査に参加したが戦死。作中では現れた巨人に最初に斬りかかろうとしていた。調査兵団の帰還時に、彼の母親の元には彼の右腕しか返ってこなかった。
なお、原作では「ブラウン」と呼ばれていたが、実はブラウンは苗字であり、母親は名前を言わなければならないのに苗字を呼んでしまったという作者のミスであることが、担当者より明かされた。そのため、アニメ版では「モーゼス」と修正されている。
ディータ・ネス (Dita Ness)
声 - 坂口候一
調査兵団所属の兵士。バンダナと口ひげが特徴の男性。
第57回壁外調査の次列四・伝達班（アルミンの所属班）班長。「シャレット」という名の愛馬がいる。
新兵の教育も担当する部下思いの性格。立体機動に不利な平地でも部下のシスと連携して巨人を討伐できる実力を持つ。突如現れた「女型の巨人」と交戦するが、自身のワイヤーを掴まれた後、地面に叩きつけられ戦死する。
アニメ版では、自身の愛馬が人の髪を毟る癖があると説明している。新しく入団した104期生に自己紹介している時に愛馬にバンダナをくわえられた際、頭が禿げていることが判明する。
ルーク・シス (Luke Siss)
声 - 北田理道
調査兵団所属の兵士。ネスの部下。
上官のネスと共に、「女型の巨人」に斬りかかるが、握り潰されて戦死する。
ダリウス・ベーア＝ヴァルブルン (Darius Baer-Varbrun)
声 - 高瀬右光
調査兵団所属の兵士。
調査兵団の勧誘式で調査兵団の高い死亡率を明かすエルヴィンに、「必要以上に脅しすぎだ」と進言する。
第57回壁外調査出発時の号令を行う他、右翼班の伝達役を担当。行軍中に「女型の巨人」と遭遇し兵士3人に討伐の指示を出すが返り討ちにされ、「女型の巨人」の危険性をエルヴィンに報告しようと試みるが、馬ごと蹴り上げられて戦死した。
ナナバ (Nanaba)
声 - 下田麻美
調査兵団所属の兵士。身長172cm。体重59kg。
第57回壁外調査での「女型の巨人」捕獲作戦では巨大樹の森前で巨人侵入阻止を担当。5年前から歴戦しているベテランの一人。
ウォール・ローゼ内巨人侵入時には状況に絶望しかけるも、ミケの叱責を受けて士気を取り戻し西班を率いて壁を巡回。ゲルガーら南班と合流後、ウトガルド城跡で休息中、突如現れた巨人たちと交戦する。仲間との連携で巨人を次々と倒すが、「獣の巨人」の投石でリーネとヘニングを喪い、さらに多数の巨人の襲撃という状況に追い込まれる。補給のない消耗戦を強いられる中でなお戦い続け、多くの巨人を屠るも負傷したゲルガーを助けたことで刃とガスを使い切ってしまい、立体機動装置が使えない中で巨人に捕食され戦死した。
トーマ (Thomas)
声 - 竹内良太
調査兵団所属の兵士。身長175cm。体重61kg。
ウォール・ローゼ内巨人侵入時にミケの指示で各地に巨人侵攻を伝達しに早馬を駆け回る。馬術に優れており、早馬を走らせると右に出る者はいないらしい。分隊長のミケを含めて、班員が全滅しているミケ班で唯一の生き残りだが、その後は登場しておらず消息は不明だが、作者の質問コーナーで死亡したことが明かされている。
ゲルガー (Gelgar)
声 - 加瀬康之
調査兵団所属の兵士。リーゼント風の髪型が特徴。
ウォール・ローゼ内巨人侵入時に、ミケから、壁の破壊箇所特定の任を負う南班を任される。酒好きの豪放な性格で立体機動も荒っぽいが、平時では冷静な判断もできる人物。
ナナバら西班と合流後にウトガルド城跡で休息中、突如現れた巨人たちと交戦。多数の巨人を屠るも力尽き、最期に酒瓶を手にするが飲むことは叶わず、泣き叫びながら巨人に捕食された。このとき手にした酒瓶はクリスタがライナーの手当てのために使用したため中身が空だった。
リーネ (Lynne)、ヘニング (Henning)
声 - 清水理沙（リーネ）、中川慶一（ヘニング）
調査兵団所属の兵士。リーネはポニーテールの女性兵士で、ヘニングは短髪の男性兵士。
ウォール・ローゼ内巨人侵入時に壁の破壊箇所特定の任を負う。ウトガルド城跡で休息中、突如現れた巨人たちと交戦。ゲルガー、ナナバと共に多数の巨人を屠るも「獣の巨人」が投擲した壁の破片の直撃を受け即死した。
ラウダ（Lauda）、ラシャド（Rashad）
声 - 中村公彦（ラウダ）、早志勇紀（ラシャド）
調査兵団所属の兵士。ハンジの指示で「超大型巨人」と対峙した。
その後は登場していなかったが、アニメ版ではハンジ達が見ていた戦死した仲間の亡霊達の中に二人が含まれていた。
クラース (Klaas)、ディルク (Dirk)、マレーネ (Marlene)
声 - 奈良徹（クラース）、間宮康弘（ディルク）、遠藤沙季（現：遠藤さき）（マレーネ）
調査兵団所属の兵士。
ウォール・マリア最終奪還作戦では各自班長を務め、ウォール・マリア内に出現した巨人たちと交戦する。しかし、「獣の巨人」の投石を受けて戦死する。
ハロルド
声 - 佐野康之
ウォール・マリア奪還作戦の前日には兵士たちに肉を出すことを提案し、調査兵団に残されたわずかな資金で間近に迫ったウォール・マリア奪還の遠征を祝して、仲間のためにリーブス商会から肉を買う。
ウォール・マリア奪還作戦ではハンジ率いる第四分隊の班長を務め、「鎧の巨人」の討伐に動いていたが、班員らとともにベルトルトの巨人化時の爆風に巻き込まれ戦死する。
イルゼ・ラングナー (Ilse Langnar)
声 - 國立幸
第34回壁外調査に参加した調査兵団の女性兵士。『週マガ』に掲載された特別編「イルゼの手帳」に登場し、主人公格として描かれている。
所属班が壊滅し、馬も装備もない状態で巨人と遭遇するが、その巨人が意味のある言葉を発し、服従の姿勢を見せたため手記への記録と対話を試みる。しかし次第に巨人への恨みから感情を抑えきれなくなり、罵声を浴びせたところでその巨人が突如興奮、逃走をはかるも捕まり捕食され死亡した。
彼女が遭遇した巨人についての手記を遺した手帳はその1年後、リヴァイらに回収される。そして、その記録は彼女の「戦果」として調査兵団に貴重な情報をもたらした。
OVA版「イルゼの手帳」では、その巨人は彼女の頭部を捕食した後、遺体を「埋葬」するかのように木の中に埋めている。彼女の遺品は、ハンジによって遺族の元に送られた。
ロボフ (Lobov)
声 - 藤原貴弘
元駐屯兵団の師団長。
新兵として調査兵団に転属し、マーレ遠征とレベリオ襲撃に参加した。撤退の際に殿を務めるも、離脱直前にガビの銃撃を受けて死亡する。そして、自身の立体機動装置は、ガビとファルコの飛行船潜入に利用される。
作中初期のトロスト区防衛戦に登場していたが、この時は名前が明らかにされていない。
ルイーゼ (Luise)
声 - 永井真里子
マーレ編で登場する新兵。
実はトロスト区防衛戦で、母親と共に巨人に襲われそうになった際、ミカサに助けられた少女。巨人を倒したミカサの姿を見て以来、力が無ければ何も守れないと考えるようになり、マーレ編では調査兵団に入団している。マーレでの戦闘後、イェーガー派に加わり、エレン拘束の情報を民衆に流出させたとして、ミカサに連れられ収監された。その後、フロックたちとともに脱獄してエレンと合流し、兵団の制圧に参加する。
マーレ軍のパラディ島奇襲では、再び憧れのミカサとともに戦えることを光栄に思いながらマーレ軍と交戦。その戦いで雷槍の破片が腹部に当たって負傷。手当てを受けるが、もう破片が取り出せないため長く生きられないことを悟り、エレンが創る自由な世界を見れないことを残念がった。戦う前にミカサが置いていったマフラーをこっそり持ち出して着用しており、それを探しに訪れたミカサにとり返された。
ホルガー (Holger)、ヴィム (Wim)
マーレ編で登場する新兵。
イェーガー派に加わり、フロック、ルイーゼと共にエレン拘束の情報流出に関与したとして拘束された。
バリス (Burris)
声 - 田邊幸輔
調査兵団所属の兵士。
巨大樹の森でリヴァイと共にジークを監視していた。30人体制でジークを見張っていたが、差し入れとして持ち込まれたワインに含まれていたジークの脊髄液を摂取していたため、ジークが「叫び」を発動させた際にリヴァイ以外は巨人化してしまう。ジークの命令を受け襲い来る巨人のうちの1体に、リヴァイは彼の面影を見ている。巨人化した兵士たちは、リヴァイの手によって1体を除き全滅した。

### 特別作戦班（旧リヴァイ班）
「巨人の力」を持つエレンの監視と護衛を目的に結成された特別作戦班。メンバーはリヴァイにより選抜されている。第57回壁外調査時に女型の巨人との戦闘でリヴァイ、エレン以外を除き全滅する。13巻からは新生リヴァイ班が結成され、エレン以外にもミカサ・アルミン・ジャン・コニー・サシャ・クリスタなど104期が配属された。これにより、原作者のブログや公式ファンブックで当項目のリヴァイ班は「旧リヴァイ班」と表記された。
エルド・ジン (Eld Jinn)
声 - 千葉進歩
特別作戦班所属の男性兵士。身長182cm。体重75kg。
髪を後頭部で結び、顎鬚を生やしている。落ち着いた性格で兵歴は長く、オルオとペトラの先輩でもある。リヴァイが班を離れる時には統率を任されるなど、副リーダー的存在。対巨人の戦績は討伐14・討伐補佐32。
捕獲を逃れた「女型の巨人」の急襲からエレンを逃がすためにオルオ、ペトラと連携して戦い、「女型の巨人」から視界を奪うなど徐々に追い詰めていたが、トドメを刺そうとしたところを思わぬ形で反撃され、上半身を噛み千切られて戦死する。
アニメ版では母親と恋人がいる描写がされていた（劇場版アニメ後編「自由の翼」ではこの描写はカットされていた。なお、原作では彼の家族構成などの描写は一切無い）。
OVA「イルゼの手帳」でも登場。この時はまだ、ペトラに「さん」付けで呼ばれている。
オルオ・ボザド (Oluo Bozado)
声 - 川田紳司
特別作戦班所属の男性兵士。19歳。身長173cm。体重61kg。
エレンの配属と同時にリヴァイ班へ編入された。リヴァイに心酔しており容姿や言動を真似ているが空回りすることも多く、度々舌を噛んでいる。班内ではコメディリリーフ的存在だが、対巨人の戦績は討伐39・討伐補佐9と、強者揃いのリヴァイ班の中でも群を抜いた戦績を持つ。同班のペトラとは付き合いが長く、エルドによると初の壁外調査ではペトラとともに泣きながら小便を漏らしたという。
「女型の巨人」からエレンを逃がすためにエルド、ペトラと連携して戦い、2人を喪いながらもうなじに刃を届かせるが硬化能力に防がれ、それに動揺した隙を突かれ戦死する。
アニメ版では両親と兄弟がいる描写がされていた（劇場版アニメ後編「自由の翼」ではこの描写はカットされていた。なお、原作では彼の家族構成などの描写は一切無い）。
OVA｢イルゼの手帳」では、まだリヴァイの容姿や言動を真似ておらずペトラによると「イモ臭いしゃべり方」であり、彼女はこの時の言動も嫌っている。イルゼを捕食した巨人を討ち取ろうとした際、捕獲を優先しようとしたハンジが制止したため危機に陥るが、リヴァイに救われたため彼に心酔するようになった。
ペトラ・ラル (Petra Ral)
声 - 相川奈都姫
特別作戦班所属の女性兵士で紅一点。身長158cm。体重55kg。
オルオとは編入以前から知り合いらしく、リヴァイに憧れ真似たがる言動と、その不似合いな様子に辟易している。エルドに初陣でオルオと共に小便を漏らしたことを暴露された時は威厳が失われると激昂するなど、女性ながら兵士らしく気の強い一面を見せた。戦闘能力も同班の男性兵士に全く引けを取らず、討伐10・討伐補佐48という戦績を持つ。オルオと同様にリヴァイに憧れの感情を抱いていた様子。
「女型の巨人」からエレンを逃がすためにエルド、オルオと連携して戦うが、エルドが殺されたことで動揺し、オルオの指示も耳に届くことなく、木に押し付けられる形で踏み潰されて戦死する。
壁外調査前にリヴァイに仕えたことを教える内容の手紙を父親に出していた。
『週マガ』に掲載された特別編「リヴァイ兵士長」にも登場。
グンタ・シュルツ (Gunther Schultz)
声 - 三戸耕三
特別作戦班所属の男性兵士。身長183cm。体重82kg。
寡黙で真面目な性格。エルヴィンやリヴァイを強く信頼しており、たとえ彼らの真意を計りかねたとしても、指示に忠実に従うことを主張する。戦績は討伐7・討伐補佐40。
「女型の巨人」の捕獲に失敗した壁外調査からの撤退中、アニの策にはまって煙弾で自身らの居場所を教えてしまい、アニの不意打ちでうなじを斬られ戦死する。
アニメ版では母親と祖父がいる描写がされている（劇場版アニメ後編「自由の翼」ではこの描写はカットされていた。なお、原作では彼の家族構成などの描写は一切ない）。

### ハンジ班
モブリット・バーナー (Moblit Berner)
声 - 西凜太朗
調査兵団第四分隊副長。
分隊長であるハンジの副官であり、行動を共にしている。暴走するハンジに、なだめ役やつっこみ役としての役割が多い。
ウォール・ローゼで「超大型巨人」と「鎧の巨人」と交戦するも、敗北し重傷を負うが、間もなく戦線に復帰する。クーデターにはハンジに同行し、フレーゲルを追っていた中央憲兵をハンジとともに制圧している。
ウォール・マリア最終奪還作戦で、巨人化したベルトルトの爆風からハンジを守るが、自身は吹き飛ばされて戦死する。
ケイジ (Keiji)
声 - 松田修平
調査兵団所属の兵士。坊主頭の男性。
第57回壁外調査での「女型の巨人」捕獲作戦では発破の用意をエルヴィンに命じられる。ストヘス区での戦いでは、水晶体に籠もったアニに激高して折れた剣を何度も突き立てたところをハンジに窘められた。
ウォール・ローゼに侵入した巨人たちと崩壊したウトガルド城跡で交戦し、無理して戦いに加わるエレンを叱る。その後、正体を現した「超大型巨人」と「鎧の巨人」と交戦するが、敗北し重傷を負う。
エレン奪還作戦後にハンジやモブリットらと共に復帰、エレンとヒストリアを連行する中央憲兵を尾行する任務に就いていたが、トラウテに奇襲されて射殺される。アニメ版では、リーブス商会から救出したエレンとヒストリアを移送しようと馬車の御者をしていたが、襲撃してきた女性中央憲兵に射殺される。
ニファ (Nifa)
声 - 千本木彩花
調査兵団所属の女性兵士。ハンジの部下。おかっぱ髪が特徴で容姿はアルミンと似ている。
「超大型巨人」と「鎧の巨人」との交戦では、ヒストリアとコニーを守っていた。エレン奪還作戦後は、エルヴィンとリヴァイたちの伝達係として奔走していた。
エレンとヒストリアを連行している中央憲兵をリヴァイやケイジたちと共に尾行していたが、ケニーに奇襲されて射殺される。アニメ版ではリヴァイと共に、エレンとヒストリアを移送する馬車を監視していたが、ケニーに射殺される。
アーベル (Abel)
声 - 吉開清人
調査兵団所属の兵士。髭とゴーグルが特徴的な男性。
第57回壁外調査では荷馬車護衛班に所属しており、「女型の巨人」捕獲作戦や、「超大型巨人」と「鎧の巨人」との交戦にも参加していた。
エレンとヒストリアを連行している中央憲兵をリヴァイやケイジたちと共に尾行していたが、他の中央憲兵に奇襲されて射殺される。アニメ版では、街中で鳴り響いた銃声に気を取られ、他の中央憲兵に射殺される。

### アニメのみ登場する調査兵
ペール
声 - 遠藤大智
調査兵団所属の男性兵士。アニメオリジナルキャラクター。
第57回壁外調査ではウォール・ローゼへの撤退時に、戦死者の遺体回収が完了したことをエルヴィンに報告。その際にイヴァンを回収していないと喰ってかかるディターとユルゲンを諫めている。撤退時は荷馬車の荷台に乗っており、ディターたちが誘き寄せてしまった巨人が接近していることを煙弾で知らせた。
エルヴィンのセリフから、ストヘス区の戦いでは兵の展開を担当した模様。
Season2でのエレン奪還作戦にも参加しており、右腕を失い負傷したエルヴィンを巨人から守りながら戦っていたが最終的に巨人に捕食され死亡する。
OAD版「イルゼの手帳」にも登場している。
ディター、ユルゲン、イヴァン
声 - 佐々木義人（ディター）、布施川一寛（ユルゲン）
調査兵団所属の若手兵士で、全員同郷の幼馴染。アニメオリジナルキャラクター。ディターは金髪の男性、ユルゲンは後ろ髪を結った男性。
第57回壁外調査においてエルヴィンの撤収命令を無視してディターとユルゲンは作戦中に戦死したイヴァンの遺体の回収に向かうが、その行動が巨人たちを引きつけてしまい、ユルゲンが命を落とした上、巨人の追跡を振り切るために調査兵団は回収済みの遺体をも手放すことになる。生き残ったディターは自分たちの行動を後悔しリヴァイに詫びようとしたが、リヴァイからイヴァンの生きた証として制服の紋章を渡され、涙を流した。
ディターは第22話以降登場しておらず、その後の消息は不明。

## 駐屯兵団
ハンネス (Hannes)
声 - 藤原啓治→津田健次郎（Season 2以降）
飲んだくれの駐屯兵団所属の兵士。身長190cm。体重88kg。
シガンシナ区勤務で、流行り病を患った妻をグリシャに助けてもらったことがあり、その恩を返すことを望んでいた。そのためエレンたちの幼少のころから知っており、かわいがっていた間柄。845年のシガンシナ区での巨人侵攻に際してイェーガー一家を助けるために駆けつけたが、エレンの母・カルラからの頼みと巨人への恐怖から子供たちを連れて逃走へ転じた。
その後はトロスト区駐屯部隊長に昇格。カルラを結果的に見殺しにしてしまったことから、エレンたちに負い目を感じつつも、親代わりのような心境で見守っている。兵士としはエレンたちの上官にあたるが、それまでと変わらない関係を築いていた。
エレンが「超大型巨人」に拉致された際には、酷く落ち込んでいたミカサとアルミンを励まし、ともに逃走するライナーたちを追跡する。「鎧の巨人」の反撃に巻き込まれて倒れたエレンとミカサの前にカルラを捕食した巨人が現れた時は、彼らを守りカルラの仇討ちとばかりに果敢に立ち向かったが、「鎧の巨人」の妨害もあり他の兵士たちの援護が受けられず、奮闘空しくエレンの目前で食われて戦死した。
生前はシガンシナ区に勤務していた時の他愛のない平穏な生活を愛し、あの日常を取り戻すために戦うことを誓っていた。エレンからは「まやかしの平和」だと思われていたが、今の自分よりも「あのころの役立たずの飲んだくれ兵士でよかった」と述べていた。
ドット・ピクシス (Dot Pixis)
声 - 田中正彦
駐屯兵団の司令官にしてトロスト区を含む南側領土を束ねる最高責任者。身長180cm。体重73kg。容貌のモデルは大日本帝国陸軍大将の秋山好古。老人語を話し、軍務に対しては柔軟な判断力と果断に富んだ指揮力を持つ司令官だが、「超絶美女の巨人になら食われてもいい」と語るなど、「生来の変人」として知られている。酒好きで、任務中でもしばしば嗜むことがある。
トロスト区防衛戦では戦況の劣勢を覆すべく、エレンの能力を利用した奪還作戦を独断で敢行。自らの演説で部下を鼓舞し、自身を殺戮者として腹を括りつつも部下を死地へと送り込んだ。調査兵団のエルヴィンとは情報交換を重ねており、ウォール・ローゼ壁内での巨人発生事件後は共闘体制を築く。調査兵団のクーデターでは、表向きはエルヴィンと対立していると見せかけ、裏ではザックレーにも協力を仰ぎ、王政を見定めていた。壁内に巨人が出現したというフェイク情報を聞いた王政幹部たちが、人類の命よりも自らの利益と保身だけを選んだことでザックレーとともに王政へ反旗を翻した。
その後は新体制の首脳の一人となり、ウォール・マリア最終奪還作戦に向かう調査兵団を見送った。そして、帰還した調査兵団が持ち帰った世界の真実を知り、民衆の混乱を危惧して公表を渋る他の首脳陣に対し、真実を民衆に隠しては旧体制を打倒した大義名分が無くなると諫めた。
マーレ編でも首脳の一人として登場。ザックレー爆殺後は実質的なトップとなり、壁内の同士討ちを避けるためにイェーガー派の暗殺を不問にし、彼らに恭順しつつ機会を窺うことにした。しかし、イェレナなどの義勇兵が仕込んだジークの脊髄液入りワインを飲んでしまったため、マーレのパラディ島奇襲ではジークの「叫び」で巨人化。地鳴らし発動後、アルミンの雷槍を受けて死亡する。
アニメ版では初登場が原作とは異なり、5話で貴族の領地でアニメオリジナルキャラクターのバルト候と月に1度のチェスの手合わせをしているというシーンが追加されている。チェスの最中トロスト区に巨人が出現するが、バルト候はピクシスが戦場に赴くことを嘲笑し、自らの領地を警備するよう命令する。人類や兵士の命よりも自らの保身しか頭にないバルト候を一瞥し、ピクシスはトロスト区へと向かった。
フーゴ (Hugo)
声 - 陶山章央
駐屯兵団所属の兵士。太めの体格にオールバック風の髪型の男性。
ハンネスや仲間とともに飲んだくれており、その様子を怒るエレンを窘めていた。
アニメ版の845年のシガンシナ区での巨人侵攻では、市民を避難させ内地へ通じる門を死守するため、部隊を指揮して大砲で巨人を食い止めようとしていた。だが、現れた「鎧の巨人」が突進してきたため、慌てて退避するも、間に合わず門もろとも吹き飛ばされた。
キッツ・ヴェールマン (Kitz Woermann)
声 - 志村知幸
駐屯兵団の隊長。大柄で髭面の厳つい外見だが、上官のピクシスからは「小鹿」と評されるほどの繊細な性格であり、いつも冷や汗をかいている。
規則を守ることが兵士の務めである考えており、半ば盲目的に規則を遵守しようとする。巨人から出てきたエレンたちに恐怖を抱き、部下に命じて抹殺しようとするが、駆けつけたピクシスに止められた。また、怖気づいて逃げだす兵士たちを反逆者として斬り捨てようとしたが、これもピクシスに止められている。
ウォール・ローゼ内に巨人が侵入した際は、東防衛線の最南で駐屯兵団第一師団精鋭部隊を指揮し巨人と戦った。
柔軟な思考に欠けるが、一連の行動は人類の安全を第一に考えての行動であり、規則通りであれば前線での指揮もこなす。また、指揮能力は本物であり、重要な戦いではその腕を揮う。
グスタフ (Gustav)
声 - 四宮豪
駐屯兵団の参謀。
トロスト区防衛戦の作戦会議をミカサとアルミンとともに立てた。その際、作戦の根幹たるエレンの巨人化能力の不確かな部分に不安を抱くアルミンの進言を、切迫した状況を鑑みたうえで採用した。
奪還戦以降は登場回数が徐々に減っている。マーレ編未登場で消息も不明。
アンカ・ラインベルガー (Anka Rheinberger)
声 - 葉山いくみ
駐屯兵団の女性参謀。
トロスト区防衛戦の作戦会議をミカサとアルミンとともに立て、作戦実行中は望遠鏡でエレンらの動きを注視し、ピクシスに状況報告を行った。
よくピクシスと行動を共にしており、ウォール・ローゼに侵入した巨人たちを掃討した後、トロスト区の壁上で居眠りしていたピクシスを頭を叩いて起こすなど、時に大胆な行動をすることもある。
ピクシスたちの策略でエルヴィンの処遇を決める場に駆け付けて、巨人がウォール・ローゼを突破したという虚偽の報告をした。王政幹部がウォール・ローゼの住民たちの放棄を決断した時は、すぐに中央憲兵たちの制圧を行った。
マーレ編でも登場。脊髄液入りワインを飲んでいないため、ジークの「叫び」の影響を受けなかった。天と地の戦い終結後の消息は不明。
イアン・ディートリッヒ (Ian Dietrich)
声 - 村上裕哉
精鋭部隊班長。身長188cm。体重82kg。
トロスト区での戦闘序盤、後衛の精鋭班を率いて内門から避難する住民の護衛を指揮する。この時、訓練兵だったミカサを臨時に精鋭班に抜擢している。その後のトロスト区防衛戦ではピクシスから、作戦の現場指揮官として現場の全てを託された。
作戦では、命運を賭けた巨人体のエレンが暴走したことで他の班長から作戦失敗として撤退を促されても、自分の信念と判断を信じ「我々全員の命を賭してでもこの作戦を遂行すべきだ」と説得。エレンが我を取り戻すまで守り通し、作戦遂行に全力を注いだ。最終的に巨人に捕まり、首から下を丸ごと喰われて戦死。アニメ版ではその過程が描かれており、巨人に喰われそうになった部下をかばい、身代わりとなる形で戦死している。
リコ・ブレツェンスカ (Rico Brzenska)
声 - 鷄冠井美智子
精鋭部隊班長。眼鏡をかけた女性兵士。身長156cm。体重52kg。
巨人から出てきたエレンを包囲した兵士の一人で、キッツの意見を支持し、エレンたちの即刻排除を進言した。保守的な分融通の利かない面もあるが責任感の強い性格。アニメ版では指揮官を任せられたイアンに対し、ミタビと共に「イアンになら任せられる」と発言するなど、強い信頼を寄せている。
トロスト区防衛戦でも、エレンを信用しておらず作戦登用にも否定的で、暴走したエレンを放置して撤退しようとするが、イアンに説得されて進路確保を支援する。最後までエレンを巨人から守り通し、作戦成功を伝える黄色の煙弾を発射した。
作戦終了後はミカサたちとともに審議所に出頭し、真実をありのままに伝えることが最善であると考え、エレンが巨人体を十分に制御できていない事実を報告書にまとめて提出した。
ウォール・ローゼ内に巨人が侵入した際にはキッツの指揮下に入り、東防衛線で巨人と戦う。その後、エレン奪還作戦から帰投したヒストリアを介抱した。
天と地の戦い終結後、演説に熱狂する兵団の中の一人して登場している。なお、アニメ版では少し怪訝な表情であったため、心から兵団に同調しているかは定かではない。
ミタビ・ヤルナッハ (Mitabi Jarnach)
声 - 星野貴紀
精鋭部隊班長。顎鬚を生やした男性兵士。
トロスト防衛戦で暴走したエレンを見て作戦に不安を感じ、リコと共にイアンに撤退を進言する。しかしイアンの説得もあり、作戦を続行しエレンが正気に返るまで守り通した。作戦終盤、エレンの援護のために部下と共に率先して巨人たちの囮になり、戦死を遂げる。
カルステン(Karsten)
声 - 酒井敬幸
オルブド区駐屯兵団団長。口と頬に髭のある中年男性。王都の北側に位置するオルブド区出身。
オルブド区住民を囮にするというエルヴィンの作戦を聞き入れ、壁に迫るロッド巨人体迎撃の指揮をとったが仕留めることはできなかった。

## 憲兵団
ナイル・ドーク (Nile Dok)
声 - 勝杏里
憲兵団師団長。身長177cm。体重80kg。巨人や壁外の状況よりも壁内の秩序を優先する傾向にあり、後述のように世論から実情を察知することに長けている。
巨人化能力を持つエレンを政治的見地から、一般の人類として扱えぬ存在とする見解を示し、審議所ではエレンの処分を主張する。ストヘス区で調査兵団のアニ捕獲作戦が強行された際には、異常事態に困惑しながらエルヴィンに詰め寄る場面が描かれている。なお、アニメ版ではエルヴィンを拘束し、ストヘス区内の全憲兵団を住民の避難と救助を最優先に現場へ向かわた。
エルヴィンとは訓練兵時代を一緒に過ごした仲であり、かつては共に調査兵団を志していた。マリーという妻がおり、元は彼の行きつけの酒場で働いていた女性で、若き日のナイルとエルヴィンにとって憧れの人でもあった。彼女との恋の成就を選んだことでナイルは憲兵団の道を進んだ。マリーは3人目の子供を身籠っている。
ウォール・ローゼの東区に住居を構えており、ピクシスらの謀略でウォール・ローゼが突破されたという虚報で王政幹部がウォール・ローゼの住民たちの放棄を決断した際、家族を守るために門封鎖を阻止する側を選んだ。ヒストリア王朝成立後も憲兵の職務に就いている。
マーレ編では憲兵団団長の職務についている。ジークの脊髄液入りワインを飲んでいたため行動が出来ず、イェーガー派に拘束される。マーレ軍のパラディ島奇襲の際に解放され、捕虜のファルコを守りながら前線に赴いていた。その際、コルトたちを見つけるが、ファルコの兄と知ると、彼らを合流させてあえて逃がした。その後、前線でマーレ軍と交戦するが、ジークの「叫び」で巨人化。カヤたちを追いかけ回し、カヤを捕食しようとするがガビの対巨人ライフルを受けて死亡した。
ヴァルツ (Waltz)
声 - 浅利遼太
憲兵団兵士。ナイルの側近の一人で、審議所では銃を携えて同席した。その際、ナイルの指示で、叫んだエレンに銃口を向けた。リヴァイがエレンに暴行した後、そのエレンに対する恐怖心のあまり銃撃しようとした短慮な行動を暗に非難される。
マルロ・フロイデンベルク (Marlowe Freudenberg)
声 - 杉田智和
ストヘス区憲兵団支部に配属された、アニと同期の男子新兵。前髪を切りそろえ、襟足を刈り上げたおかっぱ風の髪型が特徴的。
不正が横行する憲兵団の改革を目標に、出世を狙う高い志と正義感の持ち主。性格的には生真面目で潔癖すぎる一面もあるが、目的遂行のためならば自身の信条を曲げることのできる思慮深さや柔軟さも併せ持っている。
配属後、飲んだくれの上官から指揮を丸投げされてエレンの護送に向かうが、その途中で「女型の巨人」が出現。ナイルに代わり状況を新兵たちとともに探りに行くが、調査兵団に追い返されている。その後、王政の命令で調査兵団の捜索に出動した際、逆にリヴァイらに捕えられるが、その際に正義が調査兵団にあると確信しリヴァイへの協力を申し出る。ジャンからはエレンに似ているという点で協力を認められ、クーデター成功の立役者の一人となった。その後はヒッチの説得を振り切って調査兵団に転属。ヒッチの感情を察したサシャたちにからかわれるがマルロ自身は全く理解しておらず、あまりの鈍さに周囲を呆れさせた。
調査兵団に転属後、ウォール・マリア奪還作戦でエルヴィンたちと共に「獣の巨人」に特攻した。エルヴィンが倒れても周囲を扇動して突き進んでいったが、最期は「獣の巨人」の投石で頭部を吹き飛ばされて戦死した。
ヒッチの不真面目な言動に呆れ、その度に嫌味や皮肉で応じていた。しかし死の間際には、その時間にはまだ眠っているだろう彼女の姿を思い浮かべており、心の底では憎からず思っていたことがうかがえる描写がある。
アニメ版では、アニとの会話や演出が追加されている。
ヒッチ・ドリス (Hitch Dreyse)
声 - 渡辺明乃
ストヘス区憲兵団支部に配属された、アニと同期の女子新兵。
憲兵団に入団した目的は楽をするためで、軽薄な言動と弛んだ態度から同期からは「訓練兵団の上位10人に入れたのも何らかの不正を行ったためだろう」と突っ込まれているが、実際は機転が利き、正義感や誠実さを見せるときもある。また、片付けが苦手で同室のアニが片づけても1日半で元通りにしてしまうほどである。
当初はマルロの指揮のもと護送任務に従事。その後はマルロと組んで調査兵団を捜索中にリヴァイらの捕虜となるが、マルロの真意を探ろうとしたジャンの演技を真に受け、マルロを救うためにジャンに殴りかかった。その後、マルロとともに調査兵団に協力し、王政打倒後、調査兵団に転属するマルロを必死止めるが叶わず終わった。調査兵団のメンバーはそこにマルロへの特別な感情を察知したが、当のマルロ（に加えてエレン）には全く通じていなかった。
後の勲章授与式でマルロと同部隊だったフロックから彼の最期と、最後の最後で作戦参加に後悔したマルロの心境を伝えられ動揺を見せるが、感謝してその場を去った。
マーレ編では、アニの水晶体を監視する立場になった。その後、エレンの地鳴らし発動後に復活したアニの逃走に協力した。
またアニの生い立ちも聞き、育ての父親のもとに戻るためならば、パラディ島の未来のために壁内人類の家屋や住民の一部を瓦礫と死体にしたエレンと同じことをするかもしれないという心情を聞いた上で、故郷のマーレもそっくりそのまま同じ状況になっている可能性を示唆した。
天と地の戦い終結後、演説に熱狂する兵団の中で一人退屈そうに欠伸をする姿が描かれた。
ボリス・フォイルナー (Boris Feulner)
声 - 烏丸祐一
ストヘス区憲兵団支部に配属されたアニと同期の男子新兵。
アニメ版では髪は銀髪になっている。トロスト区防衛戦の地獄を経験したアニを気遣っている。マルロの目標を聞いて驚いていた。
デニス・アイブリンガー (Dennis Aiblinger)
声 - 荻野晴朗
ストヘス区憲兵団支部の男性兵士。
無精髭が特徴でアニたち新兵の上官にあたり、王都に召還されるエレンと調査兵団を護送任務についてを新兵たちに伝える。他の憲兵団同様に堕落しきっており、真面目という理由でマルロを護送任務の責任者に押し付けて、飲酒や賭け事に興じている憲兵団の部屋へ戻った。
アニメ25話ではノンクレジットだが登場しており、「女型の巨人」とエレン巨人体の出現に困惑し、他の兵士らと共に立体機動装置を装備しようとしていたが手間取り、遭遇した2体の巨人から逃げ出すシーンが追加されている。
ローグ (Logue)
声 - 大久保利洋
憲兵団幹部。
反マーレ義勇兵たちを信用しておらず、ジークを即刻ヒストリアに捕食させるべきと考えていた。また、懐妊したヒストリアに暴言を吐いたことでナイルに諫められる。ジークの脊髄液入りワインを飲んでいたためイェーガー派に拘束される。マーレ軍の奇襲では、前線に出てマーレ軍と交戦するが、ジークの「叫び」で巨人化。スルマを捕食しようとしたが、キースに討たれて死亡した。

### 中央第一憲兵団
ケニー・アッカーマン (Kenny Ackerman)
声 - 山路和弘
対人立体機動部隊隊長。身長190cm。体重120kg。
「切り裂きケニー」の異名を持つ大量殺人鬼。かつて王都ミットラスで百人以上もの憲兵の喉を切り裂いて殺害した過去があり、都市伝説として語り継がれている。
血生臭い人生の中で冷酷に培ってきた能力は卓越しており、かつてのリヴァイの師でもある。元々は王政によるアッカーマン家への弾圧に対抗するために活動を行っていたが、ウーリ・レイスとの出会いを経て、中央憲兵となる。その後は、自らの「夢」を実現すべく議会の指示のもと要人の暗殺や対人立体機動部隊の設立などを行った。
リーブス商会の裏切りを察知し会長であるディモを殺害し、エレンとヒストリアを誘拐、さらに彼らの殺害を調査兵団の仕業に仕立て上げる。その後、対人立体機動部隊を率いて張り込み中のリヴァイたちを急襲するが、反撃を受けて逃走を許してしまう。エレン奪還作戦で「レイス家の巨人の力を奪う」という自身の目的を露わにするも、レイス家以外の血統ではそれが叶わないと知る。その後、ロッド巨人化に伴う洞窟の崩落で部下をすべて喪い、自らも致命傷を負う。ロッドからくすねた巨人化薬を使用して生き残る選択肢も残されていたが選ぶことは無く、今際の際に現れたリヴァイに自身とリヴァイの関係を明かし、巨人化薬を託すように押し付けながら静かに息を引き取った。
実はリヴァイの母クシェルの兄であり、リヴァイの母方の伯父にあたる。クシェルもケニー自身も（アッカーマン一族の抱える事情から）このことを話さなかったため、リヴァイ自身は自分の素姓を知らずにいた。孤児となったリヴァイを拾い彼に対人格闘術や殺人術などの無頼な処世術を伝授するが、自身の生き方では人の親にはなれないと考え、一人前の力を得たリヴァイのもとから去っていった。
ゲーム『グランド・セフト・オートV』の主人公の一人であるトレバー・フィリップスに影響を受け、諫山は「こんなキャラクターを描きたい。」とケニーを誕生させた。
トラウテ・カーフェン (Traute Carven)
声 - 寺依沙織
対人立体機動部隊の女性副官。
部隊創設時からのメンバーで、ケニーとは憎まれ口を叩き合える存在。
身分や使命を以っても抗い難い壁内世界の根源的な不安定さや不条理を彼女なりに認識しており、そうした閉塞感を打開する望みをケニーの野心に見出したことで彼の同志となっていた。
エレンとヒストリアを拉致した後はレイス家礼拝堂地下洞窟に陣を構え、奪還に来た調査兵団を迎撃する。巧みな駆け引きでハンジを負傷させ、調査兵団の足止めに一役買うがケニーは巨人化能力奪取に失敗し、さらに巨人化したロッドが制御不能状態になった想定外の事態に対処できず、生き残りの隊員らと共にケニーと合流しようとするが洞窟の崩落に巻き込まれる。
ジェル・サネス (Djel Sannes)
声 - てらそままさき
中央憲兵の年配兵士。
王政の命令で調査兵団の兵舎に匿われていたニックをラルフとともに襲い、彼を拷問した末に殺害する。
その後、調査兵団と結託したリーブスによりラルフとともに捕縛され拷問を受け、王への忠誠心から秘密を守ろうとするが、最終的にはラルフの「演技」に騙されて心が挫けてしまい、レイス家が本当の王家であることを告白した。
彼の回想では、エルヴィンの父親やヒストリアの母親の殺害に関与していたことが描かれているほか、ケニーの回想ではウーリ・レイスに心酔している様子が描かれている。
フリッツ朝崩壊後は新体制による粛清で職を解かれ、収容施設に入れられている。しかし長く続いた過酷な任務から解放されたためか、その表情は穏やかであった。
ラルフ (Ralph)
声 - 高口公介
中央憲兵の年配兵士。
サネスと行動している。調査兵団を見下している。
サネスとともに調査兵団に捕まり、リヴァイとハンジに脅されて、サネスを裏切ったかのような演技を強いられ、結果として拷問に耐えたサネスの心が挫けることとなる。
デュラン (Duran)
対人立体機動部隊所属の男性兵士。
ストヘス酒場に逃げ込んだリヴァイを屋根で待ち伏せするが、窓から投げられた椅子をリヴァイと誤認して銃撃した隙を突かれ、リヴァイに立体機動装置のアンカーで喉を射抜かれて死亡。挙句の果てにその遺体はリヴァイが対人立体機動部隊の包囲網を突破するための盾にされてしまった。

## 訓練兵団
キース・シャーディス (Keith Sadies)
声 - 最上嗣生
第104期訓練兵団の教育を担当した教官。スキンヘッドに顎髭を生やした強面の中年男性。エルヴィンの前任にあたる第12代調査兵団団長を務めており、当時は髪を生やしていた。
訓練兵に対し非常に厳しい態度で接する一方、個々人の特性・短所を適正に把握し評価する人物。素行が悪い訓練兵に対しては頭突きの制裁を与えており、サシャなどからはトラウマを抱かれている。
830年の調査兵時代に、壁外調査の帰路でグリシャを発見・保護したことで彼と交流を持った。当時は酒場で働いていたカルラに想いを寄せていたが、のちにカルラはグリシャと結ばれることとなる。グリシャから掛けられた言葉から自分を特別な存在だと考えるようになり、のちに第12代調査兵団団長になるが、無謀な壁外調査を繰り返した結果、成果を出せないまま兵団も自身も疲弊する結果に終わった。
845年の壁外調査からの帰還後、部下のエルヴィンに調査兵団団長の座を譲り、中央への報告へ向かう途中でウォール・マリアが陥落し、混乱に巻き込まれる。その際にエレンを連れたグリシャと再会するが彼を見送ることしかできず、その後一人で倒れていたエレンを発見し寝床に戻した。
2年後の第104期訓練兵団の入団式でエレンと再会。彼の将来を悲観し、かつてカルラが語った息子への想いに報いるべく、エレンの訓練装置のベルトの金具に細工を施し、兵団の道を諦めさせようとするが、エレンが故障した装置で姿勢制御を成功させたのを見て、彼の入団を認めた。
訓練兵団の教官として優れた指導力を発揮したように人物としては優秀であり、調査兵団長時代もハンジらからは尊敬を受けていたが、成果を出せず困難から逃げるように兵団を去った真意の吐露は、その後調査兵団に残った者たちに受けいれられることはなかった。
マーレ編でも教官を務めているが、敵が壁外世界に変わったにも拘わらず「無垢の巨人」との戦いを想定する姿勢は訓練兵に半ば呆れられていた。そこにイェーガー派が乱入し、彼らに同調した訓練兵たちのリンチを受けて連行・拘束されてしまう。だがジークの叫びにより再び発生した「無垢の巨人」に訓練兵たちが追い込まれた際に駆けつけ、旧式の立体起動装置を纏って彼らを救出した。
潜んでいた砦でアルミンたちの行動を目撃し、イェーガー派の増援を載せた蒸気機関車を爆破して、彼らを陰ながら支援した。輸送船を逃がすため港に残ったマガトを助けるとともに、追跡可能な軍艦を2人で自爆させて運命を共にした。
スピンオフ作品『悔いなき選択』では調査兵団団長時代のキースが登場しており、部下であるエルヴィンの才覚を自分でも有効に使うことができないと高く評価している。原作では彼の考案した長距離索敵陣形を却下するシーンが描かれているが、同作では導入をダリスに強く訴える姿が描かれている。
容姿と名前が実在する総合格闘家キース・ジャーディンに酷似している。
スルマ (Zulma)
声 - 坂田将吾
第109期訓練兵団員。眼鏡をかけた丸刈りの少年。イェーガー派がエルディアを導くべきであると考えている。訓練中に乱入してきたフロックたちイェーガー派に同調し、他の訓練兵たちと共に一員に加わった。イェーガー派に拘束されたジャンたちが牢から解放された際、制止しようとするが、ジャンから自分たちもエレンを助けるつもりだと言われ、反論できなかった。地鳴らしの発動後、ジークの脊髄液入りワインとジークの「叫び」によって現れた巨人に捕食されそうになるが、キースに助けられる。その後、助けてくれたキースを数人の仲間とともに匿い、恩を返すために彼をイェーガー派から守ることを申し出るがキースから固辞され、そのままイェーガー派に留まっていつか立ち上がるべき日が来るまで自分を見失うなと言い付けられる。

## 兵団関係者
ダリス・ザックレー (Darius Zackly)
声 - 手塚秀彰
身長165cm。体重82kg。訓練兵団を除く3つの兵団を統括する総統。
巨人化能力を持つエレンの意思を見極め、その処遇を決めるための特別兵法会議を3兵団幹部立会いのもとで開く。
エルヴィンがディモ・リーブス殺害の嫌疑で捕らえられた際には、表立った動きを見せなかったが（エルヴィンの計略による）巨人襲撃の虚報を受けてウォール・ローゼ放棄を決断した王政に見切りをつけ、ピクシスと共に反逆に加担。フリッツ王と臣下の身柄を拘束し、王都と各行政機関を制圧した。
のちに、予てから「王政幹部たちに根深い嫌悪感を抱いており、密かにクーデターの機を狙っていた」と語っている。王都制圧後は身柄を拘束した王政幹部たちへの（かなり倒錯した）拷問を嬉々として行い、その姿にピクシスは半ば呆れていた。またエルヴィンに対し、立場や使命感、道徳観に基づいた是非よりも、ごく私的な欲求が先んじるのが当然であり、人の本性だと説いている。
854年、ミカサとアルミンのエレンとの面会を断った後、イェーガー派による私物の拷問椅子に仕掛けられた爆弾で爆殺される。
スピンオフ作品『悔いなき選択』では、エルヴィンの考案した長距離索敵陣形の導入を巡る議会との折衝やごろつき時代のリヴァイの登用作戦を許可する姿が描かれており、個人として調査兵団へ期待していることが窺える。また、当時の調査兵団団長であるキースとは個人的に親しかったという描写が存在する。

## 壁内の家族関係者
グリシャ・イェーガー (Grisha Yeager)
声 - 土田大、上村祐翔（少年）
演 - 草彅剛
エレンの父親。身長182cm。体重78kg。シガンシナ区で医業を営んでいる。かつて区内で謎の疫病が流行した時には抗体を提供して多くの住民を救ったことで尊敬を集め、優秀な医者として厚い信頼を受けていたが、シガンシナ区陥落後消息不明となった。
エレンが外の世界に興味を持っていることを知り秘密の地下室を見せると約束するも、シガンシナ区陥落の混乱に巻き込まれ、避難中のエレンに「母の仇を討つ」、「巨人の力を支配して仲間を救う」ように告げ、地下室の鍵を託し、謎の薬品を注射した。それ以降は長らく行方不明とされていたが、レイス家の力でエレンの記憶が呼び覚まされ、ウォール・マリア陥落時にロッドとヒストリアを除くレイス家を殺害、フリーダから「始祖の巨人」の力を奪った後、エレンに自らを捕食させて死亡していたことが明らかとなった。その後、旧知の間柄であるキースの話や地下室に残された自筆の手記により、壁外からやってきたことが判明する。
幼いころ、両親や妹と共にレベリオ収容区で暮らしていたが、妹のフェイをマーレ治安当局に殺されたことでマーレに強い憎しみを抱くようになり、父親の医療所を継いだころにエルディア復権派に加わる。「フクロウ」の手引きで出会ったフリッツ王家の末裔であるダイナと結ばれ、誕生したジークをマーレの戦士となるよう仕向ける。しかしジークの密告にあうと、ダイナや他のメンバー共々拘束され、拷問を受けた後、パラディ島に連行される。パラディ島沿岸部の壁上でダイナや仲間たちが次々と巨人化される中「フクロウ」ことクルーガーに救われ、死期が迫ったクルーガーから「進撃の巨人」の継承と「始祖の巨人」の奪取を託される。その後、壁外でキースと出会い、記憶喪失者という形で壁内に侵入し、密かに独力で「始祖の巨人」を探っていた。
実は最後までレイス家の人々を殺すことを躊躇っていたが、「進撃の巨人」の能力で見た未来の継承者のエレンの言葉に従う。その後、未来のジークに対して過去を詫び、後に起こる恐ろしい出来事（地鳴らし）を阻止するためジークに「エレンを止めてくれ。」と懇願した。
天と地の戦いでは「歴代の九つの巨人」の一人として、「進撃の巨人」の姿で登場。当初はエレンの傀儡と化してアルミンたちと敵対するが、座標に辿り着いたアルミンの説得を受けたジークの想いに呼応し、始祖討伐に協力した。
実写映画版では巨人化の仕組みを知りたいがために自分の息子に巨人化用の薬を投与するようなマッドサイエンティスト的な一面が強調されている。特定知識保護法違反によりクバルら憲兵団に逮捕される。
ノベライズ版では三の壁に住む「貴族」だったが、この世界のシステムに不満を持ち巨人化の薬「狩人（イェーガー）」を2人の息子（ハク、エレン）に投与し、エレンを自身が立ち上げた反政府組織「鷗」のモンゼン支部長のソウダに預けたことが明かされている。
カルラ・イェーガー (Carla Yeager)
声 - 鷹森淑乃
演 - 緒川たまき
エレンの母親。身長165cm。体重58kg。エレンが死亡率の極めて高い調査兵団に入隊したいことを知り反対する。気丈かつ慈愛豊かな性格でミカサに対してもエレン同様の愛情を注ぎ、慕われていた。王政編の終盤でエレンはキースからカルラの想いを聞いてそれまでの葛藤から立ち直っている。
かつては酒場で働いており、客であったグリシャと出会う。その後、謎の疫病から救われたのを機に結婚しエレンをもうける。
845年、「超大型巨人」が蹴破った扉の破片で倒壊した家の瓦礫の下敷きとなり、エレンとミカサをハンネスに託した後、巨人に食われ死亡する（のちにその巨人はグリシャの前妻ダイナであったことが判明する）。カルラの死はエレンに強い影響を与え、巨人に強い憎しみを持つきっかけを作った。
実写映画版では息子を巨人化の薬の実験台にする夫を見て非難する態度を見せていた。ソウダにエレンを託した後、自宅に踏み込んで来た憲兵団によって夫と共に逮捕されてしまう。
アッカーマン夫妻
声 - 遠藤大智（夫）、広瀬有香（妻）
ミカサの両親。「アッカーマン」は父方の姓で、アッカーマン家の分家筋にあたる。母親は壁内人類では絶滅したとされる純血の「東洋人」でヒィズル国将軍家の末裔。
過去、アッカーマン家と東洋人は共に都市部で迫害を受け、社会的に厳しい状況にあい、その中で出会い夫婦になった。東洋人は人種差別による迫害とされているが、アッカーマン家の分家筋はその理由を知らされていない模様。
グリシャとは診療で家に訪れているため親交がある。シガンシナ区近郊で幸せな家庭を築いていたが、844年に東洋人の希少性に目をつけ人買いに売ろうと目論んだ3人組の強盗の襲撃を受ける。その際、当初から殺害対象となっていた夫は刺殺され、ミカサを逃がそうと抵抗した妻も逆上した強盗犯に殺害される。
母親は生前に一族の証として受け継がなければいけない「印」（刺青）をミカサの腕に施していた。のちにミカサはこの「印」により、パラディ島を訪れたキヨミに将軍家の末裔と認められる。
アルミンの祖父
声 - 佐藤正治
アルミンの祖父、アルミンの名付け親でもある。禁書である外の世界に関する本を所有しており、アルミンが持ち出した本は彼の蔵書。本人はアニメ版にのみ登場。846年の奪還作戦（名目上のもので実質は強制的な口減らし）に駆り出され、アルミンに麦わら帽子を遺し、帰らぬ人となる。
アルトゥル・ブラウス
声 - 中博史→かわのをとや（Final Season）
サシャの父親。南方マーレの訛りで話す。かつて娘のサシャと共に村で暮らしていた頃は、貪欲な食い意地と地域事情の変化を拒む娘に手を焼いていた。土着の狩人として受け継いだ伝統の大切さを理解しつつも、大局的かつ現実的な選択としての社会的協調も視野に入れて考えることができる人格者で、頑なに伝統に固執しようとする娘の了見を、他者と向き合うことに臆病なのではと指摘した。
政府からは馬の飼育業への従事を勧められており、サシャが故郷を離れたのちに転業した様子。ウォール・ローゼ内に巨人が出現した際には近隣住民に馬を配っていち早く避難させており、その道中でサシャが助け出した子供（カヤ）を保護したことで娘と再会。娘の行いとその成長を褒めた。
マーレ編では牧場を経営し、カヤなど親を喪った孤児たちを引き取っている。家出した兄妹と騙ったファルコとガビを温かく迎え入れた。のちにガビがサシャを殺害していた事実を知るが、「過去の罪や憎しみを背負うのは大人の責任」と述べ、ガビに憎しみを見せることはなく、マーレ襲撃後には妻とともにはぐれたファルコとガビを気にかけていた。
天と地の戦い終結後、軍備増強を推し進めるイェーガー派の演説とそれに熱狂する群衆に対し、妻リサたちとともに悲しげな表情を浮かべる姿が描かれている。
実写映画版ではサシャの父親はすでに死亡しており、名前も不明のまま。代わって弟夫婦（演 - インディ高橋・山本カナコ）がサシャの育ての親となっている。夫婦ともに金欲しさにサシャを兵団に入団させるという堕落した人物になっている。
リサ・ブラウス
声 - 岩男潤子
サシャの母親。夫同様に温厚で善良な人物。
アルマ (Alma)
声 - 根谷美智子
ヒストリアの実母。元々はレイス家の使用人の一人だったが、ロッド・レイスと関係を持ち、ヒストリアを産む。しかし出産後もロッドの正妻や側室に収まることはなかったため、囲われのいち妾としてレイス家領内の牧場で父母とヒストリアと共に暮らす日々を送っていた。立場の定まらぬまま日陰者として扱われる現状を不遇と考え、実の娘であるヒストリアの存在をその原因とみなし、母親として接することを全面的に放棄し憎悪を抱き続けていた。
845年にレイス家がグリシャの直訴を拒んでロッド以外全員殺害され、ウォール・マリアが陥落した直後、ロッド自ら迎えに来た折（アルマには事件の仔細は一切知らされておらず、唐突な訪問に動揺していた）、その行為を止めに現れた中央憲兵のケニーに斬殺された。その一部始終を見ていたヒストリアに対して、最期まで怨嗟と拒絶の言葉のみを残した。
エルヴィンの父親
少年時代にエルヴィンが通っていた学校の教師として地元の子供たちの初等教育に従事していた。
ある日、エルヴィンがした壁外についての質問に対して、人類が壁内移住に至るまでの歴史には謎と矛盾が存在するという見解と、それについての仮説を述べる。しかしその後、エルヴィンが父から聞いたことを友達に話していたところを憲兵に聞かれてしまい、危険分子と判断した中央憲兵によって秘密裏に暗殺された。この一件はエルヴィンの心に、計らずも父の死の原因を作ってしまったことへの強い自責の念と、王政への根深い不信を植えつけ、壁内社会の成り立ちに隠された真実を追究し、父の仮説の証明を目指すというエルヴィンの人生を決定付けた。
中央憲兵のサネスの回想に、捕らえたエルヴィンの父を躊躇しながらも拷問にかける描写が出てくるが、本人は「下手に利口な教師」とだけ話している。
クシェル・アッカーマン (Kuchel Ackerman)
リヴァイの母親。ケニーの妹で、本編ではすでに故人であり、ケニーの回想にのみ登場。
諸事情で兄のケニーとは生き別れており、再会した時には「オランピア」という源氏名で地下街の娼館で働いていた。その際、客との子（リヴァイ）を身籠っており、産むと言って聞かなかったというエピソードが描かれている。時を経て、ケニーが再び会いに行った時には幼い息子のリヴァイを遺したまま、客からうつされた病気を患い死亡していた。
生前は息子に苗字を教えておらず、その意図を察したケニーも苗字を名乗らなかったため、リヴァイは自分の苗字やアッカーマン一族について全く知ることなく成長した。
ケニーの祖父
声 - 金尾哲夫
名前は不明。ケニーが成人したころにはすでに没落の身で、病に伏せっていた。
代々アッカーマン一族は王政から記憶改竄が及ばないゆえに迫害を受けており、彼の親の代からはすでに失われた歴史の伝承もしてはいなかったが、なお執拗に続く迫害に抗って殺人を重ねるケニーの有様に心を痛めていた。迫害の理由を知らぬまま孤独な反逆を続けていたケニーの要求に応じ、壁内社会の成り立ちと民族構成にまつわる施政の裏事情、王政とアッカーマン一族が決裂した因縁を語った。

## 王家
人類が壁内に追い詰められる前から世界を統治し、2000年以上続くとされる王家。14巻から王家について語られる。145代フリッツ王が不戦の契りを立て、偽りのフリッツ王を立ててからは、パラディ島の真の王家はレイスと家名を変えて正体を隠している。

### 壁内の王家
フリッツ王 (Fritz)
声 - 園江治
「人類の繁栄の象徴」とされてきたが、その実態は政治に対する関心や権限を全く持たず、あくまでもレイス家の正体を隠すための影武者に過ぎず、エルヴィンの処刑を決定する場でも居眠りをする痴呆の老人であった。中央憲兵を除く全兵団のクーデターにより、側近諸侯らと共に身柄を拘束される。
ロッド・レイス (Rod Reiss)
声 - 屋良有作
ヒストリアの実父にして王政の非公式かつ実質的な最高指導者。表向きは地方貴族の身分を装っており、周囲からも「レイス卿」と呼ばれる。正妻（声 - 河村螢）との間に長女フリーダ、長男のウルクリン（声 - 梶川翔平）、次男のディルク（声 - 田澤幸輔）、次女のエーベル（声 - 三浦千幸）、三女のフロリアンがいた。家中の使用人として仕えていたアルマと内縁関係を持ち、ヒストリアをもうけるものの正式な一族として迎え入れず、そのまま母子を領内の牧場に囲っていた。845年のウォール・マリア陥落とグリシャの襲撃を受け、「始祖の巨人」と家族を全て喪ったため、アルマとヒストリアを迎え入れることを決意し、ヒストリアのもとを訪ねた。しかし突如現れたケニーたち中央憲兵からその行いを阻まれると、アルマを自分と無関係の者として闇に葬ることを黙認する。しかし幼いヒストリアについては気が咎め、「クリスタ・レンズ」と変名して絶縁することで見逃した。
845年の事件（前記）については5年間黙秘していたが、エレンが巨人の力を持ってトロスト区防衛戦に勝利したことを機に白状。エレンとヒストリアがウォール・ローゼから帰還した後に、ケニーたち中央憲兵を動員して二人の身柄を確保させ、自分のもとへ召致する。かつてグリシャに奪われた巨人の力を取り返すべく、ヒストリアに巨人化薬を与えてエレンを喰わせようと仕向けるが拒まれて頓挫。錯乱したまま自ら薬を経口摂取して巨人化したが、鈍重な巨人体だったためエレン捕食に間に合わぬまま調査兵団の迎撃作戦で身体を爆砕され、最終的にはヒストリアに討たれ死亡した。
若かりしころはレイス家に代々伝わってきた巨人の力をもって巨人を駆逐し、人類を救うことを望んでいた。継承者には、世界の謎を世の中に公言する自由が与えられていたにも拘わらず、誰一人として広めていないこと、志を同じくしていた弟や娘が壁の世界を創った初代レイス王の記憶に呑まれ翻意したことから精神を弱らせていく。かつて父親から巨人を継承する立場にあったが、弟が約束と引き換えに継承を買って出た過去を持つ。継承直後の弟を見て継承者を「神」と呼び、自身の使命を神を呼び戻し祈りを捧げることとしていた。
諫山によればロッドは「普通の人」で、レイス家の生き残りになったことで、重責に堪えられずに浮気をしたり神様にも頼っていたとのこと。
フリーダ・レイス (Frieda Reiss)
声 - 日笠陽子
ロッドの長女でヒストリアの異母姉。長い黒髪の持ち主で、エレンが一瞬ヒストリアと見間違えるほど酷似した容姿をしている。明るく飾らない気さくな性格で領民から慕われていた。
15歳の時、先代にして叔父のウーリから「始祖の巨人」と「世界の記憶」を継承したが、ウォール・マリアが陥落した845年にエレンの父・グリシャとの戦いに敗れ、彼に喰われ死亡した。
正体が判明する前は、エレンの記憶の中に突然フラッシュバックするように現れたり、ヒストリアの夢の中に現れたりする謎の存在だった。エレンに伝わるフリーダの記憶は、「始祖の巨人」を奪取したグリシャを通じたものである。
ヒストリアが幼少のころから親身に接して見守り続けていたが、別れる際には「始祖の巨人」の力で記憶を封じていたため、ヒストリアは長年その存在を認識できずにいた。周囲から疎外されて育ったヒストリアにとっては唯一愛情を与えてくれた肉親といえる。
「始祖の巨人」を継承する前は「先祖の亡霊には負けない」と、叔父と同じように抵抗する意思を示していた。しかし結局は、初代レイス王の「不戦の契り」に支配されてしまい、歴代継承者と同じように「自死の道」を選択する。
ウーリ・レイス (Uri Reiss)
声 - 古川登志夫
ロッドの弟。父より「始祖の巨人」と「世界の記憶」を引き継ぎ、842年には姪のフリーダに力を継承させた。
自ら継承者となる代わりに、兄に「祈る」よう託した。かつては兄と共に巨人の駆逐を望んでいたが、「記憶」の継承後は「不戦の契り」に支配され、世を深く憂いつつも父と同様に行動を起こす事はなかった。
王政への反逆者であったケニーを中央憲兵として登用し、レイス家の戦力に引き入れた張本人でもある。世界を統べる立場でありながら、慢心とは程遠い寛容で謙虚な精神性は、ケニーの荒んだ心にも大きな影響を与えた。

### 壁外の王家
ユミル・フリッツ (Ymir Fritz)
声 - 三浦千幸
ユミルの民の祖先にして、始祖の巨人の巨人化能力者。「始祖ユミル」として世界中から認知されている。
約1820年前に「大地の悪魔」と契約、巨人の力を手に入れたと伝えられている。さらに、死後は魂を「九つの巨人」に分けてエルディア帝国を築き上げ、古代の大国マーレを滅ぼし大陸の支配者として君臨する。マーレをはじめ世界からは、ユミルの民は他民族を弾圧し、無理やり子供を産ませるなどの民族浄化を1700年間続けた悪魔だとみなされている。一方で、グリシャらエルディア復権派のように、ユミルこそが人々に富をもたらして大陸を発展させたのだと信じる者も存在した。
その実態は、古代エルディアに両親を殺害され、舌を抜かれ物言わぬ身となった奴隷。ある日、豚を逃がした罪により、初代フリッツ王に「自由」という名の追放を言い渡される。フリッツ王の刺客たちに狩りのように追われる最中、大樹の洞に落ちたところに脊髄のような何かと接触して巨人化を果たす。以降、その力でエルディア領地の拡大、敵国マーレの制圧などを奴隷のように従いながら遂行しエルディアに貢献。エルディア領地の拡大を機にその働きの褒美としてフリッツ王に娶られ3人の娘を授かる。しかし、巨人の力を手にした13年後、投降した敵とフリッツ王との謁見の最中、敵が隠し持っていた投げ槍から身を挺してフリッツ王を守って致命傷を負う。娘たちにその安否を心配される中、フリッツ王が最期まで自身を奴隷としか見ていなかったことに絶望し、巨人の力で回復することなく息絶える。その亡骸は、巨人の力を継承させようとしたフリッツ王によって切り刻まれて娘たちに喰われ、以降は奴隷時代の姿で「始祖の巨人」の中で「自分の意志を持たない奴隷」として王家の命令に従い、巨人を作り続ける。そのため、フリッツ王の子孫である王家の命令には忠実で、例え王家の人間以外が「始祖の巨人」を継承した場合も、王家の人間を優先する。
その約二千年後、「道」に辿り着いたエレンとジークの前に現れ、当初は継承者であるエレンよりも王家であるジークの「すべてのユミルの民から生殖能力を奪え」という命令を実行しようとする。しかしエレンの「お前は奴隷でも神でもないただの人だ」という自身を人として認めてくれた言葉に涙を流し、「この世を終わらせる」というエレンの願いに応え、地鳴らしを発動させる。
実はフリッツ王のことを心から愛しており、その愛情から王家に忠実であった一方で、自らを愛の苦しみから救ってくれる人間を長年待ち続けていた。エレン曰く、それがミカサである。ミカサの最終的な決断を見て、苦しみから解放され、作中世界から巨人の力を消し去った。
フリッツ王 (Fritz)
声 - 津田英三
初代フリッツ王。本名不明。
豚を逃したユミルを追放し刺客を送る。しかしユミルが巨人の力を手に入れると、その力で領地拡大と敵国の制圧を謀る。部族発展の褒美として、ユミルを妻に迎え3人の娘を授かるが、ユミルのことは最後まで奴隷としか見ていなかった。ユミルの死後、巨人の力を存続するために3人の娘に切り刻んだユミルの遺体を口にさせ、死に際には娘たちにユミルの血の存続を遺言とし、後生でもエルディアが地上を支配し永久に君臨し続けることを願った。
マリア (Maria)、ローゼ (Rose)、シーナ (Sina)
初代フリッツ王とユミルの三人娘。
母ユミルとの仲は良好だったようで彼女が目の前で致命傷を負わされた時には涙を浮かべている。ユミルの死後、父である初代王の命令で切り刻まれたユミルの遺体を口にする。初代王の遺言である、ユミルの血による子孫繁栄と巨人の継承を聞き届け、彼女たちの代から「脊椎」による巨人の継承が始まった。
パラディ島の三重の壁は彼女らの名を冠しており、ウォール教では「女神」として信仰の対象となっている。
カール・フリッツ (Karl Fritz)
145代目エルディア王にして、壁内社会を築き上げた初代レイス王。
グリシャの誕生より約80年前の「始祖の巨人」の継承者だが、エルディアの均衡を保つ王家の役目を放棄し、「巨人大戦」の勃発を招いたとされる。国民と共に辺境のパラディ島に都を移し、三重の壁を築きその中に籠った。その際、壁外に対し「今後我々に干渉するなら、壁に潜む幾千万の巨人が地上のすべてを平らにならすだろう」と言い残している。
実際には「不戦の契り」により王族による「座標」の行使を封印しており、滅されても運命として受け入れる覚悟をしている。その行いにクルーガーやグリシャは王として民を守る責務を放棄したと非難しているが、ハンジは長年に及ぶエルディア国の巨人による統治と干渉に疲れ、巨人大戦を機に壁内での緩やかな生活を選んだと、同じ壁内に住む者として心中を察している。
しかし、後に「戦鎚の巨人」を管理するタイバー家当主のヴィリー・タイバーの口から、それらの真相が明らかとなる。カール・フリッツは「始祖の巨人」を継承する前から、エルディア帝国の残虐な歴史に傷心していた模様で、「始祖の巨人」の継承とともに「戦鎚の巨人」を宿すタイバー家、そしてヘーロスと結託して巨人大戦を引き起こしエルディア帝国を弱体化させる。その際、上記の通り、自身の思想に賛同した一握りのユミルの民らとともにパラディ島に遷都した。
ダイナ・フリッツ (Dina Fritz)
声 - 岸本望
かつて巨人大戦末期にパラディ島に逃れることを拒み、大陸に留まったフリッツ王家の末裔の女性。グリシャの前妻で、ジークの実母。
145代目フリッツ王とダイナの家は折り合いがつかず決別し、彼女の一族はエルディアの復権を待ち続けていた。しかし、その残った末裔もダイナが最後の1人である。
「フクロウ」の手引きを経てエルディア復権派に合流し、翌年にはグリシャと結ばれジークを産む。しかし、自身と祖父母に危険が及ぶことを知ったジークがマーレ当局に告発し、グリシャや他の復権派メンバーとともに捕らえられる。
グリシャは、ダイナが王家の末裔であるとわかれば命は助かるだろうと考えてそのことを隠さず尋問で話したが、尋問を担当したのが自身もマーレへの復讐を誓うクルーガーだったため、「生かされていても、生涯を通じて始祖の器となる望まぬ子を産ませ続けられるだけ」と判断され、その情報は握りつぶされる。パラディ島ではグリシャに「巨人になってもあなたを探し出す」と告げたのち、彼の目の前で巨人化させられ、壁の外を彷徨い続ける。
エレンの母親であるカルラと、その知人のハンネスを捕食した巨人の正体。「無垢の巨人」として長年パラディ島を徘徊し、845年のウォール・マリア陥落と同時に壁内に侵入する。エレンが彼女に触れたことで「座標」の力を行使され、多数の巨人たちに襲われて死亡した。この一件でエレンは、王家以外の人間が「始祖の巨人」を継承した場合、その継承者は王家の人間だった巨人と接触することで真価を発揮できるという可能性に辿り着く。

## その他の壁内関係者
ニック (Nick)
声 - 麻生智久
壁を神授のものとして崇拝する宗教団体「ウォール教」の司祭。
素性の知れないエレンを憲兵団以上に危険視しており、特別兵法会議ではエレンの即刻処分を主張した。ただし、扉の全面封鎖については教義に則り否定する。
酒に溺れて家族を失った後悔から教団に入り、教団が有する「壁」の秘密を守り通すためには殉死を選ぶほどの信仰心の篤さを見せるが、調査兵団や避難民たちとの交流から自身の価値観が揺らぎ、クリスタの素性を調査兵団に伝えた。
ウォール・ローゼ内での厳戒態勢が収束した後は、調査兵団に情報を漏らしたことで立場が悪くなることを危惧したハンジの計らいで兵舎に匿われていたが、所在を嗅ぎつけた中央憲兵のサネスらの手で拷問にかけられたのち、殺された。
アニメ版では、845年の巨人侵攻前のシガンシナ区で初登場。布教活動をしていたが、誰も耳を傾けてくれない様子であった。
三人組の強盗
声 - 四宮豪、前田弘喜、大畑伸太郎
アッカーマン家を襲撃した強盗たち。
利害関係で手を組んだため三人の付き合いはそれほど長くはなく、計画性・絆・情もほとんどないと思われる。
ミカサの父親を刺殺、抵抗した母親も衝動的に殺害し残ったミカサを連れ去るが、迷子のふりをして現れたエレンに二人が殺され、残りの一人がミカサに殺され全滅する。
事件自体は正当防衛として処理されたため大きな話題にはならなかったものの、後の特別兵法会議でナイルがエレンの凶暴な本性を表す証拠として掘り返された。
ディモ・リーブス (Dimo Reeves)
声 - 遠藤大智
トロスト区を拠点に商売を営むリーブス商会会長。
街の経済を握り社会の表裏に通じる実力者で、ゴロツキを従えている。傲慢で老獪な物腰の俗物だが、商人としての見識や判断力には人間や世間の清濁に数多く触れてきた深みを感じさせるものがある。
巨人のトロスト区侵攻時には門を通れぬほどの大きな荷馬車を無理に通そうとして住民の避難を妨げていたが、現場に駆けつけたミカサの恫喝に屈して荷馬車を退かせた。その後、巨人の襲撃を受け破綻寸前まで追い込まれたトロスト区をウォール・マリア陥落時の自分と重ねたのか行くあてのない人々を支援して街を救おうとした。
ウォール・ローゼ内の巨人出現事件が一旦収束した後、中央憲兵の依頼でエレンとヒストリアを拉致しようとするが逆に替え玉を掴まされ、追跡してきたリヴァイ班に部下ともども制圧される。任務を失敗したことで中央憲兵から見限られて命運尽きると覚悟していたが、リヴァイから商会存続とトロスト区復興の可能性を提示され、その交換条件として調査兵団を全面支援する密約に同意する。しかし、身柄を引き取りに来た中央憲兵のケニーに寝返りを見抜かれ、部下のダンとジムとともに殺害されてしまう。彼の志は息子のフレーゲルに受け継がれることになる。
フレーゲル・リーブス (Flegel Reeves)
声 - 畠中祐
リーブス商会会長ディモの息子。
リーブス商会の跡取りだが、甘やかされて育ったため横柄で軽薄な態度が目立つ。商会が協力するリヴァイに対して不信感を抱いていたが、ディモに人を見る目の大切さを諭される。
エレンとヒストリアの身柄を中央憲兵に引き渡す際、たまたま小便をしに場を外していたため、殺されずに済む。しかし、父の殺害現場を目撃した自分の存在がいずればれてしまうと悟り、自分は死んだことにして逃げ回ろうとしていたが、ハンジに見つかり無理矢理同行させられる。
その後、ハンジの助力で自ら囮になって中央憲兵から父が殺された真相を引き出し、トロスト区住民とベルク新聞社に聞かせることに成功。正式に父の遺志と商会を継いで街を守る決意を表明し、以前の性格を正して改心した。革命後、ウォール・マリア奪還作戦に向かう調査兵団の前祝いに貴重な肉を手配し、出発時には住民を集めて大きな声援を送った。
854年レベリオ襲撃後、態度が変わり情報を隠蔽するハンジにベルク新聞の記者二人とともに詰め寄っている。
最終回で兵団に熱狂する民衆の中、ベルク新聞社の記者とともに怪訝な表情を浮かべている。
カヤ (Kaya)
声 - 浜崎奈々
ダウパー村付近でサシャに助けられた少女。
850年、ウォール・ローゼ内に巨人が出現した際に母親が目の前で巨人に襲われ、身動きできなくなっていたところをサシャに助け出される。以降はサシャの両親に引き取られる。
854年、家でもあるブラウス厩舎で働く。脱走したファルコとガビに出会い、彼らがマーレ出身であることを知りながらも親しく接する。ガビがサシャを殺した張本人であると知ると、怒りを露わにし彼女に襲い掛かかるも、ミカサに阻止された。サシャの両親と違いその後もガビに殺意を抱いていたが、マーレ襲撃の際に巨人に喰われそうになったところをガビに救われ、ガビが兵士にマーレの潜入兵と疑われた際には逆に彼女を庇い、最終的に和解した。
アウリール、ゲラルド、ローデリヒ、デレトフ
声 - 永野善一(アウリール)、髙階俊嗣(ゲラルド)、鷲見昂大(ローデリヒ)、伊原正明(デレトフ)
フリッツ王とロッド・レイスに忠誠を誓う貴族。
壁の秘密に迫っていたエルヴィンの処刑と調査兵団の解体を進めるが、ピクシスらの謀略に嵌って拘束される。また、アウリールは連行前、居眠りをしていた偽のフリッツ王を（怒りを露にして）玉座を蹴って叩き起こした。なお、その後の尋問で、彼らが「始祖の巨人」の力の影響を受けないことが判明した。
ロイ (Roy)
声 - 小野塚貴志
ベルク新聞社の年配記者。
仕事柄、憲兵団のナイルと懇意にしている。長年の記者生活で王政の批判や、中央憲兵の活動には一切触れない暗黙の了解を熟知しており、過去に地下から壁外に出ようとした坑夫の一件も知っている。自身と家族、会社を守る手段と割り切った上で、リヴァイと中央憲兵の市街戦事件の報道でも王政の公式見解に沿う記事でまとめる方針でいたが、異議を申し出たハンジに同行してディモ・リーブス殺害事件の真相と調査兵団の無実、フリッツ王朝が傀儡政権であることを知る。しかし王政の圧力を恐れて公表に難色を示すが、ピュレの説得に折れて号外を発行。王政の実態と中央憲兵の陰謀を報じた。この件以来、ハンジやリヴァイとも懇意になり、時折喫茶店などで席を囲んでは情報交換などをしている。
のちに王政の公表の下で世界の真実を掲載するも、それまで巨人がいなくなればと思っていた自分たちこそが、世界から滅亡を望まれていることを知り、苦悩する。
最終回では兵団に熱狂する民衆の中、怪訝な表情を浮かべている。
ピュレ (Pruee)
声 - 高橋研二
ベルク新聞社の若手記者。
王政が報道の自由を暗に制限している現状は一応理解しているが、若く情熱的なゆえに好奇心を抑えきれず、タブー事項にも踏み込もうとするためしばしばロイに窘められていた。
調査兵団をめぐる事件報道で王政や中央憲兵の情報統制に不満を持ち続けていた折、ハンジやフレーゲルへの取材を通じて事件の真相を知ったことで王政を追及すべきと判断し、なお公表を渋るロイを説き伏せて号外の発行に踏み切らせた。
号外の発行後にはハンジとリーブス商会の手引きでロイと共にトロスト区に身を隠し、ヒストリア即位後はロイと共に報道活動を再開する。
最終回では兵団に熱狂する民衆の中、怪訝な表情を浮かべている。
開拓地の男
パラディ島に潜入したライナー、ベルトルト、アニの3人が開拓地で出会った男性。ウォール・マリア南東の山奥の村の出身で、同地唯一の生存者であった。
ウォール・マリア陥落時、陥落の連絡が来る前に巨人が村に現れ、馬に乗って逃げたが、その際にライナーらと同年代の子供3人を置き去りにした。その経験をライナーらに語った直後、首を吊った状態で発見された。
ベルトルトがエレンらに語ったウォール・マリア陥落時の経験は、実は彼の語った内容を自分たちの経験として偽ったものであった。三人にとって男との出会いは、ウォール・マリア陥落の混乱と行政の管理が碌に行き届いていなかった辺境の出身ということも合わせ、潜入工作に不可欠な偽の戸籍と経歴が手に入る僥倖に繋がった。
訓練兵時代のベルトルトは何度も彼の夢を見ており、なぜ首を吊る前に自分たちに経験を語ったのかと疑問に思っていた。
坑夫
アニメオリジナルの逸話として25話の「現在公開可能な情報」で、文章にのみ登場。この後、原作でも15巻60話でベルク新聞社のロイが知る話として語られている。
784年のある日、壁の地下を掘りウォール・シーナへ入ろうと試みるが、地下数メートルまで建造された壁に阻まれ、断念する。翌日、友人に壁のことを打ち明けた後、行方不明になる。
坑夫の友人は、坑夫が壁を掘ろうとしたことと、その後行方不明になったことを駐屯兵団に話し、駐屯兵団と憲兵団による捜索が行われた。しかし坑夫は見つからず、その後友人も行方不明になった。
ロイの話ではこの事件を調べようとした記者もまた行方不明になったという。

## マーレ
23巻以降の裏表紙にはマーレの戦士と戦士候補生の集合絵が描かれている。死亡したベルトルトやマルセル、行方不明のアニは描かれていない。

### マーレの戦士
ライナー・ブラウン
詳しくは上位10名の項を参照。「鎧の巨人」の継承者。
ベルトルト・フーバー
詳しくは上位10名の項を参照。「超大型巨人」の継承者。
アニ・レオンハート
詳しくは上位10名の項を参照。「女型の巨人」の継承者。
ジーク・イェーガー (Zeke Yeager)
声 - 子安武人、山下大輝（少年）
「獣の巨人」の巨人化能力者。身長183cm、体重92kg。大柄な体格の男性で、眼鏡をかけて髭を生やしている。当初は巨人体で登場し、のちに本当の姿を現した。
マーレの戦士長で、ライナーたちの兄のような存在であると同時に「実力で作戦を実行する者たちのトップに立つ男」である。掴みどころのない性格をしており、常に余裕綽々の態度を取るが、敵に対しては冷酷で容赦のない一面もある。前任の継承者のクサヴァーから受け継いだ遺品の眼鏡と優れた投擲技術を持つほか、自身の脊髄液を注入されたエルディア人を「叫び」で巨人化させて操る独自の特殊能力を持っている。
作中では、パラディ島上陸後はラガコ村住民を無垢の巨人に変えたのち「獣の巨人」として各地を偵察。その後、シガンシナ区に撤退したライナーやベルトルトを実力で従わせたのち、シガンシナ区で調査兵団を迎え討つ。砕いた岩を散弾のように投げ放つ強力な投石でシガンシナ区外にいた調査兵団を一瞬で壊滅させるが、リヴァイの奇襲に遭い敗北。その後、駆けつけた車力の巨人に助けられ、生き残っていたライナーを連れて撤退した。
その出自はグリシャと王家の末裔であるダイナの間に生まれた、王家の血を引くエルディア人でエレンの異母兄。両親からの洗脳じみた教育のもと、マーレの戦士を目指すよう育てられたが自身はそれを望んでおらず、両親の期待に応えなければならない重責に苛まれていた。7歳の頃、マーレに復権派の存在が感付かれていることを知り、自身と祖父母を守るためやむを得ずマーレ政府に両親を告発。この行為によるマーレへの忠誠心と、自身の秘めたる王家の力によって「驚異の子」と呼ばれ、マーレから強い信頼を得るに至るが、自身が受けた悲壮な体験やクサヴァーとの交流により次第に「エルディア人の平和的な絶滅」を願うようになる。
マーレ帰還後は中東連合との戦争に従軍し、ライナーら戦士隊と共に大きな戦果を上げてマーレを勝利に導く。その一方、裏では弟として想うエレンや義勇兵と共に壁内人類と通じてマーレ襲撃を計画し、その戦闘でリヴァイに殺害されたように装って姿を消し、調査兵団と共にパラディ島へと同行する。パラディ島到着後は、リヴァイたちの監視下に置かれたが、自爆を用いた命懸けの逃走の末に、エレンと合流。「始祖の巨人」の力で、安楽死計画を実行しようとするがエレンに力の主導権を奪われ失敗。その後はエレンに地鳴らしを継続させるための鍵として、彼の巨人体に取り込まれたまま身動きがとれなくなる。
天と地の戦いでは「歴代の九つの巨人」の一人として、「獣の巨人」の姿で登場しエレンの傀儡のまま空爆を続けていたマーレ軍の飛行船を撃墜した。その直後、飛行艇から「鎧の巨人」と化したライナーと交戦する。後に、「道」でアルミンと出会い、彼との対話の中で生殖だけではない生きる意味と喜びがあることに気付き、クサヴァーら「歴代の九つの巨人」の継承者に始祖討伐の協力を促す。さらに、自らエレン巨人の背骨から姿を現し、リヴァイに首を刎ねられ晴れやかな気持ちで死んでいった。
原作者の諫山は、ジークは「主人公の前に立ちはだかるライバルは主人公がなってはいけなかった姿。」「超えなければいけない兄のような存在。」といった立ち位置のキャラクターにしたいと述べている。
トム・クサヴァー (Tom Xaver)
声 - 浜田賢二
ジークの先代の「獣の巨人」の巨人化能力者。
本業は巨人学の研究者であるが、巨人の謎を知りたいがために戦士になる道を選んだ。自身がエルディア人であることを隠し、マーレ人女性と家庭を持つが、のちにその事実を知った妻が息子と心中を図ったという過去を持つ。
一人で壁相手にキャッチボールをしていた時にジークと知り合い、彼と親しい間柄となる。ジークの両親が復権派であり、楽園送りにされることを知った際、ジークに両親のことを告発させマーレへの忠誠を示させることでジークと祖父母が助かるように仕向ける。その後、ジークに「獣の巨人」を継承させ、自身の任期を全うし、その生涯を終えた。
実の両親から愛情を向けられてこなかったジークにとっては父親代わりと言える人物であり、「獣の巨人」を継承した際に彼を「父さん」と呼んでいる。以降、ジークは彼の遺品の眼鏡をかけている。なお、後の「安楽死計画」の礎を築くとともに、「不戦の契り」の対抗策をジークに伝えた。
グリシャの手記による回想では、路上でぶつかってきた少年時代のグリシャに名前を呼んで注意をしている。
天と地の戦いでは「歴代の九つの巨人」の一人として、「獣の巨人」の姿で登場。当初はエレンの傀儡と化してアルミンたちと敵対するが、座標に辿り着いたアルミンの説得を受けたジークの想いに呼応し、始祖討伐に協力した。また、この時初めて自身の巨人体の姿が明らかになった。
容姿のモデルは実写映画版の脚本を担当した町山智浩。誕生日も町山と同じ7月5日に設定されている。
マルセル・ガリアード (Marcel Galliard)
声 - 北田理道
ライナーとベルトルトの友人でポルコの兄。
当初はユミル巨人体に捕食されたことのみが語られていたが、のちに「顎の巨人」の巨人化能力者であることが発覚した。
マガト隊長に体力が認められて戦士候補生に選ばれた。ライナーたちから兄のように慕われ、始祖奪還計画では3人のリーダーを担っていた。弟のポルコのことを大切に思っており、弟を守るためにも軍に印象操作を行い、ライナーを戦士の一人にした。845年、始祖奪還のためパラディ島に上陸した最初の夜に、印象操作の真相を打ち明けて謝罪をするも突如現れたユミル巨人体からライナーを庇って捕食され死亡した。
彼の死を境に、ライナーは「今の自分は死に、マルセルになる。」と決意し、これが「頼りになる兄貴」のような壁を守る兵士人格のライナーを生み出すことに繋がった。
天と地の戦いでは「歴代の九つの巨人」の一人として、「顎の巨人」の姿で登場。当初はエレンの傀儡と化してアルミンたちと敵対するが、座標に辿り着いたアルミンの説得を受けたジークの想いに呼応し、始祖討伐に協力した。
ポルコ・ガリアード (Porco Galliard)
声 - 増田俊樹
ユミルから「顎の巨人」を継承したエルディア人の青年。粗暴な性格だが、任務に対しては忠実な一面も持つ。愛称は「ポッコ」だが名前で呼ばれることを好んでおらず、兄・マルセル以外には姓のガリアードで呼ばせている。
ライナーたちとは戦士候補生時代の同期で「鎧の巨人」の継承権を巡ってライナーと争っていたが、当初は巨人の継承権を得られずマーレに残っていた。候補生時代からライナーを見下していたが、そのライナーに「鎧の巨人」の継承権を奪われ（前述）、結果的にそのせいで兄を失うことになった経緯からライナーとの折り合いは悪い。
ライナーたちの帰還後、ユミルから「顎の巨人」を継承。854年のスラバ要塞攻略戦ではライナーたちとともに出撃し、戦果を挙げた。マーレ遠征作戦ではユミルを上回る高い精度で「顎の巨人」を使いこなし、調査兵団を圧倒するもミカサとエレン巨人体の連携の前に敗北。結果的にエレンが「戦鎚の巨人」を捕食する手助けをしてしまい、自身も捕食されかけるがライナー巨人体に救われる。その後、自らの屈辱を晴らすべくライナーたちとともにパラディ島への奇襲作戦に参加する。
ピークとともに先行してパラディ島に潜入し、駐屯兵に変装してエレンに不意打ちを仕掛け交戦。ライナーとともに連携してエレンを追い詰めるが、ジークの出現によって致命傷を負う。その後、巨人化したファルコに襲われているライナーたちの前に自ら現れ、ライナーに「最期まで自分の方が上だった。」ことを主張しながらファルコに捕食されて死亡する。
天と地の戦いでは「歴代の九つの巨人」の一人として、「顎の巨人」の姿で登場。当初はエレンの傀儡と化してアルミンたちと敵対するが、座標に辿り着いたアルミンの説得を受けたジークの想いに呼応し、始祖討伐に協力した。
ピーク・フィンガー (Pieck Finger)
声 - 沼倉愛美
「車力の巨人」の巨人化能力者。エルディア人の女性。
マガト隊長に頭脳を認められて戦士候補生となったライナーたちの同期。ポルコのことを「ポッコ」と呼ぶなど彼とは親しい模様。常に気だるげでマイペースな性格だが、分析力や判断力に優れた鋭い頭脳を持ち、手勢のパンツァー隊を率いる。
ライナーたちと同様、戦士候補生時代に「車力の巨人」を継承する。マーレ防衛のために当初は始祖奪還計画には参加していなかったが、850年にジークと共にパラディ島に上陸し、ラガコ村の住人を巨人化させた。ウォール・マリア最終奪還作戦の戦いにも参加し、「獣の巨人」の後方支援や負傷したジークとライナーの救出を行った。
854年のスラバ要塞攻略戦では、顔面を特製の金属製フェイスガードで覆い、四つの砲塔を背負って前線の塹壕にいる敵を一掃する。マーレ遠征作戦では開戦前にイェレナによってポルコとともに罠にはめられるも、事前に尾行を依頼していたパンツァー隊の手を借りて脱出。砲塔を装着して応戦するも、サシャの狙撃や「雷槍」の連続攻撃でパンツァー隊は全滅し、自身も重傷を負って敗北する。
パラディ島奇襲作戦ではポルコとともに先行して潜入し、調査兵に変装しポルコと連携してガビを救出。対巨人砲を装着し、マガトとともに壁上でエレンやジークを追い詰めていくが、アルミンの雷槍で破壊される。 地鳴らし発動後はエレンを止めるために、ハンジやアルミンたち調査兵、イェレナたち義勇兵と結託する。
天と地の戦いではエレン巨人体の首を爆破しようとするが、「歴代の九つの巨人」として現れた「戦鎚の巨人」（ラーラ・タイバー）に阻まれ失敗するも、「車力の巨人」の驚異的な持続性を活かし、「歴代の九つの巨人」を多数撃破する。エレンの死とともに、自身も「車力の巨人」の力を失って人間に戻る。その後はアルミンらとともに連合国大使としてパラディ島へと向かう。
当初は「オリバー・ピーク」という名の中年男性として設定されており、人間態として初登場時のネームまでその予定で描かれていたが、原稿作成中に急遽女性に変更された。

### 戦士候補生
ガビ・ブラウン (Gabi Braun)
声 - 佐倉綾音
戦士候補生の少女。かなりの自信家で型破りな性格。パラディ島の人間を「悪魔の末裔」として憎悪しており、「鎧の巨人」の継承を強く望む。ライナーの従妹にあたり、家族ぐるみで親しい付き合いをしているほか、ガビ自身も彼に憧れて懐いている。ファルコに好意を抱かれているが、非常に鈍感でまったく気付いておらず、ことあるごとに突っかかってくるファルコのことを煙たがっている。
スラバ要塞攻略戦での活躍から「鎧の巨人」の継承が確実視されていたが、エレンたちのレベリオ区襲撃で仲間や町の人々を殺されたことに怒り復讐を決意。ロボフを射殺し彼の立体機動装置を用い、エレンたちの帰還用の飛行船に潜り込み、サシャを殺害するが捕らえられ、パラディ島に連行される。
ファルコと共に監禁されていたが仮病を使って近づいて来た看守を殴り脱走。カヤと出会い、ブラウス厩舎でサシャの家族と交流する。カヤの勧めでニコロと接触し、サシャを撃ったことを喜々として報告するが彼の怒りを買い、庇ったファルコを負傷させる結果となった。サシャを殺した事実を知ってもサシャの両親が自身を憎まなかった事、逆にカヤからは「人殺し」と罵られたことで自身が抱いていた「パラディ島のエルディア人は悪魔」という思想が揺れ動くことになる。パラディ島に潜入したピークの協力でマーレ軍と合流し、ファルコを巻き込んだ罪悪感からコルトと共にファルコの捜索へ向かった。ファルコとの再会に際して、ファルコを逃そうとしたエルディア人のナイルの行動を信じてコルトを制止するなど、この時点で行動に大きな変化を見せていた。さらにその後のサシャの両親の自身を気遣う言動とカヤの自身への憎しみに触れた事で遂に自分の思想を改め、「悪魔なんていなかった。」と述べこれまでの行動を悔いた。
巨人化を解いたエレンがジークと接触する寸前に対人ライフルでその首を吹き飛ばしたが、エレンの地鳴らしの発動を許してしまう。その後は戦士隊や104期と行動を共にしている。
天と地の戦いでは、リヴァイの補助を得ながら対巨人ライフルでアルミンを捕らえた巨人（通称・オカピ）の目を撃ち抜く活躍を見せ、地鳴らしの阻止に大きく貢献する。その後家族と再会するが、「光るムカデ」のガス攻撃により巨人化。アニメではピークを襲うもエレンの死亡により人間に戻ることができた。原作の最終回ではリヴァイ、ファルコ、オニャンコポンと共に行動している。アニメではファルコと共に地鳴らしで破壊された森林を再興していた。
ファルコ・グライス (Falco Grice)
声 - 花江夏樹
戦士候補生の少年。ガビに好意を抱き、彼女を救うために「鎧の巨人」の継承を目指している一方で、巨人の継承が本当に名誉な事なのか悩んでいる。またガビとは対照的に、パラディ島の住民を悪魔ではなく自分たちと変わらない人間だと認識している。
心優しい性格であり、スラバ要塞攻略戦後、レベリオ区に帰還した時に出会ったマーレの負傷兵との交流で自信をつけていくが、その負傷兵が潜入したエレンだと気付くことができずに裏ではエレンの工作に利用されてしまっていた。しかしエレンとライナーの会話からマーレが犯した過ちとパラディ島の悲劇を知り、国の方針に、より疑問を深めることとなった。エレンたちの襲撃によって復讐に燃えるガビを止めるため、共に飛行船に乗り込み捕虜となる。
ガビと共に脱獄した後、カヤと出会い自分達がベンとミアの兄妹であると偽ってブラウス厩舎で世話になる。その後ガビがニコロにワインボトルで殴られた際、彼女を庇った事でワインに含まれていたジークの脊髄液を摂取してしまう。そしてナイルらと共にシガンシナ区に幽閉されるが、マーレ軍の総攻撃後に解放される。コルトやガビと再会し、ガビに想いを伝えた。「叫び」を阻止するためジークの元へと向かうも叶わずに巨人化してしまい、ジークの命令で「鎧の巨人」のうなじに噛み付きライナーを捕食しようとしていたが、身代わりとなったポルコを捕食し人間に戻った。
継承した「顎の巨人」には、ファルコがジークの脊髄液を摂取したからか少し「獣の巨人」の特徴が発現しており、後に飛行能力も獲得した。その能力を活かし、ミカサやアルミンらと共に地鳴らしを止める際には大きな戦力となった。
原作の最終回ではリヴァイ、ガビ、オニャンコポンと共に行動している。アニメではガビと共に地鳴らしで破壊された森林の再興をしていた。
コルト・グライス (Colt Grice)
声 - 松風雅也
戦士候補生のリーダー格でファルコの兄。「獣の巨人」の継承が内定している。
弟想いで真面目な落ち着いた性格だが酒癖は悪い。ジークを尊敬しているが、同時に自分ではジークの代わりは務まらないということに引け目を感じている。
マーレ軍のパラディ島総攻撃の際は、ガビと共にファルコを救出する。ファルコがジークの脊髄液を摂取してしまっていることを知ると「叫び」を阻止するためにジークの元へと向かうが叶わず、ファルコの巨人化の爆風に巻き込まれて死亡する。最期まで弟のことを想い、捨て身ながら巨人化するファルコを抱きしめていた。
ウド (Udo)
声 - 村瀬歩
戦士候補生の少年。眼鏡をかけて一見知的そうに見えるがそれとは裏腹に感情が高ぶりやすく、何かと暴力的になりやすい。マーレ国外の収容所で暮らしていた経験があり、他国の言語を理解できる。
エレン巨人体の出現で瓦礫に潰されたゾフィアを助けようとするが、逃げようと殺到してきた祭事の出席者たちの波に飲まれ、全身を踏みつけられて死亡する。
ゾフィア (Sofia)
声 - 川島悠美
戦士候補生の少女。感情表現が乏しく冷静だが話の脈絡にないことを言い始めることがある。ガビからは自己演出であると思われていたが、自身はこれが素だと言っている。
パラディ島への宣戦布告の際に出現したエレン巨人体が飛ばした瓦礫が直撃し死亡する。

### 戦士隊
テオ・マガト (Theo Magath)
声 - 斉藤次郎
戦士隊の隊長→マーレ軍元帥。マーレ人。ジーク以下マーレの戦士たちを束ねる。
多数の応募者の中からジーク、マルセル、ピーク、ライナー、ベルトルト、アニ、ポルコを戦士候補生として選抜。威圧的な態度で戦士たちに接するが差別意識は薄く、優秀ならば使える部下として認めている。また、一見無謀に思えたガビの作戦を認可し、そのためにエルディア人の腕章を外すことを許可するなど柔軟な思考ができる（ガビの作戦が成功した際には、驚きを隠せないでいた）。また優秀な戦士隊とはいえ、始祖奪還作戦を子供に託した上層部の正気を疑っていた。
巨人の力の限界と、軍国主義の暴走でマーレが自壊することを憂いており、マーレ人の徴兵制の復活を働きかけている。
エレンの奇襲で軍上層部が全滅したため、臨時の元帥を代行し、パラディ島のエルディア軍と交戦する。戦後、ライナーのパラディ島を奇襲する案を採用し、人材不足のため元帥でありながら「車力の巨人」に装着された対巨人砲の砲手を担う。
地鳴らし発動後はパラディ島にとり残され、マーレ軍の巨人を率いてハンジらと共闘しエレンを追う。ハンジたちの輸送船を逃がすため、港に残った軍艦をキースとともに自爆させて散った。その直前に、内心では戦士候補生の子供たちの幸福な生活を願っていた。
コスロ (Koslow)
声 - 奈良徹
戦士隊の兵士。マーレ人。
スラバ要塞攻略戦では右腕を負傷し、その際「何でエルディア人じゃなくマーレ人の自分が負傷しているんだ」と愚痴を零していた。帰還後、心的外傷を負った身寄りのないエルディア人負傷兵たちを病院に連行する。負傷兵たちを驚かせ、彼らの怯える様子を見て笑っていた。
レベリオ区襲撃では負傷したピークを避難させ彼女に付き添っていたが、その後の消息は不明。
アニメ版では大幅に出番が増え、マガトの副官的な位置で行動を共にしていた。シガンシナ区への奇襲の際、壁の上でアルミンの攻撃から「車力の巨人」を守るため飛び出したところ、ミカサに襲われて首を切り裂かれた。

### タイバー家
ヴィリー・タイバー (Willy Tybur)
声 - 井上和彦
エルディア帝国の元貴族家にして「戦鎚の巨人」を管理するタイバー家の現当主。
本来は「戦鎚の巨人」を継承する立場であったが、タイバー家の務めを果たすことを優先したため彼の妹が継承した。その経緯から妹に対して罪悪感を抱いている。
エルディア人であるが、生まれながらに名誉マーレ人の称号を持つ。収容区の外にある広大な敷地に豪邸を構え優雅に暮らしているとされている。腕章着用の義務も課されていない。裏からマーレを支配できるだけの権限を持っているが、先代当主までは政治や戦争に不干渉の立場を貫き、マーレ人の民意に委ねていた。マーレが軍国主義の道を歩んだことに現当主としての責任を感じている。国の内外問わず人気が高く、各国の首脳に対しても幅広い人脈を持つ。
レベリオ収容区での演説でパラディ島への宣戦布告を宣言した瞬間、突如出現したエレン巨人体の襲撃で捕食され死亡した。
ラーラ・タイバー (Lala Tybur)
声 - 能登麻美子
ヴィリーの妹で「戦鎚の巨人」の継承者。メイド服を着た女性。
本来は兄・ヴィリーが継承するはずだった「戦鎚の巨人」を、タイバー家の務めを果たすことを優先した彼に代わって継承する。その経緯からヴィリーに罪悪感を抱かれているが、彼がタイバー家の務めを果たす姿を見届ける。
ヴィリーが巨人化したエレンに捕食された後、「タイバーの務め、大変ご立派でした。」と告げて自らも巨人化し、エレンと交戦する。当初は「戦鎚の巨人」が持つ硬質化を応用した武器生成能力でエレンを圧倒するが、地中に埋まった本体が弱点であることを見抜かれて敗北。最後は「顎の巨人」の咬合力を利用したエレンに身を守る水晶体ごと砕かれて捕食された。
天と地の戦いでは「歴代の九つの巨人」の一人として、「戦鎚の巨人」の姿で登場。「終尾の巨人」と化したエレンの爆破を試みた「車力の巨人」を三叉槍を用いて阻むが、「車力の巨人」の持続力に敗れた。
ヴィリーの家族
男女の老人2人（ヴィリーとの関係性は不明）、妻、長女フィーネ（声 - 永井真里子）ら3男2女（声 - 根本京里、角倉英里子、山根綺）。キャラクター名鑑ではフィーネ以外の子供の名前は「息子・アロイス、ブルーノ、リコ」と記載されており、もう1人の女児についてはその存在を含め触れられていない。原作ではフィーネ以外の子供は全員黒髪だが、アニメでは男児1人が金髪。アニメではヴィリーと妻子の最後の別れとなるオリジナルシーンが描かれた。

### マーレの戦士の家族関係者
アニの父親
声 - 石塚運昇→石井康嗣（Final Season）
体格のいい中年男性。
格闘技の達人であり、娘のアニには熱心に教えていた。アニからは「現実離れした理想に酔いしれていた」と語られるなど親子の間には幾許かの温度差も生じていたようである。のちに自分が間違っていたことを深く悔いながら娘の今後を憂い、必ず自分のもとに帰ってくることを求めながらアニを送り出す。
マーレ編では授けられた名誉のもと祭事に出席。4年前の奪還作戦帰還の出迎え以来となるカリナと再会し、彼女にアニの死をほのめかされるが、娘の生存を信じその帰りを待ち続けている。
実はアニとは血縁関係のない養父子。マーレ国外から移住してきたエルディア人であり、孤児だったアニを引き取るとマーレの戦士にするべく鍛え上げた。
カリナ・ブラウン (Karina Braun)
声 - 湯屋敦子
ライナーの母親。
マーレ人男性との間にライナーを産んだために共に暮らすことが出来ず、ライナーと二人で暮らしていた。息子のライナーがマーレの戦士に選ばれた際には涙を流して喜んだが、本心では身ごもっている自分を捨てたマーレ人の男を恨んでおり、その復讐のために息子がマーレの戦士になることを望んでいた。のちに「息子をずっと復讐の道具にしていた」と深く後悔する。巨人化が解けた後、ライナーと再会し今までのことを謝罪した。
ライナーの父親
声 - 楠見尚己
マーレ人。とある兵舎で働いていたカリナと関係を持ち、ライナーを誕生させてしまう。
ライナーが「鎧の巨人」を継承した後のパレードに姿を現し、その後対面するが、すでに収容区の外で別の家庭を築いており、カリナが復讐のためにライナーを「マーレの戦士」に仕立て上げたと、我が子であるライナーを激しく拒絶した。
イェーガー夫婦
声 - 荻野晴朗（父）、櫻井智（母）
グリシャとフェイの両親。ジークとエレンの父方の祖父母にあたる。
父親は収容区内で診療所を営んでいる。フェイの死後、マーレ当局の言いつけどおりにエルディア人を卑下する歴史をグリシャに教え、グリシャからは激しい嫌悪感を向けられた。
母親は子たちに壁の外に出ないように強く言いつけていたが、グリシャがそれを破ったためにフェイを失い、悲しみに暮れていた。
ジークがグリシャとダイナを告発した際には連行されるグリシャを見送っている。
マーレと中東連合の戦争終結時も存命であり、レベリオ収容区に帰還したジークを迎えた。父親は収容区の病院でエレンと出会い、素性を知らないまま会話をする。しかし、実は家族を喪った経験から精神を病んでおり、エレンから家族について尋ねられた際に取り乱し、医師らに連れて行かれた。
その後の生死は不明だったが、アニメではジークの裏切りで捕らえられて収監されてしまったが、地鳴らしでは収監された部屋が施錠されたまま関係者全員が逃げたため取り残されてしまう。必死に外に呼び掛ける父親だったが、地響きが聞こえたことで母親は「私達が裁かれる日が来た」と悟った。
フェイ・イェーガー (Faye Yeager)
声 - 三浦千幸
グリシャの妹。ジークとエレンの父方の叔母にあたる。8歳時に、グリシャと二人で外出した際に目撃した飛行船を追って収容区外に出るが、そこでマーレ当局のクルーガーとグロスに遭遇し、グリシャが二人分の制裁をクルーガーから受けている間にグロスに連れ出された。その翌日、川辺で遺体となって発見された。
その後、エルディア復権派のグライスがグリシャに真相を明かし、実際はグロスの息子たちの飼い犬に襲われ、食い殺されていた。真実を知ったグリシャは以降復権派として活動することとなる。

### その他のマーレ関係者
エレン・クルーガー (Eren Kruger)
声 - 松本保典
マーレ治安当局の役人。
グロスと共に飛行船発着場近くの河原でサボっていたところ、飛行船を見るために壁の外に無許可で出た幼いグリシャとフェイを発見し、グリシャに制裁を加えるも直ぐに帰ろうとするグリシャを呼び止めて飛行船を見させている。その後もグロスと共に度々登場し、グリシャら復権派の存在がマーレに露見した際には彼らを拘束してパラディ島に連行した。
その正体はマーレ政府に潜伏していた復権派の内通者「フクロウ」であり、「進撃の巨人」を宿すユミルの民。大陸に留まった王家の残党は革命軍となり、父親はその一員で彼らが家族と共に焼殺される中で生き延びた。以降、マーレへの復讐とエルディアの復権を誓っている。復権派に武器や資金・情報を提供していた一方で、目的のためなら手段を選ばず、自身の正体を露見させないために多くの同胞に拷問を加えては楽園送りにしていた。
楽園送りの際にグロスを裏切り、巨人化して他の役人たちも抹殺する。そして自らの正体と「ユミルの呪い」で自らの死期が近いことをグリシャに明かし、彼に「進撃の巨人」の力を継承させた。死の直前に「ミカサやアルミン…」とこの時代には存在しない未来の人物の名を口走っている。
天と地の戦いでは「歴代の九つの巨人」の一人として、「進撃の巨人」の姿で登場。当初はエレンの傀儡と化してアルミンたちと敵対するが、座標に辿り着いたアルミンの説得を受けたジークの想いに呼応し、始祖討伐に協力した。
グロス (Gross)
声 - 塾一久
マーレ治安当局の役人。階級は曹長。
自身やその息子には甘い一方でエルディア人に対しては冷酷であり、エルディア人が巨人や犬に食われる様を見て楽しむ歪んだ性格の持ち主。
クルーガーと共に飛行船発着場近くの河原でグリシャとフェイを発見した際、フェイを彼女の家まで連れ帰ると見せかけて息子たちの飼い犬に襲わせて殺害し、それを隠蔽する。
それから数年後、復権派をパラディ島に連行しその多くを巨人化させる。その際に再会したグリシャからの糾弾を一蹴し、巨人に食わせようとするが、裏切ったクルーガーに壁から落とされてしまい、覗き込む巨人に体の右半分を喰われて死亡した。
グライス (Grice)
声 - 鈴木達央
「エルディア復権派」の青年。
グリシャの診療所に患者と偽って訪れ、妹の死の真相を条件に彼を復権派に勧誘する。
グリシャや仲間たちとともにマーレ打倒と、エルディア復活に燃えるがジークの密告で拘束され楽園送りとなる。グリシャと対面した際、ジークを育てたグリシャとダイナを激しく非難した後、グロスに巨人たちの引き付け役として敢えて人間の姿のままで壁から落とされ、巨人化した仲間たちに襲われて死亡した。
マーレ編で登場するファルコとコルト兄弟の叔父にあたり、コルトが「獣の巨人」の継承権を得たことで一族の身の安全が保障されたことがグリシャの父から語られている。
へーロス (Helos)
100年前に人間でありながら「大地の悪魔」を打ち破り、世界を救った英雄とされる人物。
マーレ国内には銅像が展示されており、ヴィリー・タイバーも褒め称えている。実際はカール・フリッツに協力して英雄に祭り上げられただけに過ぎないことがヴィリーの口から語られる。
カルヴィ (Calvi)
声 - 水内清光
マーレ軍の元帥。
巨人の力が通用しなくなり、他国に遅れを取るマーレの現状を憂いている。親を売って忠誠を示したジークには大きな信頼を寄せている。ヴィリーの祭事に出席していたが、エレンの襲撃によりマーレ軍幹部と共に死亡した。
カルロ (Carlo)
声 - 田中啓太郎
「車力の巨人」の武装を担当するパンツァー隊の一員である眼鏡をかけた男性。
マーレ遠征作戦では「車力の巨人」の砲塔に乗って戦うが、サシャの銃撃を受けて戦死した。共に乗っていた他の隊員たち（声 - 藤原貴弘・城岡祐介・田邊幸輔・福西勝也）も、直後に雷槍の連続攻撃を受け全滅した。
アニメ版では自身の砲台内にピークとパンツァー隊で撮った写真が複数貼られていた。また、カルロ以外の隊員の砲台内にも写真が貼られていた。
ニコロ (Niccolo)
声 - 花輪英司
マーレ兵。捕虜から料理人になる。
851年の第一次調査船団の一員。先遣隊としてパラディ島に上陸するが、ハンジ・リヴァイらに捕らえられ捕虜になる。調査兵団と反マーレ派義勇兵が共闘し始めたころに、104期の調査兵団にマーレ料理を振る舞い、サシャらに絶賛されたことをきっかけにエルディア人と和解した。
854年にはパラディ島で就労許可を得てレストランで働き、安定した立場を得るようになっていた。サシャに対しては、彼女が無心に料理を食べ、喜ぶ姿が自身を戦争から救ってくれた「大事な人」と表現し、カヤからも二人は恋人同士だと認知されるほどの仲となっていた。
サシャの葬儀に出席した折、彼女に食べさせるはずだった料理を振舞わせてほしいと、レストランにブラウス一家を招待するが、食事の席を抜け出したガビから、サシャを殺害した事実を誇らしげに聞かされて激昂、ワインボトルで殴り掛かる。さらにガビを庇って負傷し、昏倒したファルコを人質にとると、アルトゥル（サシャの父親）に包丁を渡し、ガビを殺すように促した。しかし、逆に他ならぬアルトゥルと彼の妻リサから説得を受けて我に返り、ハンジたちにワインにジークの脊髄液が混入している可能性があることを打ち明けた。
104期と親しい仲だったため、イェーガー派・反マーレ派義勇兵に信用されておらず、（本人は感付いていたが）ワインの真相は聞かされていなかった。クーデター後は調査兵団とともに拘束され、解放されるとブラウス一家と行動をともにして巨人から避難した。
天と地の戦い終結後、軍備増強を推し進めるイェーガー派の演説とそれに熱狂する群衆に対し、ブラウス一家とともに悲しげな表情を浮かべる姿が描かれている。
グリーズ (Gridr)
声 - 宮本淳
捕虜となったマーレ兵で、ニコロと同じレストランで働く男性。
イェーガー派と繋がっており、ミカサたちがレストランに来たことを密告した。エルディア人には差別的な考えを持っており、サシャを罵ったことでニコロと口論となるが、直後にイェレナに射殺された。アニメ版ではニコロがエルディア人に懐柔されたことも加えて涙ながらにサシャを侮辱するなど、単に差別的な考えを持つ悪人としては描かれていない。
ミュラー
声 - 青山穣
スラトア要塞で飛行船を指揮する。

### 反マーレ派義勇兵
イェレナ (Yelena)
声 - 斎賀みつき
反マーレ派義勇兵のリーダーで、長身の女性兵士。マーレに滅ぼされた国出身でジークを神と称える信奉者。のちにマガトとピークの調査でマーレに滅ぼされた国の出身者というのは虚偽であったことが判明する。彼女自身は一般的なマーレ人で、このことはオニャンコポンはおろか、ジークすら知らなかった。目的のためなら寝食を共にした同僚や仲間を容赦なく殺す過激かつ冷酷な性格。
854年のマーレ遠征作戦の際に顎ひげをつけた変装でピークとポルコを誘導して落とし穴に嵌めた。851年の第一次パラディ島調査船団の一員としてパラディ島を訪れた際にマーレ軍上官を射殺して調査兵団に投降、調査兵団に協力し以降のパラディ島調査を阻止した。パラディ島の近代化に寄与し、鉄道技術・港湾整備・友好国のヒィズル国を招いて外交を始めるなど、パラディ島の政府の中枢まで影響する立場になるが、その裏でエレン・フロックらを焚きつけてイェーガー派を結成させクーデターを企て、パラディ島の幹部・憲兵にジークの脊髄液ワインを盛った。
ジークに対する人質として、他の義勇兵とともにピクシス司令に軟禁されるが、クーデター後はイェーガー派とともに、逆にエルディア軍幹部・憲兵らを拘束した。
地鳴らし発動後は「安楽死計画」の首謀者としてイェーガー派に処刑されそうになるが、「車力の巨人」に救われた。エレンの目的地を知る者としてハンジらに連れ回され、マガトの拷問にも口を割らなかったが、湾岸都市オディハでエレンの目的地「スラトア要塞」を自白した。ヒィズルの者たちと共に船に乗っていたがファルコの巨人化に耐えられず船が沈没し、キヨミらと共に救命ボートで漂流したのを最後に登場しておらず、その後の消息は不明。
アニメ版のエピローグでは天と地の戦いの3年後も生存しており、リヴァイ、オニャンコポンらと共に難民の人々を支援している様子が描かれた。
オニャンコポン (Onyankopon)
声 - 樋渡宏嗣
黒人の兵士。航空船舶の操縦に長けている。
854年のマーレ遠征作戦の際には飛行船の操舵手を務め、調査兵団の脱出に一役買った。851年にイェレナと共にマーレ兵を制圧して調査兵団に投降し、パラディ島に港を作ることを提案した。
マーレ軍のシガンシナ区奇襲が始まると、拘束されていた104期の調査兵団に、イェレナの本当の目的は知らされていなかったことを告白して和解、イェーガー派に拘束されていた全兵士を解放した。
地鳴らし発動後、イェーガー派への服従を拒み処刑寸前のところを「車力の巨人」にイェレナとともに救われた。出身の国を地鳴らしから救うため、エレンの討伐に協力し、輸送船の出港に尽力、切り札となる飛行艇を操縦して「始祖の巨人」に討伐隊を送った。
ジークを支持する反マーレ派義勇兵だが、ジークとイェレナが企んだ「安楽死計画」はエルディアの発展と未来を心から望んでいたため拒絶している。イェレナのことは同志として疑わず、マガトがイェレナの正体＝マーレ人であることを明かした際はコニーと共に驚愕した。調査兵団の主要メンバーと親しい関係で、団長のハンジと行動を共にすることが多く彼女の死には涙を流した。スラトア要塞に飛空艇でアルミンを含めた7名と爆薬を輸送し不時着、負傷していたところを地鳴らしから逃げてきたレベリオ収容区民に介抱される。その後はマーレ大陸でガビやファルコ、リヴァイらと行動を共にしている。
アニメ版のエピローグでは天と地の戦いから3年後、リヴァイやイェレナらと共に難民達を支援している様子が描かれた。

## 諸外国の人物
キヨミ・アズマビト (Kiyomi Azumabito)
声 - 吉沢希梨
東洋に位置するヒィズル国の外交特使の貴婦人。同国で多大な影響力を持つアズマビト家の当主で財閥のオーナー。純血の東洋人であるミカサの母親と顔立ちが似ている。
祭事の前夜祭では和服に似た衣装を着用し、給仕で粗相をしたウドをエルディア人と知った上で庇った。祭事開始直前にヴィリーの控室を訪れて彼を労った後、足早に去りエレンの襲撃から逃れた。
852年にジークの仲介でパラディ島を訪れており、その際にミカサがおよそ100年前に同盟相手のフリッツ王家に招かれてパラディ島に滞在していたヒィズル国将軍家の末裔であり、アズマビト家も将軍家を祖とする同族であることを伝えた。協力的な一方で、島を訪れた目的は立体機動装置のガスに使われる「氷爆石」などの資源による莫大な利益を見越している。
854年のマーレ遠征作戦後に地鳴らし観測用の飛行艇を持ってパラディ島に訪れる。島内で起きたクーデターから港湾施設に避難していたが、地鳴らし発動後にフロックらイェーガー派にヒィズル国の技師とともに拘束される。ハンジらに救助されると、飛行艇の整備のため、マーレ湾岸都市オディハへ行くように提案し、オディハの格納庫で飛行艇を整備させ、エレン討伐隊の出発を見送った。
将軍家の末裔であるミカサには敬意を払い、アズマビト家の利害関係抜きで保護を申し出ている。
エピローグでは天と地の戦いから3年後、和平交渉のためにパラディ島へと向かうアルミンらをヒストリアと共に出迎える。
ラムジー (Ramsey)
声 - 遠藤さき
マーレに移住してきたマーレ敵対国の少年。スリの常習犯。
853年、調査兵団のマーレへの潜入調査時にサシャの財布を盗み、マーレ市民に捕まったところを調査兵団に救われる。その夜に再度マーレ市民に暴行を受けていたがエレンに救われる。ラムジーの親族は助けられたお礼として、住んでいる難民キャンプでエレンたち104期の調査兵団をもてなす。
スリを行っていた理由は粗末なテント生活からの脱却のためだったが、地鳴らしにより一緒に避難した親友のハリル（声 - 白石涼子）と共に死亡した。

## 巨人

### 九つの巨人
始祖の巨人（しそのきょじん）
フリッツ王家が保持する巨人の力で、全ての巨人の頂点に立つ存在。
歴代継承者の記憶による「世界の記憶」を記録している。代々王家の人間に継承されてきたが、845年に当時の継承者のフリーダがグリシャに捕食されたことで王家の手から離れ、現在はエレンに宿っている。
ユミルの民を対象とした「記憶改竄」「叫び」「身体構造操作」などの力を持ち、それら全ては王家の人間しか行使できないとされていた。例外として、王家以外の人間が継承した場合、その継承者が王家の巨人体に触れることで真価の発揮が可能となる。王家の人間が継承した場合は単独での真価の発揮が可能だが、初代レイス王の「不戦の契り」により現在では「記憶改竄」を除いて、真価の発揮を封じられている。
始祖の巨人の中には、奴隷時代の姿で王家の命令に従順なユミル・フリッツが約二千年間存在し続けている。
ユミル・フリッツ巨人体
ユミル・フリッツの巨人体。痩せた女性型で、超巨大な体躯を持ち、顔は骸骨のような形をしている。原初にして知性を持った当時唯一の巨人。
その力を手にしたユミルはエルディアの発展に貢献し、死後は魂を九つにわけ「九つの巨人」を生み出したと語られているが真偽は不明。ユミルは死後、少女の奴隷姿で空間を超越した「道」の交わる「座標」に留まり、巨人を作り続ける。

カール巨人体
カール・フリッツ（初代レイス王）の巨人体。痩せ型の巨人。
巨人継承以前からエルディアの非道に嘆いていたカールは継承後、可能な限りのエルディア人を引き連れパラディ島に移住したのち、三重の壁を築く。壁内移住後、ユミルの民の記憶を改竄し「壁外の人類は滅んだ」と思い込ませる。一方で、記憶を改竄できない他人種系エルディア人には貴族の地位を与えることで黙認させた。その後、「始祖の巨人」と「不戦の契り」を交わし、王家の継承者による真価発揮を封じる。
不戦の契り（ふせんのちぎり）
カールがパラディ島遷都後に「始祖の巨人」と交わした契約。
それは後世でエルディアが被害国からの罰を受け入れるために施された契約。この契約により、王家の人間は記憶の改竄を除く真価の発揮が封じられ、更には初代レイス王の「罪人」としての思想にとらわれ「自死の道」を選択するのみとなる。「道」では、王家の継承者もしくは「始祖の巨人」と接触した王家の巨人化能力者は契約の影響で自動的に鎖で繋がれる。しかし、これは王家の人間にのみ行使されるものであり、王家以外の人間が始祖の巨人を継承した場合、この契約の影響は皆無。
ウーリ巨人体
ロッド・レイスの弟ウーリ・レイスの巨人体。詳しい容姿は不明。
レイス家のしきたりに従い、先代継承者であった自身の父親から「力」と「記憶」を継承している。ケニーの襲撃を受けた際、彼を取り押さえるために一部分のみ巨人化した。始祖の持つ「記憶改竄」の使用は可能だったが、初代レイス王の思想にとらわれたためその他の真価は発揮できなかった。
フリーダ巨人体
ロッド・レイスの長女フリーダ・レイスの巨人体。均整の取れた体格をしており、「女型の巨人」と同じく女性型の巨人。
フリーダが15歳のころ、先代継承者である叔父のウーリから「力」と「記憶」を継承する。ロッドの話ではフリーダは無敵の力を持つといわれたが、経験や練度が足りずその真価を発揮することなく巨人化したグリシャに、「力」と「記憶」を奪われてしまう。
エレン巨人体 / 終尾の巨人（しゅうびのきょじん）
始祖ユミルを掌握したエレン・イェーガーの巨人体。ユミル・フリッツ巨人体と同様に、あらゆる巨人を凌駕する超巨大な体躯と、顔以外すべての皮膚が存在せず、巨大な背骨がアーチを描くように伸び、人体の骨をカラクリ人形のようにぶら下げ操っているかのような外観が特徴。巨大な背骨を節足動物のように動かして歩行する。
覚醒と共にパラディ島すべての硬質化を解除し、壁の巨人を解放・操作して地鳴らしを発動、パラディ島を除いた世界すべてを滅ぼすべく、進撃を開始する。
進撃の巨人（しんげきのきょじん）
大陸に残されながらもマーレの支配下から逃れた、いついかなる時代でも自由を求めて進み、自由のために戦ったとされる巨人。「九つの巨人」は過去の継承者の記憶を引き継ぐが、さらに未来の継承者の記憶を共有し、自分の未来を知る能力を持つ。
クルーガー巨人体
エレン・クルーガーの巨人体。体型と目元はエレン巨人体に近いが、口元は均整が取れており人間の容姿に近い。バックブリーカーのような技を得意としている。
継承から13年後、グリシャたちをパラディ島に連れてきたマーレの移送船を破壊し乗組員を抹殺した後、グリシャに力を託した。
グリシャ巨人体
グリシャ・イェーガーの巨人体。髪と髭を蓄えた男の容姿をしており、尖った耳とアンバランスに長い腕部、体格に比して横幅が広く筋骨隆々としたレスラーのような胴体が特徴。
レイス家襲撃時に継承者のフリーダを捕食し、「始祖の巨人」を奪取。その後、グリシャはエレンを巨人化させ自らを捕食させて、「進撃の巨人」と「始祖の巨人」をエレンに託した。
エレン巨人体
エレン・イェーガーの巨人体。15メートル級の巨人。「進撃の巨人」「始祖の巨人」「戦鎚の巨人」を宿している。
ウォール・マリア陥落直後、グリシャは自身が保有する「進撃の巨人」と「始祖の巨人」をエレンに継承させるため、エレンを巨人化させ自らを捕食させたが、その記憶はロッドとヒストリアにより解放されるまで封印されていた。グリシャを捕食したことで、レイス家が代々継承してきた「始祖の巨人」と「世界の記憶」を宿すことになる。
通常種とは違い、唇がなく、歯が剥き出しになって並んだ口腔や尖った耳を持つ顔つきに加え、筋肉質の引き締まった体つきをしている。怪力による肉弾戦など通常種より遥かに戦闘力は高いが、当初は硬質化などの特殊能力は持たなかった。のちにロッド・レイスが所持していた「ヨロイ」の薬を摂取したことによって鎧の巨人の硬質化の能力が発現し、応用として手に硬質化を集中させパンチの威力を大幅に上げる「硬質化パンチ！（ハンジ命名）」を編み出した。
その後グリシャの手記と継承したグリシャの記憶から「九つの巨人」の一つである「進撃の巨人」であることが判明した。
854年、レベリオ収容区で「戦鎚の巨人」の継承者を捕食し、能力を受け継いだ。
モデルとした体型は岡見勇信であり、パンチの挙動は西浦聡生のノーモーションパンチを何となくイメージしているという。
超大型巨人（ちょうおおがたきょじん）
マーレに奪われた「七つの巨人」の一つ。壁を超える60mもの巨体を持つ巨人。巨人化の際には周囲へ莫大な熱を放出するため、周辺は核爆発による攻撃を受けたかのように破壊される。巨人化した後も巨体によって圧倒的な破壊力による攻撃を行うことが可能なほか、筋繊維を消費することで立体機動装置のアンカーを吹き飛ばすほどの風圧を誇る超高熱の蒸気を意図的に噴出し続けることもできる。発現時に身体部位を自在に変化させることも可能で、壁の上で巨人化した際は、下半身を肋骨化させて壁に固定した。しかし、その巨体ゆえに持続力が「九つの巨人」の中でも短く消耗戦に弱い。超高熱の蒸気も筋繊維を消費させて噴出する特性上、多用すると最終的には骨格しか残らない。
またこれとは別にパラディ島の壁を構成する大量の超大型巨人も存在し、こちらは世界を滅亡へと導く地鳴らしも兼ねる。
ベルトルト巨人体
ベルトルト・フーバーの巨人体。壁内歴史の中で、巨人は最大でも約15メートル級を指していたが、突如現れた身長60メートル超級（実写映画版では120メートル）という規格外の体格を誇る巨人。皮膚はほとんど存在せず、筋肉が剥き出しになった人体模型を彷彿とさせる外見をしており、極端に小さな頭部や肩幅より広い胴体と両脚部という独特の体つきをしている。その破壊力からマーレ軍幹部に「破壊の神」と称された。
845年に突如現れウォール・マリアを破壊した壁内人類の敵そのもの。850年のウォール・マリア奪還作戦ではアルミンの捨て身の作戦で完敗。その後、瀕死のアルミンを救う形でリヴァイに巨人化されたアルミンがベルトルトを捕食した。出現時の破壊力は調整が利くのか、トロスト区の外門やウォール・ローゼ壁上に現れた際は周囲にさほど壊滅的な被害は与えていない。
超大型巨人のデザインは、絵を練習するためのウェブサイト「Pose Maniacs」で公開されている30秒ドローイング用の人体標本を参考にしている。
実写映画版では、クバルの巨人体であり、そのため壁外側の勢力ではなく、中央政府に所属する勢力である。
アルミン巨人体
アルミン・アルレルトの巨人体。ベルトルトの巨人体と比較するとやや細身で頭部も白い部分の面積が広く、骸骨を思わせる顔つきとなっている。ベルトルトと異なり、出現時の破壊力を器用に調整する事は出来ないとアルミン本人は認識している。
鎧の巨人（よろいのきょじん）
マーレに奪われた「七つの巨人」の一つ。硬質化による鎧状の皮膚で常時全身を覆った巨人。硬質化に特化した能力を持ち、全身の皮膚を常時装甲状に硬質化させて非常に高い防御力を有する。硬質化は部分的に集中や解除することも可能だが、関節部分など人体の可動域や構造上、硬質化できない部分も存在するほか、拳部や脛部を集中して部分硬質化させた他の巨人の打撃や雷槍、対巨人砲等あまりにも強力な攻撃によっては装甲ごと貫かれてしまうことがある。
ライナー巨人体
声 - 松田修平（Season3以降）
ライナー・ブラウンの巨人体。体格的には15メートル級巨人と同程度だが、筋肉質で背中が広いボリュームのある体型。本体であるライナーの格闘技術も相まって極めて高い戦闘力を有する。
ウォール・マリア奪還作戦での戦いでは馬を攻撃して調査兵団の退路を断とうとするがエレン巨人体の出現により目標を切り替え、エレンと交戦。最終的には調査兵団の新兵器である雷槍により無力化され、敗北した。マーレ帰還後はスラバ要塞攻略に参加していたが、中東連合国の対巨人砲徹甲弾が鎧の巨人の身体を容易に貫通するほどの威力を見せたことで、マーレに巨人の力の限界を痛感させた。
モデルとした体型は、胸筋を少なくしたブロック・レスナー。
女型の巨人（めがたのきょじん）
マーレに奪われた「七つの巨人」の一つ。女性の姿をした巨人。機動力・持続力を兼ね備えることに加え、硬質化と云った能力が発現しやすいという高い汎用性が特徴。また叫ぶことによって狭い範囲で「無垢の巨人」を呼び集める固有能力を持つ。
アニ巨人体
アニ・レオンハートの巨人体。体格は14メートル級で、女性のような細身でしなやかな体格を持つ。拳部・脛部といった「部分硬質化」の戦闘を得意とする。また、自身の判断力と格闘能力を駆使することで、非常に高い戦闘力を保持している。
トロスト区防衛戦で捕獲した巨人の殺害事件から、襲撃を予期していたエルヴィンの計略によって対特定目標拘束兵器で生け捕られた窮地では、呼び寄せた多数の巨人に自らの肉体を食わせることで拘束を解き、その巨体から発生した大量の水蒸気に紛れて脱出。その後、再び巨人化してエレンたちを猛追する。足止め役として残った旧リヴァイ班を壊滅させた後、エレン巨人体との戦闘に勝利し、エレン本体の奪取に成功する。しかし逃走中にリヴァイとミカサによって捕獲したエレンを奪われた。
公務地のストヘス区に戻った際に、正体を見破ったアルミンからの追及をかわしきれず、巨人化して調査兵団の包囲網を突破。巨人化前のエレン拉致にも失敗して逃走を図るも、エレン巨人体とミカサの連携によって阻まれ敗北。その際アニが自らの身体を硬質化による水晶体で覆い情報を黙秘する形となり、その状態のまま兵団本部の管理下に置かれる。
その4年後、地鳴らし発動に伴い強制的に硬質化が解け、以降は地鳴らしを阻止するためにイェーガー派やエレンと対峙する。
獣の巨人（けもののきょじん）
マーレに奪われた「七つの巨人」の一つ。獣・動物のような外観の巨人。継承者の特性により姿・能力が異なる。ジーク・クサヴァー（アニメのみ）は巨人継承前に自身の巨人体と似た人形を所持していたが、関連性は不明。
ジーク巨人体
ジーク・イェーガーの巨人体。17メートルを超える一般的な巨人よりもやや大きい体躯、猿類に近い顔、爪先まで届く長い両腕、全身を覆う茶色の獣のような体毛を持つ。完璧な人語を話すことができるため人間との会話が可能。戦闘では長い両腕を用いた遠投を得意としており、遠く離れた標的に巨大な瓦礫や岩石を正確に命中させることのできる高い投擲技術を持つ。
ジークの脊髄液を注射されたエルディア人は即時巨人化せず、彼の雄叫びを合図に任意で巨人化させることができ、ジークの命令によって行動をコントロールでき、夜間でも行動させることができる。これは「獣の巨人」の能力ではなく、フリッツ王家の末裔であるジーク特有のもの。
始祖奪還作戦時にはマーレの命令でピークと共に大陸に残ったが、850年に壁内に赴く。ライナー、ベルトルトと共に崩壊したシガンシナ区でエレンらが来るのを待ち受けていた際にライナーたちと行動方針について、「座標」の奪取を優先するか、アニを救出するかで揉めたらしく、「鎧の巨人」と化したライナーと決闘を演じて打ち負かしている。
ウォール・マリア奪還のため調査兵団がシガンシナ区に到達した時、内門の外側に巨人の檻を作りあげ、さらに巨石を投げ込むことで内門を封鎖。シガンシナ区の外側にいた兵士と馬を孤立させ、投石攻撃で追い詰める。その後、突撃したエルヴィンと新兵らを砕いた巨石の投擲により全滅させるが、その隙に接近したリヴァイにより自身の反応速度を上回るスピードで体を削られ、本体を引きずり出されて消滅した。
マーレ帰還後は中東連合との戦争に参加しており、スラバ要塞直下の軍港を要塞内に備蓄されていた無数の砲弾の投擲により壊滅させたものの、敵戦艦の艦砲射撃と相打ち寸前になる失態を演じた。
容姿のモデルはリッチ・フランクリンとフォレスト・グリフィン。
クサヴァー巨人体
トム・クサヴァーの巨人体。羊の巨人。生前のクサヴァーは「あまり戦争の役には立たない」と語っていたが、天と地の戦いでは頭突きや肘打ちを繰り出し「歴代の九つの巨人」を撃破していた。
顎の巨人（あぎとのきょじん）
マーレに奪われた「七つの巨人」の一つ。強力な顎と爪を持つ巨人。「九つの巨人」の中では最小の体格で、小ぶりゆえの高い機動力を持ち、強靭な顎と爪で硬質化を含めあらゆるものを砕くことができる。
マルセル巨人体
マルセル・ガリアードの巨人体。髪が黒い点以外は後述のポルコ巨人体と酷似した外見。
ユミル巨人体
ユミルの巨人体。巨人の身体を噛みちぎるほどの鋭く尖った鋸状の歯が特徴的。体型もユミル本人とは異なっており、頭部の大きさに比べて胴から下がやや矮小なずんぐりとした体格をしており、その体格のせいで二足歩行が困難なためか、平地では手足を使って四足歩行をする。巨人化能力の練度はエレンよりも上である模様で、片言だが巨人化状態でも言葉を話したり、うなじの部分から本体を露出させて人間形態同様に会話したりすることが可能。同じく巨人化能力者であるライナーとベルトルトは、ユミルが巨人化するまで正体を知らず、彼女の巨人体が過去に自分たちを襲ってマルセルを食った巨人と同じとわかり激しく動揺していた。
他の巨人体のように巨人を真正面から粉砕する力はないが、高所を俊敏な動作で飛び回ったりと立体的な機動力に優れ、巨大樹の森のような障害物の多い環境下で真価を発揮する。
ポルコ巨人体
ポルコ・ガリアードの巨人体。体高5メートル級程度と小柄な体格に、長いたてがみと髭、鋭く巨大な牙と爪を持つ肉食動物のような巨人。金属のように無機質な外見の顔面と爪が特徴。
パワーには欠けるが、その牙と爪は巨人の硬質化部位を凌ぐ強度を備えており、他の巨人では歯が立たないアニの水晶体のような高硬度の物体でさえ切り裂き噛み砕くことが可能。その攻撃力と素早さから、先陣を切っての強襲戦に適している。
ポルコの資質・戦闘経験のためか、その素早さは前継承者であるユミルの巨人体を大きく上回る。
ファルコ巨人体
ファルコ・グライスの巨人体。継承前の巨人体がジークの脊髄液によって獲得したものであることから「獣の巨人」の特性が一部発現しており、その影響で顔周りの牙は嘴状、手足の爪は猛禽類に似た形状と、鳥に似た外見と化している。
車力の巨人（しゃりきのきょじん）
マーレに奪われた「七つの巨人」の一つ。四足歩行型の巨人。数ヶ月単位に渡る長期間、巨人化状態を維持することができる並外れた持続力を持つ。その代わりなのか再生能力が低く、本体に外傷を受けると回復に時間を要するウィークポイントがある。
ピーク巨人体
ピーク・フィンガーの巨人体。馬や犬のように長いくちさきと、四足歩行が特徴。車力の巨人特有の持続力に特化しており、これにより任務に合わせた外付け兵装が可能で、補給物資を背負っての運搬や、四連装の水冷式重機関銃ユニットを背負っての移動砲台といった多彩な支援役を担う。また四足歩行による高い機動性を活かして、斥候として敵地潜入や兵員輸送の任を負うこともある。
獣の巨人同様言葉を話すことができる。マーレでは兵装担当のパンツァー隊と連携し、ピークの優れた判断力で適した装備に換装し行動する。
前述のように登場後に正体の設定が変更されたため、シガンシナ区戦とマーレ編以降では顔が異なる。アニメ版では初登場に遡って修正されている。
戦鎚の巨人（せんついのきょじん）
マーレに奪われた「七つの巨人」の一つ。厳密にはタイバー家の管理下にある。硬質化の生成・操作に特化した能力を持ち、本体を巨人体のうなじから分離し、細長い肉のコードで接続して遠隔操作することが可能。さらに硬質化を任意の形状で追加生成することによって、呼び名の由来となった身長の2倍～数倍ほどあるスレッジハンマー状の「鎚」をはじめとした、弩、剣、鞭といった手持ち武器や足場からの巨大な槍や棘を発生させ、変幻自在の戦闘を行う。ただし、その能力の特性ゆえに消耗が激しいという欠点も持つ。
ラーラ巨人体
ラーラ・タイバーの巨人体。均整のとれた筋肉質の容姿に、顔と全身を硬質化で覆った外見が特徴で、覆面状に顔面を覆う皮膚の格子状の隙間からは目と口を覗かせている。
854年にレベリオ収容区でエレンと交戦するが、能力と弱点を見破られ、分離した本体である水晶体を顎の力を使用したエレンに砕かれ捕食された。

### 無垢の巨人
無知性巨人の総称。ユミルの民が巨人の脊髄液を注射、もしくは経口摂取すると雷・爆風と共に巨人化する。この状態で「九つの巨人」の継承者を捕食すると、人間の姿に戻りその力を継承する。荒木哲郎、梶裕貴、石川由依、Creepy Nutsなど実在の人物をモデルとしたものも登場している。
ダイナ巨人体
シガンシナ区の壁が破壊されたときに侵入してきた巨人のうちの一体。常に不気味な笑みを浮かべている。エレンの目の前でカルラを殺害・捕食し、エレンに巨人への激しい憎しみと復讐心を持たせる原因となった。
エレン奪還作戦の時にエレンとミカサの前に再び現れ、仇討ちに燃えるハンネスを無惨に食い殺すが、エレンが発動した「座標」の力で操られた周囲の巨人たちに食われ死亡した。「超大型巨人」を除き最初にはっきりと顔が確認できている巨人でもある。
グリシャの手記、グリシャの記憶を受け継いだエレンの記憶から、グリシャの前妻にして大陸に留まったフリッツ王家の末裔であるダイナが楽園送りで巨人化した姿であることが判明する。
マーレ編のライナーの回想でも登場し、845年のシガンシナ区侵攻では最初にシガンシナ区へ侵入する。超大型巨人として門を蹴り破った直後、人間体に戻ったばかりで動きの取れないベルトルトの目前に現れてベルトルトを恐怖に陥れるが、一瞥をくれるもなぜか無視してシガンシナ区へ入っていった。これは、「始祖の巨人」の「過去から未来にわたる記憶」を承継したエレンが、「自らの知る歴史」を維持するために「座標」の力で介入し行動を操ったことがのちに判明する。
覗き込む巨人
トロスト区の壁が破壊されたときに侵入してきた巨人のうちの一体。黒目部分に光の反射が描かれるほど大きい目が特徴。その名の通り、人間に襲い掛かる前に顔を覗き込むような動作を取る描写がよく見られた。
トロスト区防衛戦でミーナを捕食後、他の巨人と共に本部に群がって兵士らの補給を滞らせる原因となっていた。アルミンの策で背後を晒したところをサシャが攻撃するも仕留め損ね、援護に入ったミカサの追撃でうなじを切られ死亡した。
後に、グリシャの記憶を受け継いだエレンの記憶から、楽園送りで巨人化させられたエルディア復権派メンバーの一人であったことが判明する。
グリシャの記憶の回想では、グロスによってグリシャを多少抵抗させて食わせる（グロスの性癖から）ために最後に3～4m級のサイズに巨人化させられたが、皮肉にもクルーガーに裏切られたグロス本人を捕食して死に至らしめた。
ソニーとビーン
声 - 大隈健太（ソニー）
トロスト区防衛戦で調査兵団が捕獲した2体の巨人。ハンジに名付けられた4メートル級がソニー、7メートル級がビーン。巨人の身体構造や個体差の解明のため、厳重な拘束下でハンジが研究する被験体として扱われるが、アニとライナーによって二体とも殺害され、情報収集は不十分なまま終わってしまった（調査兵団は共犯を特定できていない）。
実験の結果判明した双方の特徴としては、ソニーは内向的で痛みに鈍く、日光が遮断されると1時間ほどで活動が停止したのに対し、ビーンはソニーと比較すると痛みに過敏で日光を遮断されても3時間活動を続けた。
アニメ版ではハンジにより、かつて多くの人間を殺して食べた盗賊集団の頭目の1人の名前が由来として語られている（伝説上の人物であるソニー・ビーンを参照）。これ以前に捕獲した巨人被験体（誤って殺害してしまった）の名前は「アルベルト」「チカチローニ」だったとも語られている。
コニーの母の巨人体
ラガコ村でコニーの生家に横たわっていた巨人。手足が極端に細く自力では起き上がれない。にも拘わらず、なぜかラガコ村にいた。また、引き上げる際のコニーに向かって、「オアエリ（お帰り）」と言葉を発した。
残されていた肖像画から調査兵団によってコニーの母親と断定され、マーレ編でのジークの発言により、マーレ軍にジークの脊髄液を含んだガスを散布されたことによって他の村人たちとともに巨人化したことが判明。しかし、元から足が不自由だったため不完全な肉体になってその場から動けなかったものと思われる。
なお、その他の村人の巨人に関しては人間を捕食するだけの巨人と大差なかったが、獣の巨人の命令に従う、月の光があれば夜間でも活動できる、といった通常の巨人にはない特徴が見られた。中には他の巨人を押し倒し、耳を引き千切るといった行動を見せるものもいた。
イルゼが遭遇した巨人
森に逃げ込んだイルゼが遭遇した巨人。接触してもイルゼを襲わず、「ユミルさま」「よくぞ」といった言葉を発し、ひれ伏して恭順の姿勢を示す。イルゼの問いにはすべて沈黙で答えたが、自らの存在を罵倒されたところ突如興奮し、目の周りの肉を引きちぎる自傷行為におよんだ挙句イルゼを捕食した。この記録はイルゼのノートに詳細に記されている。
OVA「イルゼの手帳」ではこの巨人のその後が描かれた。調査兵団であるリヴァイやハンジと遭遇するも、突如方向転換して謎の花畑へと向かい、最奥部の木に頭を打ち付けるなど奇怪な行動を見せる。直後ハンジやオルオに襲い掛かり、最終的にオルオを捕食しようとするも、リヴァイにうなじを切り取られて死亡した。討伐後、彼の遺体の側にイルゼの遺体が「埋葬」されていたことが分かり、この巨人の謎をエルヴィンにハンジが伝えたことで、ハンジ立案による巨人捕獲作戦を通すきっかけとなった。
その正体はかつてユミルを教祖としたカルト教団の信者。ユミルや他の信者共々楽園送りにされる。
エレン巨人体
エレン・イェーガーがグリシャによって巨人化の薬を注射されたことで巨人化した姿。眼球を大きく見開いた、のちの進撃の巨人としての姿とは大きく印象の異なる容姿を持つが、唇がないため歯が露出した口部と上顎下顎共に下部にずれた前歯、やや尖った耳など進撃の巨人としての姿と共通する外見的特徴も見られる。この姿になった直後にグリシャを捕食、始祖と進撃の巨人を継承し、以降の巨人体は前述の進撃の巨人のものとなった。
ロッド巨人体
レイス家当主、ロッド・レイスが巨人化の薬を経口摂取して巨人化した姿。知性を持たない無垢の巨人の奇行種。本来はロッドがクリスタのために用意したもので、ロッドいわく「最も戦いに向いた巨人」とのこと。
「超大型巨人」の倍以上の120mという無垢の巨人の中では史上最大の巨体を誇るが、異常に大きい胴体と細い手足を持つ奇形で、移動する際は自力では立てないのか、顔や体の前面を地面にこすりつけ、這いずるように移動する。このため、ウォール・シーナ北側の壁に到達するころには、壁を支えに立ち上がったが、胴体が削れ内臓が完全に露出、顔も削れて口や鼻の穴が開いているのみであった。他の巨人とは比べ物にならない高温の蒸気を常に発しており、生身の人間や樹木などは近づいただけで燃えてしまう。また、その壮絶な超重巨体のパワーと質量ゆえに、壁本体をそのまま破壊して突破することも可能とされた。より遠くの集団を優先して狙う傾向が強く、奇行種としても習性が極端であり、目前の兵団や周囲の村落には目もくれず、遠く離れた壁内部の市街地目掛けて突き進むほどの執着を見せた。
ウォール・シーナ北側の城壁都市オルブド区の住人に引き寄せられ同地を襲撃。駐屯兵団による迎撃をものともせずに壁に取り付くが、直後にリヴァイ班によって火薬で両手首を爆破され、バランスを崩したところを巨人化したエレンによって口の中に爆薬を詰めこまれて頭部を破壊され、空中で飛び散った肉片のなかに紛れていた弱点のうなじをヒストリアの手で斬り裂かれて本体のロッドは死亡した。作中では顔面が完全に削られて失われていたため本来の顔は不明だったが、デザイン画の時点では顔が削れてない姿も考えていたらしく、ロッドに似ているとのこと。
アルミン巨人体
アルミン・アルレルトの巨人体。リヴァイに託されていた、巨人化の薬によって巨人化した無垢の巨人。
ウォール・マリア最終奪還作戦でリヴァイが瀕死の重傷を負ったエルヴィンかアルミンのどちらに投与するかエレンと揉めた後にアルミンに投与され、その後ベルトルトを捕食して人間に戻った。同時にアルミンは超大型巨人を継承した。
ファルコ巨人体
ファルコ・グライスの巨人体。ニコロにワイン瓶で殴られた際、ワインに含まれたジークの脊髄液を摂取し、ジークの「叫び」で巨人化した無垢の巨人。
マーレ軍のパラディ島奇襲の時に巨人化、ジークに操られるまま鎧の巨人に襲い掛かるが、身代わりになったポルコを捕食して「顎の巨人」を継承、人間に戻った。
なお、ファルコ以外にもジークたちの陰謀でピクシスやナイルを筆頭とした兵団上層部の大半が脊髄液入りワインを飲んでしまい、ジークの「叫び」によって全員巨人化した。
幻の巨人
ウォール・シーナの壁の中身に埋没する巨人。女型の巨人が逃亡する際の破損箇所から、垣間見えた顔の一部によって存在を知られた。しかも近くにいたミカサの方へ視線を向けたことから生きていることが窺える。顔の右半分のみ現れている。その顔は超大型巨人のように皮膚が存在せず歯がむき出しとなって並んでいる。壁の中にいる限り永久に眠り続けるが、壁が破損し光に当たると目覚める恐れがある。
状況を察知したニック司祭の指示により、目地材による応急的な修復が壁になされて即座に姿を隠された。このことから、壁は幾千万もの巨人が基盤となって建築されていることがわかった。
壁の中の幾千万の超大型巨人
初代レイス王が硬質化の力を使用して築いたマリア・ローゼ・シーナの3つの壁を構成する幾千万もの超大型巨人。世界からの干渉の抑止力として存在するが、レイス王の「不戦の契」によって封印されていた。しかし「始祖ユミル」を掌握したエレンによって100年の眠りから目覚め、世界のすべてを踏み潰す地鳴らしを開始する。

## 派生作品の人物

### 進撃の巨人 Before the fall
アンヘル・アールトネン
『Before the fall』の主人公。ウォール・マリア、シガンシナ区にある工房で働く職人。18歳。細面の顔立ちに黄金色の髪をした青年。職人としては非常に優秀で、15歳のときに工房の門をたたいたときから頭角を現し、「発明王」という肩書きも付くほど。周りからも認められており若手にも拘わらず個人の研究室を持ち、助手もつけることを許されている。そして興味のある物の好奇心、開発意欲はとても強い。性格は少し無鉄砲な部分があるが、目的がたびたび打ち砕かれようと、あきらめずに進む強靭な精神力を持っている。立体機動装置の試作品を用い、巨人が殺せることを証明した。その代償として爆風を至近で浴びたために目を患い『Before the fall 2』の時代では引退して第一線から退いている。
ソルム・ヒューメ
アンヘルの幼馴染で、調査兵団の期待の新人。精悍な顔立ちの好男子。幼い時から壁外の世界に興味を持ち、その手段として調査兵団に所属することを決意した（マリアにはずいぶんと反対された）。勇敢な性格で腕っ節も強いため、幼馴染3人のなかでは兄のような存在だった。壁外遠征のさなか、アンヘルを守るため巨人もろとも自爆して死亡した。その死はアンヘルの原動力となっただけでなく、巨人の弱点解明、そして立体機動装置開発の端緒をもたらした。
漫画版では、ノベライズ版と比べてやや臆病な性格として描かれている。シガンシナ区の惨劇の後、カルロと共に巨人の嘔吐物の塊からキュクロを発見した。
マリア・カールステッド
ウォール・マリアの修繕、補強に当たる駐屯兵団所属の女性兵士。アンヘルの幼馴染であり、ソルムの婚約者。自らの仕事に誇りを持ち、職務に当たる高潔な女性。アンヘルに比べると、冷静で常識人のため、無茶で無鉄砲な彼の行動を叱責しあきれることもある。しかし彼の気持ちはよく理解しており、あきれながらも無理な頼みにも応じたり、ここぞというときにアンヘルの危機を救っている。幼馴染3人の中では姉のような存在。
『Before the fall 2』の時代では引退しており、アンヘルと同居していることがローザの口から語られている。
ホルヘ・ピケール
調査兵団の隊長。威風堂々たる武人。巨人の討伐を請願するアンヘルに対し、自ら戦ってその覚悟を確かめ、上の命令に背きアンヘルを伴って非公式の巨人討伐に赴く。巨人討伐の功績こそ認められたものの、命令違反の責任を問われ隊長の座を退いた。
『Before the fall 2』以降の時代では巨人を倒した英雄として広く知られ、憲兵団に在籍し後進の指導・育成にあたっている。カルロと共にキュクロの素質を評価し、訓練兵へと誘った。
ゼノフォン・ハルキモ
工房の重鎮。ざんばら髪とメガネが特徴の男。歳は30代半ば。主に爆発物の調合と製造を得意とする。アンヘルが現れるまでは発明王の肩書きは彼のものであった。アンヘルとはいささか反りが合わないが、巨人を打倒するという目的のために歩調を合わせる。
『Before the fall 2』の時代でも健在であり、引退したアンヘルに代わり工房長として現場の指揮を執っている。立体機動装置の訓練用装置の製作もゼノフォンの手による。
コリーナ・イルマリ
アンヘルの助手。15歳。手先が器用という理由で工房に入った変わり者。兵団に関わる仕事なら食いはぐれないと考える現実主義者でもある。男ばかりの工房の中では珍しい女の子ということもあり、マスコット的な存在であった。
シガンシナ区の惨劇で、マンモンに殺される。
キュクロ
『Before the fall 2』および『Before the fall 3』の主人公。ヒースとエレナの息子。長年の監禁生活で、高いタフネスを身に付けており、腹が空けば虫でも躊躇いなく口にする。類い稀な身体能力と父親譲りの胆力を併せ持つ反面、座学は不得手であり想像力や協調性に難がある。シャルルからもらった黒金竹製の小刀を御守りとして持っている。
巨人が吐き出したエレナの死体から生まれ、その出自から忌み嫌われ、見世物にされていたところをダリオに買われた。シャビィから虐待を受ける日々の中でシャルルと出会い、人間性と言葉を身に付けた。巨人信奉者の襲撃によって自由を手に入れるが、その原因だと逆恨みしたシャビィによって右目を斬られて右目の視力を失い、奇しくもキュクロプスの名前の通り単眼の形貌となってしまう。
因縁を断ち切るために巨人との接触を試みて調査兵団の壁外遠征に密航するが、カルロとの協力により辛くも生還に成功する。その後シャビィにより、巨人信奉者を扇動してダリオ他数名を殺害したという濡れ衣を着せられ、壁外追放の刑に処される。しかし、ホルヘの助力によりカルディナと共に生還、カルロやゼノフォンの勧めもあり、訓練兵団へと入団する。
訓練兵団へと入団した後、ホルヘにより補習という名目で立体機動装置の練習を行う。中々練習成果は上がらなかったが、シャビィが立体機動装置のハーネスに細工したことにより図らずもコツを掴み、立体機動装置の使い方をマスターした。最終的に十番以内の成績で訓練兵団を卒業、調査兵団に入団する。
調査兵団では十班に配属される。オアシスでオーガと遭遇、カルディナやローザ、シャビィと連携してオーガを撃破、立体機動装置を使い巨人を殺した初めての人物となった。
シャルル・イノセンシオ
ダリオの娘で、シャビィの妹。白磁の肌と金の糸の如き髪、端正な顔立ちの美少女。誤解からキュクロが本物の巨人の子と思い込み、一度は彼を殺そうとする。しかし誤解が解け、その後交流を深め彼に知識や言葉を与えた。将来は顔も知らない相手と政略結婚させられる身であったが、図らずもダリオの死によって自由を手に入れた。キュクロとは運命共同体であり、互いに欠かせない存在である。『Before the fall 3』では工場都市に住み込み、ゼノフォンの助手として働くようになる。また、ゼノフォンは彼女を見てコリーナを想起していた。
シャビィ・イノセンシオ
ダビオの息子で、シャルルの兄。横暴かつ傲慢な性格。幼いころからキュクロを痛めつけることで歪んだ自信を培ってきた。巨人信奉者によって父が殺された容疑をキュクロに被せ、壁外追放へと追い込んだ。
兵士としては優秀で憲兵団への道を確実視されていたが、キュクロら立体機動装置使用者が台頭するにつれ窮地に追い込まれ、立体機動装置のハーネスに細工をしたり、模擬戦闘に真剣を使うことでキュクロを殺害しようとしたが、いずれも回避される。結局訓練兵団を十番以内の成績で卒業したが、キュクロに対抗して調査兵団に入団する。
七班に配属されるも、警告を無視して巨人に立ち向かい、返り討ちにされそうになったところをキュクロに助けられた。その後、自ら囮となり、キュクロが巨人を倒すのに一役買った。最終的にキュクロと和解し、彼に立体機動装置の使用法指導を乞うた。
ダリオ・イノセンシオ
ウォール・シーナに住む豪商。傲慢な性格。金と権力ですべてを解決してきた男であり、息子や娘すらも自身の権力を強化する道具としか見ていない。
巨人信奉者の襲撃によって殺される。
ヒース・マンセル
調査兵団の班長で、ソルムの上司。キュクロの父親。胆力に優れた勇敢な兵士。
壁外調査でオーガに喰い殺されて死亡、その首はウォール・マリアの壁外から投げ込まれた。
エレナ・マンセル
キュクロの母親。儚げな印象の女性で、当時妊婦であった。
ウォール・マリア壁外から投げ込まれたヒースの首を見て、精神崩壊を起こす。心の空虚を突かれて巨人信奉にのめり込み、シガンシナ区の惨劇を引き起こした。自身もその騒動でマンモンに捕食され、死亡した。しかし、噛み砕かれなかったため、胎の中にいたキュクロだけは奇跡的に生還することになった。
カルロ・ピケール
ソルムの同僚であり、調査兵団隊長ホルヘの息子。巨人の吐き出した死肉の玉の中からキュクロを発見した。父親譲りの堂々とした風貌。
『Before the fall 2』では父に代わり調査兵団を率いている。人をひきつけるカリスマ性を持つ。英雄の息子であるが、カルロ本人は自身を兵士として平均的と分析している。キュクロたち若い世代ならば立体機動装置を使いこなせると踏み、何かと便宜を図る。
カルディナ・バウマイスター
保守派の重鎮ブルーノの息子。飄々とした性格で饒舌。いかにも良家の御曹司といった見た目とは裏腹に、兵としては憲兵を狙える実力を持っている。シャルルが結婚する予定であった人物であるが、当人には一切その気はない。
元々は訓練兵であったが、父が政争に敗れたため虜囚の身となり、壁外追放刑を待つ身であった。ホルヘの助力により、キュクロと共に壁外から生還し、訓練兵団に再入団する。キュクロと共に立体機動装置の使用法を学び、訓練兵団を十番以内の成績で卒業した。
調査兵団ではキュクロやローザ同様十班に配属される。オアシスでオーガと遭遇、ローザやシャビィと共にキュクロを援護した。
ローザ・カールステッド
ソルムとマリアの娘。母譲りの黒髪と黒い目をもつ。カルディナとは同期。父の面影とアンヘル「おじさん」の存在もあり調査兵団を志す。実技は劣るが実力は高く、小柄ながらも格闘術に優れる。
訓練兵団ではキュクロやカルディナと共に立体機動装置の使用法を学び、訓練兵団を十番以内の成績で卒業した。
調査兵団では総合的な能力から、新兵ばかりの十班の班長として配属される。オアシスでオーガと遭遇、カルディナやシャビィと共にキュクロを援護した。
ロルフ
漫画版オリジナルキャラクター。調査兵団の男性兵士。壁外調査では荷馬車の騎手を担当。
壁外調査中に遭遇した巨人から逃げる途中、荷馬車を切り離すため荷馬車に乗っていたキュクロに自身の武器である短刀を渡したが、巨人に追いつかれてキュクロと共に捕獲される。キュクロは壁外密航前にシャルルから受け取っていた短剣を使うことで巨人から逃れることに成功したが、自身は武器を失くしてしまっていたため逃れられず、巨人に喰われて戦死した。
ノベライズ版にも彼に相当するキャラクターは登場するが、生還している。

グロリア・ベルンハルト
漫画版オリジナルキャラクター。シガンシナ区担当憲兵団隊長。眼鏡が特徴の女性兵士。
壁外調査から帰還した調査兵団隊長カルロ・ピケールにキュクロの引き渡しを要求、キュクロをウォール・シーナへと連行する。

巨人
マンモン
『Before the fall』に登場。全長10メートル級程度で、スキンヘッドで小太りの中年男性のような容貌が特徴。
巨人信奉者によって開け放たれたシガンシナ区の門を抜けて現れ、行方不明者も合わせて5,000人もの犠牲者を出す大惨劇を引き起こした。アンヘルの活躍により、再び壁外に誘き出される。その後の壁外遠征で再会したアンヘルによって死闘の末に仕留められ、巨人の弱点がうなじであることが判明する切っ掛けとなった。人類が史上初めて討伐することに成功した巨人である。
名前の由来は、七つの大罪の一つ、「強欲」を表す英単語「Mammon」。
オーガ
『Before the fall 2』、『Before the fall 3』に登場。全長は10メートル級程度で、筋肉質で逞しい青年のような容貌が特徴。
ヒースを喰い殺した巨人で、エレナがシガンシナ区の惨劇を引き起こすことになった遠因である。それゆえ、キュクロには自らの人生を狂わせた巨人として深い憎悪を抱かれている。喰い殺したヒースの首をわざわざ壁内に投げ入れたり、襲い掛かった調査兵団の兵士たちを直ぐには攻撃しようとせず嬲るように追い詰めるなど、通常の巨人には見られない行動を取っていたので、のちの時代の「奇行種」に相当する巨人である可能性が高い。
壁外でキュクロら調査兵団と交戦、最終的にキュクロにうなじを切り取られて死亡した。立体機動装置を用いて倒された最初の巨人である。
名前の由来は、「鬼」を意味する英単語「Orga」。

### 進撃の巨人 悔いなき選択
ファーラン・チャーチ
声 - 小野友樹（VN版）/ 遊佐浩二（OAD版）
リヴァイのゴロツキ時代の仲間の一人。元は地下街のギャングリーダーであったが、リヴァイとの勝負に負けたことにより、彼にその座を譲った。リヴァイをリーダーとして共に行動するうちに彼を認めるようになり、深い信頼を寄せている。リヴァイと共に調査兵団に入団したが、本編前に何者かから持ち込まれた裏取引を成功させるためにリヴァイの指示の下、影で行動している。趣味は読書で、地下街時代から様々な書籍を読んでいる。入団後すぐの壁外調査で立体機動装置の故障に見舞われ、応戦不能の状態で巨人に捕食され死亡。その光景を目の当たりにし、激高したリヴァイが巨人の腹を切り裂き助け出したが、その遺体は上半身のみという無残な姿になっていた。
本編では、リヴァイの回想でイザベルとともに一コマだけ登場している。
イザベル・マグノリア
声 - 平田真菜（VN版）/ 伊瀬茉莉也（OAD版）
リヴァイのゴロツキ時代の仲間の一人。地下街生まれで、弱肉強食の地下街で常に弱者の立場にいて絶望していたところをリヴァイと出会い、彼の徒党に入って行動している。生まれも育ちも地下街の孤児である。生き倒れていたところをリヴァイに拾われた経緯があり、リヴァイを兄貴と慕っている。リヴァイと共に調査兵団に入団した。動物の扱いが得意で、人間と接することに比べればマシだとのことで、そのおかげか馬術の習得も早くその腕前は兵団員に褒められた。反面あまり賢くなく、足し算すら指折りで数えるほど。壁外調査では初陣でファーランと共にではあるが奇行種を無傷で仕留める成果を残す。入団後すぐの壁外調査で巨人討伐に貢献するも、奇行種に襲われ、バランスを崩した際に巨人に潰されて死亡。遺体は首しか残らなかった。
フラゴン・ターレット
声 - 津田健次郎（OAD版）
調査兵団分隊長でエルヴィンとは同期。同じ分隊長であるエルヴィンのことを信頼しているが、リヴァイたち地下街出身者を入団させることに対しては危険すぎると反対していた。のちにリヴァイたちを自身の部隊に配属することになったが、リヴァイの実力を半ば認める反面、地下街出身者をあまり信じておらず、独断行動を取りがちなリヴァイたちとたびたび衝突している。壁外調査で部下であるイザベル、ファーランを庇い、巨人に捕食され死亡。
サイラム
調査兵団の男性兵士で、フラゴンの部下。壁外調査中であるにも拘わらず緊張感の無い態度を取るファーランとイザベルに食って掛かるが、フラゴンに制止された。壁外調査で巨人に捕食され死亡。OAD版では未登場。

### 進撃の巨人 LOST GIRLS
カーリー・ストラットマン
声 - 北西純子
アニ外伝の登場人物。ストヘス区に本拠を置くマルレーン商会の令嬢。アニは行方不明となったカーリーの捜索を引き受けたことから、事件に巻き込まれていく。
エリオット・グーンベルク・ストラットマン
声 - 水内清光
アニ外伝の登場人物。カーリーの父親で、マルレーン商会の会長。行方不明となった一人娘の捜索を憲兵団に依頼した。マルレーン商会は中心事業だったウォール・マリア区との交易が同地の陥落によって頓挫、規模を大幅に縮小して表向きは落ち目となっていたはずだったが、裏ではそれを全く感じさせないほどの羽振りの良さを見せており、カーリーの捜索の過程でアニは疑念を抱くこととなる。
ウェイン・アイズナー
アニ外伝の登場人物。カーリーの恋人。アニメ版「Wall Sina, Goodbye」では「ケンパー・ボルツ」という名前に変更されている。
ウォルド
声 - 中田譲治
アニ外伝の登場人物。中折れ帽子と背広に身を包んだ、片目が義眼の男。カーリーの行方を捜している謎の二人組の一人。
ルー
声 - 石川界人
アニ外伝の登場人物。カーリーの行方を捜している謎の二人組の一人。
鏡男
声 - 増田隆之
ミカサ外伝の登場人物。ミカサが出会った巡業の催眠術師。表面が鏡のようになった仮面を被っている。

### 実写版
実写映画およびdTVオリジナルドラマ『反撃の狼煙』に登場するオリジナルキャラクター。
シキシマ
演 - 長谷川博己
調査兵団の隊長で、「人類最強の男」と呼ばれている。原作におけるリヴァイに相当するが、ジークに相当する設定も持ち合わせている。ミカサの師匠で、彼女に戦闘技術を叩き込んだ。
その正体は、エレン同様の巨人化能力者で、反政府組織のリーダー。中央政府を打倒するために過去の壁外遠征に参加していた調査兵を死亡扱いにして仲間に引き入れていた。処刑されそうになったエレンを巨人化して自ら拉致し、仲間として引き入れようとしたが、外壁修復を主張するエレンらと意見が対立。これにより、ミカサはシキシマと袂を分かつこととなった。サンナギの自爆により部下を全て失ってなお、不発弾を奪うために巨人化してエレンやミカサらと交戦。巨人化したエレンを圧倒するも、トドメを刺そうとした一瞬に攻撃を浴び、最後は飛び膝蹴りで頭部を破壊され、敗北する。その後、超大型巨人に捕まったエレンを助けるために再び巨人化し、超大型巨人の口に不発弾を突っ込んで爆破し、相打ちとなり死亡した。ノベライズ版では、エレンの生き別れの兄・ハクであったことが明かされた（エレンに兄がいたこと自体は映画版でソウダの台詞で示唆されている）。
シキシマ巨人体
シキシマの巨人体。髪型こそ違うものの、容姿は原作に登場する鎧の巨人に準ずる（ただし、原作ほど高い防御力を持っているわけではない模様）。ノベライズ版では「白い巨人」と呼称されている。

サンナギ
演 - 松尾諭
外壁修復作戦参加者。五人兄弟の長男。怪力。立体機動装置のワイヤーで廃墟の建物を引っ張ったり、巨人を一本背負いで投げ飛ばすなどの常人離れした腕力を持つ。武器は斧。本来はライナーになる予定だったが脚本制作中に原作でライナーの正体が巨人だと判明したためにオリジナルキャラクターとなった。
外壁修復作戦を続行させるために、シキシマの部下にアサルトライフルで撃たれながらもモンゼン地区の時計塔に立体機動装置のアンカーを射出して巻き上げることで崩落を起こし、仲間に敬礼を送り、シキシマの部下もろとも爆死した（ノベライズ版では、妹の作ったぬいぐるみに火をつけ、爆薬の上に落とし爆死した）。
フクシ
演 - 渡部秀
外壁修復作戦参加者。リルとは恋人同士。原作におけるフランツに相当する。
夜明けの巨人襲撃で下半身を食われて死亡する。
ヒアナ
演 - 水崎綾女
外壁修復作戦参加者。未亡人で、子供の養育費を稼ぐために外壁修復作戦に参加した。
目的地へ移動中、赤子の泣き声が聞こえ、放っておけず制止を振り切ってエレンとともに探索。しかし、その正体が赤子の巨人で、襲われそうになるがエレンに連れられて何とか危機を脱する。
そのことでエレンに好意を抱き、変わり果てたミカサにショックを受けていたエレンを色仕掛けで誘惑して迫ろうとしたが、直後に巨人に襲われて喰われ死亡した。
リル
演 - 武田梨奈
外壁修復作戦参加者。フクシとは恋人同士。原作におけるハンナに相当する。
フクシの死後に精神錯乱を起こし、外壁修復用の爆弾を強奪して巨人の群れに特攻し、自爆して死亡した。
ソウダ
演 - ピエール瀧
外壁修復作戦参加者。エレンの両親の顔なじみで壁の警備を行う兵士。原作におけるハンネスに相当する。元駐屯兵団所属の兵士で、超大型巨人の襲撃で妻子を失ってからは衛生兵に転向した。
実はエレンの父親の下で医学を学んでおり、そのためエレンの巨人化能力の仕組みを知っていた。クバルら憲兵団に処刑されそうになったエレンを巨人化能力のメカニズムを説明して弁護しようとしたが、クバルに口封じのために射殺されてしまう。
ノベライズ版では、反政府組織「鷗」のモンゼン支部長だった。最期は、エレンを撃とうとした憲兵を拳銃で妨害しようとしたところ、別の憲兵によって射殺された。
クバル
演 - 國村隼
憲兵団治安統制局主管で、外壁修復作戦の最高責任者。前編では政府に忠実な人格者のように描かれていたが、後編では周囲の意見も聞かずにエレンを処刑しようとするなど、傲慢な態度が目立つようになる。過去にエレンの両親を逮捕している。
実は巨人化能力者で、実写映画版における「超大型巨人」の正体。原作におけるベルトルトに相当する。モンゼン地区を襲撃して壁を破壊したのは、巨人の正体や作り出された目的が明るみに出ることのないよう、人類に巨人の恐怖を植え付けて壁外へ出る意思を無くすために政府の意向に沿って彼が行った自作自演だった。巨人化してエレンたちと交戦し、エレンを捕獲するも、最終的に巨人化したシキシマに不発弾を口に突っ込まれてうなじごと頭部を爆破され、死亡した。
ユノヒラ
演 - 神尾佑
訓練兵団の教官を務めている人物。原作におけるキースに相当する。
外壁修復作戦にも参加し、巨人の気配に怯えて冷静さを失った兵士たちを鎮めようとしたが、その瞬間横の物陰から現れた巨人に捕まって捕食された。
『反撃の狼煙』では全編に渡って登場し、暴走しがちなハンジや食い意地が張っているサシャに手を焼く様子が描かれている。
イズル
演 - 平岡祐太
『反撃の狼煙』のみ登場する憲兵団所属の予算管理官でありハンジの上司。暴走しがちなハンジの行動に振り回されがちである。

### 進撃の巨人2（ゲーム）
主人公
声 - （下記参照）
- 男性 - 逢坂良太 / 千葉進歩 / 小松昌平 / 星野貴紀 / 須嵜成幸 / 勝杏里 / 村上裕哉 / 最上嗣生 / 西凜太朗 / 加瀬康之
- 女性 - 相川奈都姫 / 逢田梨香子 / 下田麻美 / 藤田咲 / 三上枝織 / 安済知佳 / 嶋村侑 / 種﨑敦美 / 渡辺明乃 / 鷄冠井美智子

本ゲームの主人公。ストーリーモードにおける最初のステージ前イベントで、名前（ファーストネームおよび苗字）、性別、ボイス、体格、フェイスパターンのほか、兵団服の色彩など細部までを含めたエディットを行い、自分だけのキャラクターを作成できる。その後、調査兵団の一員としてアニメ版のSeason1からSeason2までのストーリーを既存の登場人物とは異なった視点から描く形で、物語は進行する。
キャラクターの全体像やフェイスグラフィックでは調査兵団のマントに付属されたフードで顔（口部を除く）を隠されているほか、ムービーなどでは一部のパートにおいて主人公の視点で表示されるため、具体的な外観が表示されるのはイベントシーンと戦闘中のみ。ボイスは戦闘中を除いて一言も話さず、周囲の人物からは「お前」「あなた」などでしか呼ばれない（字幕では設定した名前を呼ばれるが、ボイスは省略される）。最初は周囲の人物からの会話において字幕では苗字表記であるが、特定の行動などで対象人物の友好度を一定以上まで上げると、ファーストネームで呼ばれるようになる。
ナレーション（声 - 青山穣）では、性別を含めて人物像が風化してしまったために誰も素性を知らず、選択した性別に関係なく「彼」と仮称されている。
エレン、ミカサ、アルミンと同じくシガンシナ区出身であり、物語開始の5年前にウォール・マリアが巨人の群れによる襲撃を受けた当時はまだ幼く、両親は鎧の巨人の攻撃で飛んできた巨大な岩に押し潰され、死亡する。その直前に両親の機転と駐屯兵団の手引きによって助かるも孤児となった主人公は、鎧の巨人への復讐を決意して兵団に入団し、3年間の訓練を経て配属された調査兵団の兵士として、エレンたちと共に数々の任務を遂行しながら両親の仇である鎧の巨人へ近づく。